# Liste von Comicverfilmungen
Comics werden häufig fürs Kino oder Fernsehen adaptiert, weil sie zum einen plakative, spektakuläre Geschichten erzählen, zum anderen gehen die Produzenten häufig davon aus, dass jeder Leser ein potentieller Zuschauer ist.
Bei Comicverfilmungen wird unterschieden zwischen Real-Spielfilmen, in denen die gezeichneten Figuren von Schauspielern dargestellt werden, und Trickfilmen, bei denen der Reiz in der weitaus größeren Übernahme der Optik der Vorlage liegt.

## Realfilm-Adaptionen
| Comic                                                                                 | Film |
| ------------------------------------------------------------------------------------- | --- |
| 0–9                                                                                   | |
| 2 Guns                                                                                | 2 Guns (2013) |
| 5 ist die perfekte Zahl (von Igort)                                                   | Das Spiel des Killers – 5 ist die perfekte Zahl (2019) |
| 13 rue de l’Espoir (von Paul Gillon)                                                  | Die tolle Masche (1961) |
| XIII                                                                                  | XIII – Die Verschwörung (Fernseh-Zweiteiler, 2008) |
| XIII                                                                                  | XIII – Die Verschwörung (Fernsehserie, 2011–2012) |
| 20th Century Boys                                                                     | 20th Century Boys 1 (2008) |
| 20th Century Boys                                                                     | 20th Century Boys 2 (2009) |
| 20th Century Boys                                                                     | 20th Century Boys 3 (2009) |
| 30 Days of Night                                                                      | 30 Days of Night (2007) |
| 30 Days of Night                                                                      | 30 Days of Night: Dark Days (2010) |
| 47:an Löken (von Lennart Elworth)                                                     | 47:an Löken (1971) |
| 47:an Löken (von Lennart Elworth)                                                     | 47:an Löken blåser på (1972) |
| 91:an Karlsson (von Rudolf Petersson)                                                 | Aber warum, Herr Feldwebel? (1946) |
| 91:an Karlsson (von Rudolf Petersson)                                                 | Zurück, marsch-marsch! (1947) |
| 91:an Karlsson (von Rudolf Petersson)                                                 | Rekruten rechts ’raus (1951) |
| 91:an Karlsson (von Rudolf Petersson)                                                 | Alla tiders 91:an Karlsson (1953) |
| 91:an Karlsson (von Rudolf Petersson)                                                 | 91 Karlsson rycker in (1955) |
| 91:an Karlsson (von Rudolf Petersson)                                                 | 91:an Karlsson slår knock out (1957) |
| 91:an Karlsson (von Rudolf Petersson)                                                 | 91:an Karlsson muckar (tror han) (1959) |
| 91:an Karlsson (von Rudolf Petersson)                                                 | 91:an och generalernas fnatt (1977) |
| 300                                                                                   | 300 (2007) |
| 300                                                                                   | 300: Rise of an Empire (2014) |
| A                                                                                     | |
| Abattoir (Radical Studios)                                                            | Abattoir – Er erwartet dich! (2016) |
| Ace Drummond (von Eddie Rickenbacker und Clayton Knight)                              | Ace Drummond (Serial, 1936) |
| Accident Man (von Pat Mills u. a.)                                                    | Accident Man (2018) |
| Accident Man (von Pat Mills u. a.)                                                    | Accident Man: Hitman’s Holiday (2022) |
| Ada im Dschungel (von Altan)                                                          | Ada dans la jungle (1988) |
| The Addams Family (Zeitungscartoons)                                                  | The Addams Family (Fernsehserie, 1964–1966) |
| The Addams Family (Zeitungscartoons)                                                  | Halloween with the New Addams Family (1977) |
| The Addams Family (Zeitungscartoons)                                                  | Addams Family (1991) |
| The Addams Family (Zeitungscartoons)                                                  | Die Addams Family in verrückter Tradition (1993) |
| The Addams Family (Zeitungscartoons)                                                  | Addams Family – Und die lieben Verwandten (1998) |
| The Addams Family (Zeitungscartoons)                                                  | Die neue Addams Familie (Fernsehserie, 1998–1999) |
| The Addams Family (Zeitungscartoons)                                                  | Wednesday (Fernsehserie, seit 2022) |
| Adeles ungewöhnliche Abenteuer                                                        | Adèle und das Geheimnis des Pharaos (2010) |
| The Adventures of Kitty Cobb (von James Montgomery Flagg)                             | The Adventures of Kitty Cobb (1914) |
| Agent Carter                                                                          | Marvel’s Agent Carter (Fernsehserie, 2015–2016) |
| Air Hawk (von John Dixon)                                                             | Air Hawk (1981) |
| Alena (von Kim W. Andersson)                                                          | Alena (2015) |
| Alexander Nikopol (Die Geschäfte der Unsterblichen)                                   | Immortal – New York 2095: Die Rückkehr der Götter (2004) |
| Algues vertes, l’histoire interdite (von Inès Léraud und Pierre Van Hove)             | Les Algues vertes (2023) |
| Jigeum Uri Hakgyoneun                                                                 | All of Us Are Dead (Fernsehserie, 2022) |
| Allein                                                                                | Seuls (2017) |
| Der alltägliche Kampf                                                                 | Le Combat ordinaire (2015) |
| Ally Sloper (von Marie Duval und C. H. Ross)                                          | Ally Sloper (Kurzfilm, 1898) |
| Ally Sloper (von Marie Duval und C. H. Ross)                                          | Sloper’s Visit to Brighton (Kurzfilm, 1898) |
| Ally Sloper (von Marie Duval und C. H. Ross)                                          | Ally Sloper (Kurzfilm-Serie, 1921) |
| Along with the Gods                                                                   | Along with the Gods: The Two Worlds (2017) |
| Along with the Gods                                                                   | Along with the Gods: The Last 49 Days (2018) |
| Alphonse and Gaston (von Frederick Burr Opper)                                        | Alphonse and Gaston (Kurzfilm-Serie, 1902–1903) |
| Als die Zombies die Welt auffraßen (von Guy Davis und Jerry Frissen)                  | We Are Zombies (2023) |
| Die alten Knacker                                                                     | Les Vieux Fourneaux (2018) |
| Die alten Knacker                                                                     | Les Vieux Fourneaux 2: Bons pour l’asile (2022) |
| American Born Chinese (von Gene Luen Yang)                                            | American Born Chinese (Fernsehserie, 2023) |
| American Jesus (von Mark Millar und Peter Gross)                                      | Der Auserwählte (Fernsehserie, 2023) |
| American Splendor                                                                     | American Splendor (2003) |
| L’amour propre ne le reste jamais très longtemps (von Martin Veyron)                  | L’amour propre ne le reste jamais très longtemps (1985) |
| Anacleto, agente secreto (dt.: Geheimagent Ferdi Fetzig, von Manuel Vázquez Gallego)  | Anacleto: agente secreto (2015) |
| Anatole (von Dubout)                                                                  | La Rue sans loi (1950) |
| Anatole (von Dubout)                                                                  | Anatole chéri (1954) |
| Angel                                                                                 | Tenshi (2006) |
| Annarasumanara                                                                        | Annarasumanara (Fernsehserie, 2022) |
| Little Orphan Annie                                                                   | Little Orphan Annie (1932) |
| Little Orphan Annie                                                                   | Little Orphan Annie (1938) |
| Little Orphan Annie                                                                   | Annie (1982) |
| Little Orphan Annie                                                                   | Annie: A Royal Adventure! (1995) |
| Little Orphan Annie                                                                   | Annie – Weihnachten einer Waise (1999) |
| Little Orphan Annie                                                                   | Annie (2014) |
| Ant-Man                                                                               | Ant-Man (2015) |
| Ant-Man                                                                               | Ant-Man and the Wasp (2018) |
| Ant-Man                                                                               | Ant-Man and the Wasp: Quantumania (2023) |
| Aquaman                                                                               | Aquaman (Kurzfilm, 2006) |
| Aquaman                                                                               | Aquaman (2018) |
| Aquaman                                                                               | Aquaman: Lost Kingdom (2023) |
| Archie                                                                                | Drei Frauen für Archie (1990) |
| Archie                                                                                | Riverdale (Fernsehserie, 2017–2023) |
| Art School Confidential                                                               | Art School Confidential (2006) |
| Asterix                                                                               | Asterix und Obelix gegen Caesar (1999) |
| Asterix                                                                               | Asterix & Obelix: Mission Kleopatra (2002) |
| Asterix                                                                               | Asterix bei den Olympischen Spielen (2008) |
| Asterix                                                                               | Asterix & Obelix – Im Auftrag Ihrer Majestät (2012) |
| Asterix                                                                               | Asterix & Obelix im Reich der Mitte (2023) |
| The Atom                                                                              | Legends of Tomorrow (Fernsehserie, 2016–2022) |
| The Coldest City                                                                      | Atomic Blonde (2017) |
| Atomik Circus – Le Retour de James Bataille (von Thierry Poiraud)                     | Atomik Circus – Le Retour de James Bataille (2004) |
| Attack on Titan                                                                       | Attack on Titan (2015) |
| Menschenblut                                                                          | Aufbruch der Blutcrew (Kurzfilm, 1984) |
| Außer Kontrolle (Il Gioco / Click, von Manara)                                        | Entfesselte Lust (Le Déclic, 1985) |
| Außer Kontrolle (Il Gioco / Click, von Manara)                                        | Außer Kontrolle (Fernsehserie, 1997) |
| The Avengers (Die ruhmreichen Rächer)                                                 | Marvel’s The Avengers (2012) |
| The Avengers (Die ruhmreichen Rächer)                                                 | Avengers: Age of Ultron (2015) |
| The Avengers (Die ruhmreichen Rächer)                                                 | Avengers: Infinity War (2018) |
| The Avengers (Die ruhmreichen Rächer)                                                 | Avengers: Endgame (2019) |
| The Avengers (Die ruhmreichen Rächer)                                                 | WandaVision (Fernsehserie, 2021) |
| The Avengers (Die ruhmreichen Rächer)                                                 | Hawkeye (Fernsehserie, 2021) |
| The Avengers (Die ruhmreichen Rächer)                                                 | Agatha All Along (Fernsehserie, 2024) |
| Avivato (von Lino Palacio)                                                            | Avivato (1949) |
| Azumi                                                                                 | Azumi (2003) |
| Azumi                                                                                 | Azumi 2 – Death or Love (2005) |
| B                                                                                     | |
| Bäche und Flüsse (von Pascal Rabaté)                                                  | Les Petits Ruisseaux (2010) |
| Bad Kids Go to Hell                                                                   | Bad Kids Go to Hell (2012) |
| Bad Kids Go to Hell                                                                   | Bad Kids of Crestview Academy (2017) |
| Il brigante Grossi e la sua miserabile banda (von Michele Petrucci)                   | La banda Grossi (2018) |
| Barbara                                                                               | Tezuka’s Barbara (2019) |
| Barbarella                                                                            | Barbarella (1968) |
| Barb Wire (Dark Horse)                                                                | Barb Wire (1996) |
| Barney Google and Snuffy Smith                                                        | Barney Google (Kurzfilm-Serie, 1928–1929) |
| Barney Google and Snuffy Smith                                                        | Private Snuffy Smith (1942) |
| Barney Google and Snuffy Smith                                                        | Hillbilly Blitzkrieg (1942) |
| Barry McKenzie (von Barry Humphries, für „Private Eye“)                               | The Adventures of Barry McKenzie (1972) |
| Barry McKenzie (von Barry Humphries, für „Private Eye“)                               | Barry McKenzie Holds His Own (1974) |
| Batman                                                                                | Batman und Robin (Serial, 1943) |
| Batman                                                                                | Batman and Robin (Serial, 1949) |
| Batman                                                                                | Batman (Fernsehserie, 1966–1968) |
| Batman                                                                                | Batman hält die Welt in Atem (1966) |
| Batman                                                                                | Batman (1989) |
| Batman                                                                                | Batmans Rückkehr (1992) |
| Batman                                                                                | Batman Forever (1995) |
| Batman                                                                                | Batman & Robin (1997) |
| Batman                                                                                | Birds of Prey (Fernsehserie, 2002–2003) |
| Batman                                                                                | Batman Begins (2005) |
| Batman                                                                                | The Dark Knight (2008) |
| Batman                                                                                | The Dark Knight Rises (2012) |
| Batman                                                                                | Gotham (Fernsehserie, 2014–2019) |
| Batman                                                                                | Batman v Superman: Dawn of Justice (2016) |
| Batman                                                                                | Pennyworth (Fernsehserie, 2019–2022) |
| Batman                                                                                | Joker (2019) |
| Batman                                                                                | Batwoman (Fernsehserie, 2019–2022) |
| Batman                                                                                | Birds of Prey: The Emancipation of Harley Quinn (2020) |
| Batman                                                                                | The Batman (2022) |
| Batman                                                                                | Batgirl (2022, unveröffentlicht) |
| Batman                                                                                | Gotham Knights (Fernsehserie, 2023) |
| Batman                                                                                | The Penguin (Fernsehserie, 2024) |
| Batman                                                                                | Joker: Folie à Deux (2024) |
| Battle Angel Alita                                                                    | Alita: Battle Angel (2019) |
| Bécassine                                                                             | Bécassine (1940) |
| Bécassine                                                                             | Bécassine (2018) |
| The Mostly Unfabulous Social Life of Ethan Green (von Eric Orner)                     | Das beinahe unspektakuläre Liebesleben des Ethan Green (2005) |
| Benni Bärenstark                                                                      | Benoît Brisefer: Les Taxis rouges (2014) |
| Vito Nervio (von Alberto Breccia u. a.)                                               | Beto Nervio (1981) |
| Der bewegte Mann                                                                      | Der bewegte Mann (1994) |
| Der bewegte Mann                                                                      | Bewegte Männer (Fernsehserie, 2003–2005) |
| Bibi Fricotin (von Louis Forton)                                                      | Bibi Fricotin (1951) |
| Biffen och Bananen (von Jan-Erik Garland)                                             | Biffen och Bananen (1951) |
| Biffen och Bananen (von Jan-Erik Garland)                                             | Blondie, Biffen och Bananen (1952) |
| Biffen och Bananen (von Jan-Erik Garland)                                             | Klarar Bananen Biffen? (1957) |
| Bis in den Himmel (von Jirō Taniguchi)                                                | Bis in den Himmel (2017) |
| Black Butler                                                                          | Black Butler – Ein Teufel von einem Butler (2014) |
| Black Hole (von Charles Burns)                                                        | Black Hole (Kurzfilm, 2010) |
| Black Lightning                                                                       | Black Lightning (Fernsehserie, 2018–2021) |
| Black Panther                                                                         | Black Panther (2018) |
| Black Panther                                                                         | Black Panther: Wakanda Forever (2022) |
| Black Widow                                                                           | Black Widow (2021) |
| Blackhawk (Quality Comics, später DC)                                                 | The Miraculous Blackhawk: Freedom’s Champion (Serial, 1952) |
| Blade                                                                                 | Blade (1998) |
| Blade                                                                                 | Blade II (2002) |
| Blade                                                                                 | Blade: Trinity (2004) |
| Blade                                                                                 | Blade – Die Jagd geht weiter (Fernsehserie, 2006) |
| Blade of the Immortal                                                                 | Blade of the Immortal (2017) |
| Les Blagues de Toto (von Thierry Coppée)                                              | Les Blagues de Toto (2020) |
| Les Blagues de Toto (von Thierry Coppée)                                              | Les Blagues de Toto 2: Classe verte (2023) |
| Blau ist eine warme Farbe (von Jul Maroh)                                             | Blau ist eine warme Farbe (2013) |
| Blaue Pillen                                                                          | Niemand weiss davon (2014) |
| Bleach                                                                                | Bleach (2018) |
| Blondie                                                                               | Blondie (1938) |
| Blondie                                                                               | Blondie Meets the Boss (1939) |
| Blondie                                                                               | Blondie Takes a Vacation (1939) |
| Blondie                                                                               | Blondie Brings Up Baby (1939) |
| Blondie                                                                               | Blondie on a Budget (1940) |
| Blondie                                                                               | Blondie Has Servant Trouble (1940) |
| Blondie                                                                               | Blondie Plays Cupid (1940) |
| Blondie                                                                               | Blondie Goes Latin (1941) |
| Blondie                                                                               | Blondie in Society (1941) |
| Blondie                                                                               | Blondie Goes to College (1942) |
| Blondie                                                                               | Blondie’s Blessed Event (1942) |
| Blondie                                                                               | Blondie for Victory (1942) |
| Blondie                                                                               | It’s a Great Life (1943) |
| Blondie                                                                               | Footlight Glamour (1943) |
| Blondie                                                                               | Leave It to Blondie (1945) |
| Blondie                                                                               | Life With Blondie (1945) |
| Blondie                                                                               | Blondie’s Lucky Day (1946) |
| Blondie                                                                               | Blondie Knows Best (1946) |
| Blondie                                                                               | Blondie’s Big Moment (1947) |
| Blondie                                                                               | Blondie’s Holiday (1947) |
| Blondie                                                                               | Blondie in the Dough (1947) |
| Blondie                                                                               | Blondie’s Anniversary (1947) |
| Blondie                                                                               | Blondie’s Reward (1948) |
| Blondie                                                                               | Blondie’s Secret (1948) |
| Blondie                                                                               | Blondie’s Big Deal (1949) |
| Blondie                                                                               | Blondie Hits the Jackpot (1949) |
| Blondie                                                                               | Blondie’s Hero (1950) |
| Blondie                                                                               | Beware of Blondie (1950) |
| Blondie                                                                               | Blondie (Fernsehserie, 1957) |
| Blondie                                                                               | Blondie (Fernsehserie, 1968–1969) |
| Bloodshot                                                                             | Bloodshot (2020) |
| Intriganten (von Lewis Trondheim)                                                     | The Bloody Olive (Kurzfilm, 1997) |
| Blue Beetle                                                                           | Blue Beetle (2023) |
| Leutnant Blueberry                                                                    | Blueberry und der Fluch der Dämonen (2004) |
| Die Bluthochzeit                                                                      | Die Bluthochzeit (2005) |
| Bodies                                                                                | Bodies (Fernsehserie, 2023) |
| The Bogie Man                                                                         | The Bogie Man (1992) |
| Boule & Bill                                                                          | Boule & Bill – Zwei Freunde Schnief und Schnuff (2013) |
| Boule & Bill                                                                          | Boule & Bill 2 (2017) |
| Bounty Killer                                                                         | Bounty Killer (2013) |
| The Boys                                                                              | The Boys (Fernsehserie, seit 2019) |
| The Boys                                                                              | Generation V (Fernsehserie, 2023) |
| Chuecatown (von Rafael Martínez Castellanos)                                          | Boystown (2007) |
| Brenda Starr (von Dale Messick)                                                       | Brenda Starr, Reporter (Serial, 1945) |
| Brenda Starr (von Dale Messick)                                                       | Brenda Starr (1976) |
| Brenda Starr (von Dale Messick)                                                       | Brenda Starr (1989) |
| Brick Bradford                                                                        | Brick Bradford (Serial, 1947) |
| Habaek Eui Sinbu                                                                      | The Bride of Habaek (Fernsehserie, 2017) |
| Bringing Up Father                                                                    | Bringing Up Father (Kurzfilm-Serie, 1920) |
| Bringing Up Father                                                                    | Bringing Up Father (1928) |
| Bringing Up Father                                                                    | Bringing Up Father (1946) |
| Bringing Up Father                                                                    | Jiggs and Maggie in Society (1948) |
| Bringing Up Father                                                                    | Jiggs and Maggie in Court (1948) |
| Bringing Up Father                                                                    | Jiggs and Maggie in Jackpot Jitters (1949) |
| Bringing Up Father                                                                    | Jiggs and Maggie Out West (1950) |
| Bruce Gentry                                                                          | Bruce Gentry – Daredevil of the Skies (Serial, 1949) |
| Buck Rogers                                                                           | Buck Rogers in the 25th Century (Kurzfilm, 1934) |
| Buck Rogers                                                                           | Buck Rogers (Serial, 1939) |
| Buck Rogers                                                                           | Buck Rogers (Fernsehserie, 1950–1951) |
| Buck Rogers                                                                           | Buck Rogers (Fernsehserie, 1979–1981) - Buck Rogers (Pilotfilm der Fernsehserie. Deutsche Erstaufführung: 1979) |
| Bulletproof Monk                                                                      | Bulletproof Monk – Der kugelsichere Mönch (2003) |
| Jens von Bustenskjold (von Anders Bjørgaard und Sigurd Lybeck)                        | Bustenskjold (1958) |
| Buster Brown                                                                          | Buster Brown (Kurzfilm-Serie, 1904) |
| Buster Brown                                                                          | Buster Brown (Kurzfilm-Serie, 1914) |
| Buster Brown                                                                          | Buster Brown (Kurzfilm-Serie, 1925–1929) |
| C                                                                                     | |
| Los Supermachos (von Rius)                                                            | Calzonzin inspector (1974) |
| Capitán Trueno (von Víctor Mora und Ambrós)                                           | Ritter des heiligen Grals (2011) |
| Captain America                                                                       | Captain America (Serial, 1944) |
| Captain America                                                                       | Captain America (1979) |
| Captain America                                                                       | Captain America II: Death Too Soon (1979) |
| Captain America                                                                       | Captain America (1990) |
| Captain America                                                                       | Captain America: The First Avenger (2011) |
| Captain America                                                                       | The Return of the First Avenger (2014) |
| Captain America                                                                       | The First Avenger: Civil War (2016) |
| Captain America                                                                       | The Falcon and the Winter Soldier (Fernsehserie, 2021) |
| Captain America                                                                       | Captain America: Brave New World (2025) |
| Captain Barbell (von Mars Ravelo und Jim Fernandez)                                   | Captain Barbell (1964) |
| Captain Barbell (von Mars Ravelo und Jim Fernandez)                                   | Captain Barbell Kontra Captain Bakal (1965) |
| Captain Barbell (von Mars Ravelo und Jim Fernandez)                                   | Captain Barbell Boom! (1973) |
| Captain Barbell (von Mars Ravelo und Jim Fernandez)                                   | Captain Barbel (1986) |
| Captain Barbell (von Mars Ravelo und Jim Fernandez)                                   | Captain Barbell (2003) |
| Captain Barbell (von Mars Ravelo und Jim Fernandez)                                   | Captain Barbell (Fernsehserie, 2006–2007) |
| Captain Barbell (von Mars Ravelo und Jim Fernandez)                                   | Captain Barbell (Fernsehserie, 2011) |
| Captain Battle (Lev Gleason Publications. Die Comicfigur war 2013 gemeinfrei.)        | Captain USA vs. Nazifighters (2013) |
| Captain Marvel (Marvel Comics)                                                        | Captain Marvel (2019) |
| Captain Marvel (Marvel Comics)                                                        | Ms. Marvel (Fernsehserie, 2022) |
| Captain Marvel (Marvel Comics)                                                        | The Marvels (2023) |
| Captain Marvel (Shazam, Fawcett Comics, später DC)                                    | Adventures of Captain Marvel (Serial, 1941) |
| Captain Marvel (Shazam, Fawcett Comics, später DC)                                    | Shazam! (Fernsehserie, 1974–1976) |
| Captain Marvel (Shazam, Fawcett Comics, später DC)                                    | Shazam! (2019) |
| Captain Marvel (Shazam, Fawcett Comics, später DC)                                    | Black Adam (2022) |
| Captain Marvel (Shazam, Fawcett Comics, später DC)                                    | Shazam! Fury of the Gods (2023) |
| Catwoman                                                                              | Catwoman (2004) |
| Monsieur Jean (von Dupuy-Berbérian)                                                   | Ce soir je dors chez toi (2007) |
| The Chair                                                                             | The Chair (2016) |
| Charly                                                                                | L’Avion – Das Zauberflugzeug (2005) |
| Aridong Last Cowboy                                                                   | The Chase (2017) |
| Cheese in the Trap                                                                    | Cheese in the Trap (Fernsehserie, 2016) |
| Cheese in the Trap                                                                    | Cheese in the Trap (2018) |
| Chinese Hero (von Ma Wing-shing)                                                      | A Man Called Hero (1999) |
| City Hunter                                                                           | City Hunter (1993) |
| City Hunter                                                                           | City Hunter (2011) |
| City Hunter                                                                           | Nicky Larson – City Hunter (2019) |
| City Hunter                                                                           | City Hunter (2024) |
| Clémentine chérie – Das Enfant terrible aus Paris (von Jean Bellus, Zeitungscartoons) | Clémentine chérie (1964) |
| Clever & Smart                                                                        | Clever & Smart (2003) |
| Clever & Smart                                                                        | Mortadelo y Filemón – Misión: salvar la Tierra (2008) |
| Cloak & Dagger                                                                        | Marvel’s Cloak & Dagger (Fernsehserie, 2018–2019) |
| Colonel Blimp (Zeitungscartoons)                                                      | Leben und Sterben des Colonel Blimp (1943) |
| Congo Bill                                                                            | Congo Bill (Serial, 1948) |
| Connect                                                                               | Connect (Fernsehserie, 2022) |
| Constantine (Hellblazer)                                                              | Constantine (2005) |
| Constantine (Hellblazer)                                                              | Constantine (Fernsehserie, 2014–2015) |
| Corrective Measures (von Grant Chastain)                                              | Corrective Measures (2022) |
| La Course du rat (von Lauzier)                                                        | Je vais craquer (1980) |
| Cowboys & Aliens                                                                      | Cowboys & Aliens (2011) |
| The Crow                                                                              | The Crow – Die Krähe (1994) |
| The Crow                                                                              | The Crow – Die Rache der Krähe (1996) |
| The Crow                                                                              | The Crow – Die Serie (Fernsehserie, 1998) |
| The Crow                                                                              | The Crow III – Tödliche Erlösung (2000) |
| The Crow                                                                              | The Crow – Wicked Prayer (2005) |
| The Crow                                                                              | The Crow (2024) |
| Crying Freeman                                                                        | Killer’s Romance (1990) |
| Crying Freeman                                                                        | Dragon from Russia (1990) |
| Crying Freeman                                                                        | Crying Freeman – Der Sohn des Drachen (1995) |
| D                                                                                     | |
| D.P Gaeui Nal                                                                         | D.P. (Fernsehserie, 2021) |
| Dampyr (von Mauro Boselli und Maurizio Colombo)                                       | Dampyr (2022) |
| Daredevil                                                                             | Daredevil (2003) |
| Daredevil                                                                             | Marvel’s Daredevil (Fernsehserie, 2015–2018) |
| Dark Matter                                                                           | Dark Matter (Fernsehserie, 2015–2017) |
| Darna (von Nestor Redondo und Mars Ravelo)                                            | Darna (1951) |
| Darna (von Nestor Redondo und Mars Ravelo)                                            | Darna at ang Babaing Lawin (1952) |
| Darna (von Nestor Redondo und Mars Ravelo)                                            | Si Darna at ang Impakta (1963) |
| Darna (von Nestor Redondo und Mars Ravelo)                                            | Isputnik vs. Darna (1963) |
| Darna (von Nestor Redondo und Mars Ravelo)                                            | Darna at ang Babaing Tuod (1965) |
| Darna (von Nestor Redondo und Mars Ravelo)                                            | Darna and the Planet Man (1969) |
| Darna (von Nestor Redondo und Mars Ravelo)                                            | Lipad, Darna, lipad! (1973) |
| Darna (von Nestor Redondo und Mars Ravelo)                                            | Darna and the Giants (1973) |
| Darna (von Nestor Redondo und Mars Ravelo)                                            | Darna vs The Planet Women (1973) |
| Darna (von Nestor Redondo und Mars Ravelo)                                            | Darna (Fernsehserie, 1977) |
| Darna (von Nestor Redondo und Mars Ravelo)                                            | Darna, Kuno? (1979) |
| Darna (von Nestor Redondo und Mars Ravelo)                                            | Bira, Darna, bira! (1979) |
| Darna (von Nestor Redondo und Mars Ravelo)                                            | Darna and Ding (1980) |
| Darna (von Nestor Redondo und Mars Ravelo)                                            | Darna (1991) |
| Darna (von Nestor Redondo und Mars Ravelo)                                            | Darna: Ang Pagbabalik (1994) |
| Darna (von Nestor Redondo und Mars Ravelo)                                            | Darna (Fernsehserie, 2005) |
| Darna (von Nestor Redondo und Mars Ravelo)                                            | Darna (Fernsehserie, 2009–2010) |
| Darna (von Nestor Redondo und Mars Ravelo)                                            | Darna (Fernsehserie, 2022–2023) |
| Daybreak                                                                              | Daybreak (Fernsehserie, 2019) |
| Days of the Bagnold Summer (von Joff Winterhart)                                      | Days of the Bagnold Summer (2019) |
| Dead End (von Thomas Ott)                                                             | The Millionairs (Kurzfilm, 2016) |
| El Muerto                                                                             | The Dead One (2007) |
| Deadly Class                                                                          | Deadly Class (Fernsehserie, 2018–2019) |
| Deadpool                                                                              | Deadpool (2016) |
| Deadpool                                                                              | Deadpool 2 (2018) - Once Upon a Deadpool (Alternative Schnittfassung, 2018) |
| Deadpool                                                                              | Deadpool & Wolverine (2024) |
| Death Note                                                                            | Death Note (2006) |
| Death Note                                                                            | Death Note – The Last Name (2006) |
| Death Note                                                                            | L: Change the World (2008) |
| Death Note                                                                            | Death Note: New Generation (Fernsehserie, 2016) |
| Death Note                                                                            | Death Note: Light Up the New World (2016) |
| Death Note                                                                            | Death Note (2017) |
| The Death of Stalin                                                                   | The Death of Stalin (2017) |
| Defenders                                                                             | Marvel’s The Defenders (Fernsehserie, 2017) |
| Le Démon de midi (von Florence Cestac)                                                | Männer und andere Irrtümer (2005) |
| Dennis                                                                                | Dennis, Geschichten eines Lausbuben (Fernsehserie, 1959–1963) |
| Dennis                                                                                | Dennis – Der Quälgeist (1987) |
| Dennis                                                                                | Dennis (1993) |
| Dennis                                                                                | Dennis – Widerstand zwecklos (1998) |
| Dennis                                                                                | Weihnachten mit Dennis (2007) |
| Desperate Desmond (von Harry Hershfield)                                              | Desperate Desmond (Kurzfilm-Serie, 1911–1912) |
| Detektiv Conan                                                                        | Shinichi Kudo (Detektiv Conan) (2006) |
| Detektiv Conan                                                                        | Detektiv Conan (2007) |
| Detektiv Conan                                                                        | Detektiv Conan 3 (2011) |
| Diabolik                                                                              | Gefahr: Diabolik! (1968) |
| Diabolik                                                                              | Diabolik (2021) |
| Diabolik                                                                              | Diabolik wird gejagt (2022) |
| Diabolik                                                                              | Diabolik – Chi sei? (2023) |
| The Diary of a Teenage Girl: An Account in Words and Pictures                         | The Diary of a Teenage Girl (2015) |
| Dick Bos (von Alfred Mazure)                                                          | Inbraak (Kurzfilm, 1942) |
| Dick Bos (von Alfred Mazure)                                                          | Valsch geld (Kurzfilm, 1943) |
| Dick Bos (von Alfred Mazure)                                                          | Moord in het modehuis (1943) |
| Dick Tracy                                                                            | Dick Tracy (Serial, 1937) |
| Dick Tracy                                                                            | Dick Tracy Returns (Serial, 1938) |
| Dick Tracy                                                                            | Dick Tracy’s G-Men (Serial, 1939) |
| Dick Tracy                                                                            | Dick Tracy vs. Crime, Inc. (Serial, 1941) |
| Dick Tracy                                                                            | Dick Tracy (1945) |
| Dick Tracy                                                                            | Dick Tracy vs. Cueball (1946) |
| Dick Tracy                                                                            | Dick Tracy’s Dilemma (1947) |
| Dick Tracy                                                                            | Dick Tracy Meets Gruesome (1947) |
| Dick Tracy                                                                            | Dick Tracy (Fernsehserie, 1950–1952) |
| Dick Tracy                                                                            | Dick Tracy (Kurzfilm, 1967) |
| Dick Tracy                                                                            | Dick Tracy (1990) |
| Die große Odaliske                                                                    | Diebinnen |
| Dixie Dugan (von McEvoy und Striebel)                                                 | Dixie Dugan (1943) |
| Docteur Justice (dt.: John Patrick, von Ollivier und Marcello)                        | Die Öl-Piraten (1975) |
| Doctor Strange                                                                        | Dr. Strange (1978) |
| Doctor Strange                                                                        | Doctor Strange (2016) |
| Doctor Strange                                                                        | Doctor Strange in the Multiverse of Madness (2022) |
| Dolores                                                                               | Dolores (2016) |
| Don Fulgencio (von Lino Palacio)                                                      | Don Fulgencio (1950) |
| Don Winslow of the Navy (von Frank V. Martinek u. a.)                                 | Don Winslow of the Navy (Serial, 1942) |
| Don Winslow of the Navy (von Frank V. Martinek u. a.)                                 | Don Winslow of the Coast Guard (Serial, 1943) |
| Dondi (von Irwin Hasen und Gus Edson)                                                 | Dondi (1961) |
| Doom Patrol (DC)                                                                      | Doom Patrol (Fernsehserie, 2019–2023) |
| DMZ                                                                                   | DMZ (Fernsehserie, 2022) |
| Doona!                                                                                | Doona! (Fernsehserie, 2023) |
| Dr. Brain                                                                             | Dr. Brain (Fernsehserie, 2021) |
| Dr. Giggles (Dark Horse)                                                              | Dr. Giggles (1992, Comic und Film entstanden parallel) |
| Dragon Ball                                                                           | Dragonball Evolution (2009) |
| Dragon Head                                                                           | Dragon Head (2003) |
| Dream of the Rarebit Fiend                                                            | Dream of a Rarebit Fiend (Kurzfilm, 1906) |
| Dylan Dog                                                                             | Dylan Dog (2011) |
| Dylan Dog                                                                             | Vittima degli eventi (Kurzfilm, 2014) |
| Dyesebel (von Mars Ravelo und Elpidio Torres)                                         | Dyesebel (1953) |
| Dyesebel (von Mars Ravelo und Elpidio Torres)                                         | Anak ni Dyesebel (1964) |
| Dyesebel (von Mars Ravelo und Elpidio Torres)                                         | Dyesebel at ang Mahiwagang Kabibe (1973) |
| Dyesebel (von Mars Ravelo und Elpidio Torres)                                         | Sisid, Dyesebel, sisid (1978) |
| Dyesebel (von Mars Ravelo und Elpidio Torres)                                         | Dyesebel (1990) |
| Dyesebel (von Mars Ravelo und Elpidio Torres)                                         | Dyesebel (1996) |
| Dyesebel (von Mars Ravelo und Elpidio Torres)                                         | Dyesebel (Fernsehserie, 2008) |
| Dyesebel (von Mars Ravelo und Elpidio Torres)                                         | Dyesebel (Fernsehserie, 2014) |
| E                                                                                     | |
| Echo                                                                                  | Echo (Fernsehserie, 2024) |
| Die Einladung (von Jim und Mermoux)                                                   | L’Invitation (2016) |
| Die Einsamkeit der Tiefe (La Solitude des profondeurs, von François Boucq)            | Die Einsamkeit der Tiefe (Dypets ensomhet, Kurzfilm, 1995) |
| El Pantera (von Daniel Muñoz und Juan Alba)                                           | El Pantera (Fernsehserie, 2008–2010) |
| El Suicida (von Carlos Trillo und Domingo Mandrafina)                                 | Aftoheiras (Kurzfilm, 1997) |
| Elektra                                                                               | Elektra (2005) |
| L’Élève Ducobu (von Zidrou und Godi)                                                  | L’Élève Ducobu (2011) |
| L’Élève Ducobu (von Zidrou und Godi)                                                  | Les Vacances de Ducobu (2012) |
| L’Élève Ducobu (von Zidrou und Godi)                                                  | Ducobu 3 (2020) |
| L’Élève Ducobu (von Zidrou und Godi)                                                  | Ducobu Président! (2022) |
| L’Élève Ducobu (von Zidrou und Godi)                                                  | Ducobu passe au vert (2024) |
| Ella Cinders (von William Conselman und Charles Plumb)                                | Wie Ellen zum Film kam (1926) |
| The Empty Man                                                                         | The Empty Man (2020) |
| The End of the F***ing World                                                          | The End of the F***ing World (Fernsehserie, 2017–2019) |
| Endzeit                                                                               | Endzeit (2018) |
| Erzaehlmirnix (von Nadja Hermann)                                                     | Erzaehlmirnix (Kurzfilm-Serie, 2018) |
| The Eternals                                                                          | Eternals (2021) |
| Eternauta (von Héctor Germán Oesterheld und Francisco Solano López)                   | Eternauta (Fernsehserie, 2025) |
| Eva & Adam                                                                            | Eva und Adam (Fernsehserie, 1999–2001) |
| Eva & Adam                                                                            | Eva und Adam – Vier Geburtstage und ein Fiasko (2001) |
| Eva & Adam                                                                            | Eva & Adam (2021) |
| The Outbursts of Everett True (von A. D. Condo)                                       | Everett True Breaks Into the Movies (Kurzfilm, 1916) |
| Eojjeoda Balgyeonhan Chirwol                                                          | Extraordinary You (Fernsehserie, 2019) |
| F                                                                                     | |
| Familie Fenouillard (La Famille Fenouillard)                                          | Die unfreiwillige Weltreise der Familie Fenouillard (1961) |
| Familie Fleischbauch (Les Bidochon, von Binet)                                        | Les Bidochon (1996) |
| Die Fantastischen Vier                                                                | The Fantastic Four (1994, unveröffentlicht) |
| Die Fantastischen Vier                                                                | Fantastic Four (2005) |
| Die Fantastischen Vier                                                                | Fantastic Four: Rise of the Silver Surfer (2007) |
| Die Fantastischen Vier                                                                | Fantastic Four (2015) |
| Die Fantastischen Vier                                                                | The Fantastic Four: First Steps (2025) |
| Fat Slags (aus dem britischen Humorblatt „Viz“)                                       | Fat Slags (2004) |
| Fatty Finn                                                                            | The Kid Stakes (1927) |
| Fatty Finn                                                                            | Fatty Finn (1980) |
| Faust                                                                                 | Faust – Love of the Damned (2000) |
| Feiffer                                                                               | Bernard and Huey (2018) |
| Femforce (AC Comics)                                                                  | Nightveil: Witchwar (2005) |
| Femforce (AC Comics)                                                                  | The Amazing Colossal Woman (2016) |
| Fingerpori (von Pertti Jarla)                                                         | Fingerpori (2019) |
| Firearm (Malibu)                                                                      | Firearm (Kurzfilm, 1993) |
| Fist of the North Star                                                                | Fist of the North Star (1995) |
| The Flash                                                                             | Flash – Der Rote Blitz (Fernsehserie, 1990–1991) - The Flash (Pilotfilm der Fernsehserie. Deutsche Erstaufführung: 1990) - Flash II – Die Rache des Tricksers (Mehrere Episoden der Fernsehserie zu einem Film zusammengeschnitten. Deutsche Erstaufführung: 1992) - The Flash III - Deadly Nightshade (Mehrere Episoden der Fernsehserie zu einem Film zusammengeschnitten. Deutsche Erstaufführung: 1993)               |
| The Flash                                                                             | The Flash (Fernsehserie, 2014–2023) |
| The Flash                                                                             | The Flash (2023) |
| Flash Gordon                                                                          | Flash Gordon (Serial, 1936) |
| Flash Gordon                                                                          | Flash Gordon’s Trip to Mars (Serial, 1938) |
| Flash Gordon                                                                          | Flash Gordon Conquers the Universe (Serial, 1940) |
| Flash Gordon                                                                          | Flash Gordon (Fernsehserie, 1954–1955) |
| Flash Gordon                                                                          | Flash Gordon (1980) |
| Flash Gordon                                                                          | Flash Gordon (Fernsehserie, 2007) |
| Forever (von Uli Oesterle)                                                            | Forever (Kurzfilm, 2005) |
| The Fosdyke Saga (von Bill Tidy)                                                      | The Fosdyke Saga (1977) |
| The Fountain                                                                          | The Fountain (2006) |
| Foxy Grandpa (von Carl E. Schultze)                                                   | Foxy Grandpa (Kurzfilm-Serie, 1902–1903) |
| Elles ne pensent qu’à ça... (von Wolinski)                                            | Frauen denken nur an eines (1994) |
| Friday Foster (von Jordi Longarón und Jim Lawrence)                                   | Friday Foster (1975) |
| From Hell                                                                             | From Hell (2001) |
| Die fromme Helene                                                                     | Die fromme Helene (1965) |
| Full House (von Won Soo-yeon)                                                         | Full House (Fernsehserie, 2004) |
| Fúlmine (von Guillermo Divito)                                                        | Fúlmine (1949) |
| Fung Wan (von Ma Wing-shing)                                                          | The Storm Riders (1998) |
| Fung Wan (von Ma Wing-shing)                                                          | Wind and Cloud (Fernsehserie, 2002) |
| Fung Wan (von Ma Wing-shing)                                                          | Wind and Cloud 2 (Fernsehserie, 2004) |
| Fung Wan (von Ma Wing-shing)                                                          | The Storm Warriors (2009) |
| G                                                                                     | |
| Grafik Muzik (von Mike Allred)                                                        | G-Men from Hell (2000) |
| Les Amours célèbres (im „France Soir“)                                                | Galante Liebesgeschichten (1961) |
| Gantz                                                                                 | Gantz – Spiel um dein Leben (2011) |
| Gantz                                                                                 | Gantz – Die ultimative Antwort (2011) |
| García! (von Luis Bustos und Santiago García)                                         | García! (Fernsehserie, 2022) |
| Garfield                                                                              | Garfield – Der Film (2004) |
| Garfield                                                                              | Garfield 2 (2006) |
| Gasoline Alley                                                                        | Gasoline Alley (1951) |
| Gasoline Alley                                                                        | Corky of Gasoline Alley (1951) |
| Gaston                                                                                | Alles im Griff (1981) |
| Gaston                                                                                | Gaston – Katastrophen am laufenden Band (2018) |
| Las puertitas del Sr. López (von Carlos Trillo und Horacio Altuna)                    | Die geheimen Gärten des Senor Lopez (1988) |
| Das Geheimnis des Fahrradhändlers (von Sempé)                                         | Raoul Taburin a un secret (2019) |
| Gemma Bovery                                                                          | Gemma Bovery – Ein Sommer mit Flaubert (2014) |
| DNA Hacker Chronicles (von Pearry Teo und Matt Olsen)                                 | The Gene Generation (2007) |
| Generation X                                                                          | Generation X (1996) |
| Georges le tueur (von Georges Wolinski)                                               | La Vie sentimentale de Georges le tueur (Kurzfilm, 1971) |
| Tales from the Crypt                                                                  | Geschichten aus der Gruft (1972) |
| Tales from the Crypt                                                                  | Geschichten aus der Gruft (Fernsehserie, 1989–1996) - Im Horror-Kabinett (Mehrere Episoden der Fernsehserie zu einem Film zusammengeschnitten. Deutsche Erstaufführung: 1990) - Tales from the Crypt 2 (Mehrere Episoden der Fernsehserie zu einem Film zusammengeschnitten. Deutsche Erstaufführung: 1992) |
| Tales from the Crypt                                                                  | Ritter der Dämonen (1995) |
| Tales from the Crypt                                                                  | Bordello of Blood (1996) |
| Tales from the Crypt                                                                  | Das Ritual – Im Bann des Bösen (2001) |
| Ghost in the Shell                                                                    | Ghost in the Shell (2017) |
| Ghost Rider                                                                           | Ghost Rider (2007) |
| Ghost Rider                                                                           | Ghost Rider: Spirit of Vengeance (2012) |
| Ghost World (von Daniel Clowes)                                                       | Ghost World (2001) |
| Ginger Meggs (von Jimmy Bancks)                                                       | Those Terrible Twins (1925) |
| Ginger Meggs (von Jimmy Bancks)                                                       | Ginger Meggs (1982) |
| Gipfel der Götter                                                                     | Everesuto: Kamigami no itadaki (2016) |
| Global Frequency (von Warren Ellis u. a.)                                             | Global Frequency (Kurzfilm, 2005) |
| Geumsujeo                                                                             | Der goldene Löffel (Fernsehserie, 2022) |
| Green Arrow                                                                           | Arrow (Fernsehserie, 2012–2020) |
| Green Lantern                                                                         | Green Lantern (2011) |
| Greetings from Hellville (von Thomas Ott)                                             | Goodbye! (Kurzfilm, 2013) |
| Che – Das Erbe der verlorenen Revolte                                                 | Die große Pfeife (1984) |
| Guardians of the Galaxy                                                               | Guardians of the Galaxy (2014) |
| Guardians of the Galaxy                                                               | Guardians of the Galaxy Vol. 2 (2017) |
| Guardians of the Galaxy                                                               | The Guardians of the Galaxy Holiday Special (2022) |
| Guardians of the Galaxy                                                               | Guardians of the Galaxy Vol. 3 (2023) |
| Billy Bimbo and Peter Porker (von Harry Folkard)                                      | De Guitenstreken van Jopie Slim en Dickie Bigmans (1939) |
| The Gumps                                                                             | The Gumps (Kurzfilm-Serie, 1923–1928) |
| Guyver (von Yoshiki Takaya)                                                           | Mutronics – Invasion der Supermutanten (1991) |
| Guyver (von Yoshiki Takaya)                                                           | Guyver – Dark Hero (1994) |
| Sweet Gwendoline                                                                      | Gwendoline (1984) |
| H                                                                                     | |
| Hairbreadth Harry                                                                     | Hairbreadth Harry (Kurzfilm-Serie, 1926–1927) |
| Happy!                                                                                | Happy! (Fernsehserie, 2017–2019) |
| Happy Hooligan                                                                        | Happy Hooligan (Kurzfilm-Serie, 1900–1903) - Hooligan’s Christmas Dream (1903) |
| Harold Teen                                                                           | Harold Teen (1928) |
| Harold Teen                                                                           | Harold Teen (1934) |
| Hazel (von Ted Key, Zeitungscartoons)                                                 | Hazel (Fernsehserie, 1961–1966) |
| Heartstopper                                                                          | Heartstopper (Fernsehserie, 2022–2024) |
| Helena (von Robin Wood und Ernesto García Seijas)                                     | Helena (Fernsehserie, 1987) |
| Jiok                                                                                  | Hellbound (Fernsehserie, 2021) |
| Hellboy                                                                               | Hellboy (2004) |
| Hellboy                                                                               | Hellboy – Die goldene Armee (2008) |
| Hellboy                                                                               | Hellboy – Call of Darkness (2019) |
| Hellboy                                                                               | Hellboy: The Crooked Man (2024) |
| Son of Satan (Marvel)                                                                 | Helstrom (Fernsehserie, 2020) |
| Hercules: The Thracian Wars (Radical Studios)                                         | Hercules (2014) |
| Hier                                                                                  | Here (2024) |
| Historias de la puta mili (von Ivà, für „El Jueves“)                                  | Historias de la puta mili (1993) |
| Historias de la puta mili (von Ivà, für „El Jueves“)                                  | Historias de la puta mili (Fernsehserie, 1994) |
| A History of Violence                                                                 | A History of Violence (2005) |
| Hop Harrigan (DC)                                                                     | Hop Harrigan America’s Ace of the Airways (Serial, 1946) |
| Hopfen und Malz                                                                       | Les Steenfort, maîtres de l’orge (Fernsehserie, 1996) |
| Hot L. A. (von Horacio Altuna)                                                        | Los Angeles 1991 (Kurzfilm, 2015) |
| Howard the Duck                                                                       | Howard – Ein tierischer Held (1986) |
| Die Entdeckung des Hugo Cabret                                                        | Hugo Cabret (2011) |
| Huhn mit Pflaumen                                                                     | Huhn mit Pflaumen (2011) |
| Hulk                                                                                  | Der unglaubliche Hulk (1977) |
| Hulk                                                                                  | Der unglaubliche Hulk (Fernsehserie, 1978–1982) |
| Hulk                                                                                  | Die Rückkehr des unheimlichen Hulk (1988) |
| Hulk                                                                                  | Der unheimliche Hulk vor Gericht (1989) |
| Hulk                                                                                  | Der Tod des unheimlichen Hulk (1990) |
| Hulk                                                                                  | Hulk (2003) |
| Hulk                                                                                  | Der unglaubliche Hulk (2008) |
| Hulk                                                                                  | She-Hulk: Die Anwältin (Fernsehserie, 2022) |
| Human Target                                                                          | Human Target (Fernsehserie, 1992) |
| Human Target                                                                          | Human Target (Fernsehserie, 2010–2011) |
| Mirror, Mirror                                                                        | The Hunters – Auf der Jagd nach dem verlorenen Spiegel (2013) |
| I                                                                                     | |
| I Am Not Okay with This                                                               | I Am Not Okay With This (Fernsehserie, 2020) |
| I, Frankenstein                                                                       | I, Frankenstein (2014) |
| I Kill Giants                                                                         | I Kill Giants (2017) |
| Ichi the Killer                                                                       | Ichi the Killer (2001) |
| Inhumans                                                                              | Marvel’s Inhumans (Fernsehserie, 2017) |
| Initial D                                                                             | Initial D (2005) |
| Naebujadeul                                                                           | Inside Men – Die Rache der Gerechtigkeit (2015) |
| El Ciclo de Irati                                                                     | Irati – Age of Gods and Monsters (2022) |
| Iron Fist                                                                             | Marvel’s Iron Fist (Fernsehserie, 2017–2018) |
| Iron Man                                                                              | Iron Man (2008) |
| Iron Man                                                                              | Iron Man 2 (2010) |
| Iron Man                                                                              | Iron Man 3 (2013) |
| Isabella                                                                              | Isabella – Mit blanker Brust und spitzem Degen (1969) |
| Isnogud                                                                               | Isnogud – Der bitterböse Großwesir (2005) |
| Itaewon Class                                                                         | Itaewon Class (Fernsehserie, 2020) |
| Ivalu                                                                                 | Ivalu (Kurzfilm, 2023) |
| iZombie                                                                               | iZombie (Fernsehserie, 2015–2019) |
| J                                                                                     | |
| Jack Palmer                                                                           | Willkommen bei den Korsen (2004) |
| L’An 01 (von Gébé)                                                                    | Das Jahr Null Eins (1973) |
| Jane                                                                                  | The Adventures of Jane (1949) |
| Jane                                                                                  | Jane (Fernsehserie, 1982–1984) |
| Jane                                                                                  | Jane und die verlorene Stadt (1987) |
| Jane Arden (von Monte Barrett und Frank Ellis)                                        | The Adventures of Jane Arden (1939) |
| Jean-Claude Tergal (von Tronchet)                                                     | Le Nouveau Jean-Claude (2002) |
| Jeremiah                                                                              | Jeremiah – Krieger des Donners (Fernsehserie, 2002–2004) |
| Jessica Jones                                                                         | Marvel’s Jessica Jones (Fernsehserie, 2015–2019) |
| Jiu Jitsu                                                                             | Jiu Jitsu (2020) |
| Joe Palooka                                                                           | Palooka (1934) |
| Joe Palooka                                                                           | Joe Palooka (Kurzfilm-Serie, 1936–1937) |
| Joe Palooka                                                                           | Skandal im Sportpalast (1946) |
| Joe Palooka                                                                           | Gentleman Joe Palooka (1946) |
| Joe Palooka                                                                           | Joe Palooka: The Knockout (1947) |
| Joe Palooka                                                                           | Joe Palooka: Fighting Mad (1948) |
| Joe Palooka                                                                           | Joe Palooka: Winner Take All (1948) |
| Joe Palooka                                                                           | Joe Palooka: The Big Fight (1949) |
| Joe Palooka                                                                           | Joe Palooka: The Counterpunch (1949) |
| Joe Palooka                                                                           | Joe Palooka Meets Humphrey (1950) |
| Joe Palooka                                                                           | Joe Palooka: Humphrey Takes a Chance (1950) |
| Joe Palooka                                                                           | Joe Palooka: The Squared Circle (1950) |
| Joe Palooka                                                                           | Joe Palooka: Triple Cross (1951) |
| Joe Palooka                                                                           | The Joe Palooka Story (Fernsehserie, 1954–1955) |
| Jommeke (Peter & Alexander)                                                           | De schat van de zeerover (1968) |
| Jonah Hex                                                                             | Jonah Hex (2010) |
| Joséphine                                                                             | Joséphine (2013) |
| Joséphine                                                                             | Joséphine s'arrondit (2016) |
| Josie and the Pussycats                                                               | Josie and the Pussycats (2001) |
| Slim Slam Slum (von den Ballarin-Brüdern)                                             | Joystick Nation – Generation Hip Hop (2002) |
| Judge Dredd                                                                           | Judge Dredd (1995) |
| Judge Dredd                                                                           | Dredd (2012) |
| Juliette: Gespenster kehren im Frühling zurück (von Camille Jourdy)                   | Juliette im Frühling (2024) |
| Jungle Jim                                                                            | Jungle Jim (Serial, 1937) |
| Jungle Jim                                                                            | Das Geheimnis von Zimbalu (1948) |
| Jungle Jim                                                                            | König des Dschungels (1949) |
| Jungle Jim                                                                            | Diamantenjagd im Urwald (1950) |
| Jungle Jim                                                                            | Die Dschungelgöttin (1950) |
| Jungle Jim                                                                            | Buschteufel im Dschungel (1950) |
| Jungle Jim                                                                            | Hölle am Kongo (1951) |
| Jungle Jim                                                                            | Jungle Manhunt (1951) |
| Jungle Jim                                                                            | Schrei aus dem Dschungel (1952) |
| Jungle Jim                                                                            | Voodoo Tiger (1952) |
| Jungle Jim                                                                            | Savage Mutiny (1953) |
| Jungle Jim                                                                            | Valley of the Head Hunters (1953) |
| Jungle Jim                                                                            | Killer Ape (1953) |
| Jungle Jim                                                                            | Jungle Man-Eaters (1954) |
| Jungle Jim                                                                            | Jungle Jim (Fernsehserie, 1955–1956) |
| Jupiter’s Legacy                                                                      | Jupiter’s Legacy (Fernsehserie, 2021) |
| Just Beyond (von R. L. Stine)                                                         | Just Beyond (Fernsehserie, 2021) |
| Justice League (Gerechtigkeitsliga / JLA)                                             | Legends of the Superheroes (Fernseh-Zweiteiler, 1979) |
| Justice League (Gerechtigkeitsliga / JLA)                                             | Justice League of America (1997) |
| Justice League (Gerechtigkeitsliga / JLA)                                             | Justice League (2017) |
| Justice League (Gerechtigkeitsliga / JLA)                                             | Zack Snyder’s Justice League (2021) |
| K                                                                                     | |
| Kaltes Fieber (von Loustal)                                                           | Heiss-Kalt (1992) |
| Kamui (von Sampei Shirato)                                                            | Kamui – The Last Ninja (2009) |
| Abenteuer des Kapitän Rob (von Pieter Kuhn und Evert Werkman)                         | Kapitein Rob en het Geheim van Professor Lupardi (2007) |
| Kara Murat                                                                            | Karamurat – sein Kungfu ist tödlich (1977) |
| Kara Murat                                                                            | Fatih’in Fedaisi Kara Murat (2015) |
| Karaoğlan (von Suat Yalaz)                                                            | Karaoğlan – Altay'dan Gelen Yiğit (1965) |
| Karaoğlan (von Suat Yalaz)                                                            | Karaoğlan – Baybora'nın Oğlu (1966) |
| Karaoğlan (von Suat Yalaz)                                                            | Karaoğlan – Camoka'nın İntikamı (1966) |
| Karaoğlan (von Suat Yalaz)                                                            | Karaoğlan – Bizanslı Zorba (1967) |
| Karaoğlan (von Suat Yalaz)                                                            | Karaoğlan – Yeşil Ejder (1967) |
| Karaoğlan (von Suat Yalaz)                                                            | Karaoğlan – Samara Şeyhin Kızı (1969) |
| Karaoğlan (von Suat Yalaz)                                                            | Karaoğlan Geliyor (1972) |
| Karaoğlan (von Suat Yalaz)                                                            | Karaoğlan (Fernsehserie, 2002) |
| Karaoğlan (von Suat Yalaz)                                                            | Karaoğlan (2013) |
| Katy Keene (von Bill Woggon)                                                          | Katy Keene (Fernsehserie, 2020) |
| The Katzenjammer Kids                                                                 | The Katzenjammer Kids in School (Kurzfilm, 1898) |
| The Katzenjammer Kids                                                                 | The Katzenjammer Kids (Kurzfilm-Serie, 1912) |
| Keeping Up with the Joneses (von Arthur R. Momand)                                    | Keeping Up with the Joneses (Kurzfilm-Serie, 1927–1928) |
| Kick-Ass                                                                              | Kick-Ass (2010) |
| Kick-Ass                                                                              | Kick-Ass 2 (2013) |
| De Kiekeboes (von Merho)                                                              | Kiekeboe: Het witte bloed (1992) |
| De Kiekeboes (von Merho)                                                              | Misstoestanden (2000) |
| Der Killer                                                                            | Der Killer (2023) |
| Panique à Londres (von Rochette und Pétillon)                                         | King Guillaume (2009) |
| King of the Royal Mounted (von Zane Grey, Stephen Slesinger u. a.)                    | King of the Royal Mounted (1936) |
| King of the Royal Mounted (von Zane Grey, Stephen Slesinger u. a.)                    | King of the Royal Mounted (Serial, 1940) |
| King of the Royal Mounted (von Zane Grey, Stephen Slesinger u. a.)                    | King of the Mounties (Serial, 1942) |
| Kingdom                                                                               | Kingdom (Fernsehserie, 2019–2021) |
| Kingsman: The Secret Service                                                          | Kingsman: The Secret Service (2014) |
| Kingsman: The Secret Service                                                          | Kingsman: The Golden Circle (2017) |
| Kingsman: The Secret Service                                                          | The King’s Man: The Beginning (2021) |
| Kiss Sixth Sense                                                                      | Kiss Sixth Sense (Fernsehserie, 2022) |
| The Kitchen (von Ollie Masters und Ming Doyle)                                        | The Kitchen – Queens of Crime (2019) |
| Der kleine Nick                                                                       | Tous les enfants du monde (Episodenfilm, enthält einen Kurzfilm über den „kleinen Nick“, 1964) |
| Der kleine Nick                                                                       | Der kleine Nick (2009) |
| Der kleine Nick                                                                       | Der kleine Nick macht Ferien (2014) |
| Der kleine Nick                                                                       | Der kleine Nick auf Schatzsuche (2021) |
| Der kleine Spirou                                                                     | Der kleine Spirou (2017) |
| Kleiner Spinner (Souvenirs d’un jeune homme, von Lauzier)                             | Kleiner Spinner (P’tit Con, 1984) |
| Kondom des Grauens                                                                    | Kondom des Grauens (1996) |
| Der Krieg der Knirpse                                                                 | La Guerre des Lulus (2023) |
| Kriegerstock                                                                          | Kriegerstock (Kurzfilm, 2009) |
| Kriminal (von Max Bunker und Magnus)                                                  | Kriminal (1966) |
| Kriminal (von Max Bunker und Magnus)                                                  | Il marchio di Kriminal (1968) |
| Kronblom (von Elov Persson)                                                           | Kronblom (1947) |
| Kronblom (von Elov Persson)                                                           | Kronblom kommer till stan (1949) |
| Kudzu (von Doug Marlette)                                                             | Kudzu (Kurzfilm, 1983) |
| L                                                                                     | |
| La Casa (von Paco Roca)                                                               | La Casa (2024) |
| Lady Snowblood                                                                        | Lady Snowblood (1973) |
| Lady Snowblood                                                                        | Lady Snowblood 2: Love Song of Vengeance (1974) |
| Largo Winch                                                                           | Largo Winch – Gefährliches Erbe (Fernsehserie, 2001) |
| Largo Winch                                                                           | Largo Winch – Tödliches Erbe (2008) |
| Largo Winch                                                                           | Largo Winch II – Die Burma Verschwörung (2011) |
| Largo Winch                                                                           | Largo Winch: Der Preis des Geldes (2024) |
| The Last Days of American Crime                                                       | The Last Days of American Crime (2020) |
| Lastikman (von Mars Ravelo und Mar T. Santana)                                        | Lastikman (1968) |
| Lastikman (von Mars Ravelo und Mar T. Santana)                                        | Lastikman (2003) |
| Lastikman (von Mars Ravelo und Mar T. Santana)                                        | Lastikman: Unang Banat (2004) |
| Lastikman (von Mars Ravelo und Mar T. Santana)                                        | Lastikman (Fernsehserie, 2007) |
| Lauzier (Hungrige Herzen / Die unerträgliche Seichtigkeit des Seins)                  | Meilensteine des Lebens (Tranches de vie, 1985) |
| The League of Extraordinary Gentlemen                                                 | Die Liga der außergewöhnlichen Gentlemen (2003) |
| Yandım Ali (von Suat Yalaz)                                                           | Der letzte Osmane (2007) |
| Li’l Abner                                                                            | Li’l Abner (1940) |
| Li’l Abner                                                                            | Li’l Abner (1959) |
| Li’l Abner                                                                            | Li’l Abner (Kurzfilm, 1967) |
| Li’l Abner                                                                            | Li’l Abner (1971) |
| Lilli (Zeitungscartoons)                                                              | Lilli – ein Mädchen aus der Großstadt (1958) |
| Lindor Covas (von Walter Ciocca)                                                      | Lindor Covas, el cimarrón (1963) |
| Little Forest                                                                         | Little Forest (2018) |
| Little Iodine (von Jimmy Hatlo)                                                       | Little Iodine (1946) |
| Little Nemo                                                                           | Schlummerland (2022) |
| Locke & Key                                                                           | Locke & Key (Kurzfilm, 2011) |
| Locke & Key                                                                           | Locke & Key (Fernsehserie, 2020–2022) |
| Lone Wolf & Cub                                                                       | Okami – Das Schwert der Rache (1972) |
| Lone Wolf & Cub                                                                       | Okami – Am Totenfluss (Der unbesiegbare Samurai, 1972) |
| Lone Wolf & Cub                                                                       | Okami – Der Wind des Todes (Japango, 1972) |
| Lone Wolf & Cub                                                                       | Okami – Die tätowierte Killerin (1972) |
| Lone Wolf & Cub                                                                       | Okami – Der weiße Pfad der Hölle (1973) |
| Lone Wolf & Cub                                                                       | Okami – Blutiger Schnee (1973) |
| Lone Wolf & Cub                                                                       | Kozure Okami (Fernsehserie, 1973–1976) |
| Lone Wolf & Cub                                                                       | Lone Wolf and Cub: Final Conflict (1993) |
| The Losers                                                                            | The Losers (2010) |
| Lou!                                                                                  | Lou! (2014) |
| Joahamyeon Ullineun                                                                   | Love Alarm (Fernsehserie, 2019–2021) |
| Moral Sense                                                                           | Love and Leashes (2022) |
| Lucky Luke                                                                            | Le Juge (1971. Verfilmung von Der Richter, aber ohne Lucky Luke) |
| Lucky Luke                                                                            | Lucky Luke (1991) |
| Lucky Luke                                                                            | Lucky Luke (Fernsehserie, 1992) |
| Lucky Luke                                                                            | Die Daltons gegen Lucky Luke (2004) |
| Lucky Luke                                                                            | Lucky Luke (2009) |
| Dream Team (von Mario Torrecillas und Artur Laperla)                                  | Lügen haben kurze Beine (2019) |
| Luke Cage                                                                             | Marvel’s Luke Cage (Fernsehserie, 2016–2018) |
| Lulu – Die nackte Frau                                                                | Treibsand (2013) |
| Lysistrata (von Ralf König)                                                           | Lysistrata (2002) |
| M                                                                                     | |
| Mach’s noch einmal ... (La tête dans le sac, von Lauzier)                             | Ein Mann um die 50 (1984) |
| Mad                                                                                   | MADtv (Fernsehserie, 1995–2009) |
| Mad                                                                                   | MADtv (Fernsehserie, 2016) |
| Major Grom (Bubble Comics)                                                            | Major Grom (Kurzfilm, 2017) |
| Major Grom (Bubble Comics)                                                            | Major Grom: Der Pestdoktor (2021) |
| Major Grom (Bubble Comics)                                                            | Grom: Boyhood (2023) |
| Malkoçoğlu (von Ayhan Başoğlu)                                                        | Malkoçoğlu (1966) |
| Malkoçoğlu (von Ayhan Başoğlu)                                                        | Malkoçoğlu: Krallara Karşı (1967) |
| Malkoçoğlu (von Ayhan Başoğlu)                                                        | Malkoçoğlu: Kara Korsan (1968) |
| Malkoçoğlu (von Ayhan Başoğlu)                                                        | Malkoçoğlu: Akıncılar Geliyor (1969) |
| Malkoçoğlu (von Ayhan Başoğlu)                                                        | Malkoçoğlu: Cem Sultan (1970) |
| Malkoçoğlu (von Ayhan Başoğlu)                                                        | Malkoçoğlu: Ölüm Fedaileri (1971) |
| Malkoçoğlu (von Ayhan Başoğlu)                                                        | Malkoçoğlu: Kurt Bey (1973) |
| Makinavaja (von Ivà, für „El Jueves“)                                                 | Makinavaja, el último choriso (1992) |
| Makinavaja (von Ivà, für „El Jueves“)                                                 | Semos peligrosos – uséase Makinavaja 2 (1993) |
| Makinavaja (von Ivà, für „El Jueves“)                                                 | Makinavaja (Fernsehserie, 1995–1997) |
| Mam’zelle Souris (von Coq)                                                            | Mam’zelle Souris (1957) |
| Man-Thing (Marvel)                                                                    | Marvel’s Man-Thing (2005) |
| Mandra, der Zauberer                                                                  | Mandrake the Magician (Serial, 1939) |
| Mandra, der Zauberer                                                                  | Mandrake the Magician (Kurzfilm, 1954) |
| Mandra, der Zauberer                                                                  | Mandrake (1979) |
| Der Mann aus Kanada                                                                   | Jesuit Joe (1991) |
| María y yo (von Miguel Gallardo)                                                      | María y yo (2010) |
| Radioactive: Marie & Pierre Curie, A Tale of Love and Fallout                         | Marie Curie – Elemente des Lebens (2019) |
| SHOK! Walter’s Robo-Tale                                                              | M.A.R.K. 13 – Hardware (1990) |
| Marmaduke (dt.: Archibald)                                                            | Marmaduke (2010) |
| Marry Me                                                                              | Marry Me – Verheiratet auf den ersten Blick (2022) |
| Mars et Avril (Fotoroman von Martin Villeneuve und Yanick Macdonald)                  | Mars et Avril (2012) |
| Marsupilami                                                                           | Auf den Spuren des Marsupilami (2012) |
| Die Maske                                                                             | Die Maske (1994) |
| Die Maske                                                                             | Die Maske 2: Die nächste Generation (2005) |
| Max und Moritz                                                                        | Max und Moritz (1956) |
| Max und Moritz                                                                        | Max und Moritz Reloaded (2005) |
| Mein Freund Dahmer                                                                    | My Friend Dahmer (2017) |
| El Vecino (von Santiago García und Pepo Pérez)                                        | Mein Nachbar (Fernsehserie, 2019–2021) |
| Men in Black                                                                          | Men in Black (1997) |
| Men in Black                                                                          | Men in Black II (2002) |
| Men in Black                                                                          | Men in Black 3 (2012) |
| Men in Black                                                                          | Men in Black: International (2019) |
| Métal hurlant                                                                         | Schwermetall Chronicles (Fernsehserie, 2012–2014) |
| Michel Vaillant                                                                       | Michel Vaillant (Fernsehserie, 1967) |
| Michel Vaillant                                                                       | Michel Vaillant (2003) |
| The Middleman (von Javier Grillo-Marxuach und Les McClaine)                           | The Middleman (Fernsehserie, 2008) |
| Mike and Ike – They Look Alike (von Rube Goldberg)                                    | Mike and Ike – They Look Alike (Kurzfilm-Serie, 1927–1929) |
| Mirko i Slavko (von Desimir Žižović Buin)                                             | Mirko i Slavko (1973) |
| Modesty Blaise                                                                        | Modesty Blaise – Die tödliche Lady (1966) |
| Modesty Blaise                                                                        | Modesty Blaise (1982) |
| Modesty Blaise                                                                        | Mein Name ist Modesty (2004) |
| Dark Town                                                                             | Monkeybone (2001) |
| Monolith (von Recchioni, Uzzeo und LRNZ)                                              | Monolith (2017) |
| Moon Knight                                                                           | Moon Knight (Fernsehserie, 2022) |
| Moving                                                                                | Moving (Fernsehserie, 2023) |
| Comme tout le monde (von Denis Lapière u. a.)                                         | Mr. Average (2006, Comic und Film entstanden parallel) |
| Mutt and Jeff                                                                         | Mutt and Jeff (Kurzfilm-Serie, 1911–1913) |
| Flaming Carrot Comics                                                                 | Mystery Men (1999) |
| N                                                                                     | |
| Nachts im Paradies (von Frank Schmolke)                                               | Nachts im Paradies (Fernsehserie, 2024) |
| Nana                                                                                  | Nana (2005) |
| Nana                                                                                  | Nana 2 (2006) |
| Naomi McDuffie                                                                        | Naomi (Fernsehserie, 2022) |
| Natascha                                                                              | Natacha (presque) hôtesse de l'air (2025) |
| Nelson Effect (von Timur Seidel und Romeo Grünfelder)                                 | Prinzip Zufall (2011) |
| Algoitjiman (von Jung Seo)                                                            | Nevertheless (Fernsehserie, 2021) |
| The Newlyweds / Snookums                                                              | The Newlyweds (Kurzfilm-Serie, 1926–1929) |
| Nick Fury und S.H.I.E.L.D.                                                            | Agent Nick Fury – Einsatz in Berlin (1998) |
| Nick Fury und S.H.I.E.L.D.                                                            | Marvel’s Agents of S.H.I.E.L.D. (Fernsehserie, 2013–2020) |
| Nick Fury und S.H.I.E.L.D.                                                            | Marvel’s Agents of S.H.I.E.L.D.: Slingshot (Webserie, 2016) |
| Nick Fury und S.H.I.E.L.D.                                                            | Secret Invasion (Fernsehserie, 2023) |
| Nick Knatterton                                                                       | Nick Knattertons Abenteuer (1958) |
| Nick Knatterton                                                                       | Nick Knatterton – Der Film (2002) |
| Night Man (von Steve Englehart)                                                       | Night Man (Fernsehserie, 1997–1999) |
| Fallteknikk                                                                           | Ninjababy (2021) |
| Ninjak (Valiant Comics)                                                               | Ninjak vs. the Valiant Universe (Fernsehserie, 2018) |
| Noah                                                                                  | Noah (2014) |
| O                                                                                     | |
| O Doutrinador (von Luciano Cunha)                                                     | O Doutrinador (2018) |
| O Doutrinador (von Luciano Cunha)                                                     | O Doutrinador: A Série (Fernsehserie, 2019) |
| O Judoka (von Pedro Anísio und Eduardo Baron)                                         | O Judoka (1973) |
| Oblivion (Radical Studios)                                                            | Oblivion (2013) |
| The October Faction                                                                   | October Faction (Fernsehserie, 2020) |
| Officer Downe                                                                         | Officer Downe – Seine Stadt. Sein Gesetz. (2016) |
| Sandburg                                                                              | Old (2021) |
| Old Boy                                                                               | Oldboy (2003) |
| Old Boy                                                                               | Oldboy (2013) |
| The Old Guard                                                                         | The Old Guard (2020) |
| The Old Guard                                                                         | The Old Guard 2 (2025) |
| Outcast                                                                               | Outcast (Fernsehserie, 2016–2017) |
| L’Outremangeur (von Tonino Benacquista und Jacques Ferrandez)                         | L’Outremangeur (2003) |
| Vollmondnacht (von Hermann und Yves H.)                                               | The Owners (2020) |
| P                                                                                     | |
| Påhittiga Johansson (von Axel Bäckman)                                                | Påhittiga Johansson (1950) |
| Painkiller Jane                                                                       | Painkiller Jane (2005) |
| Painkiller Jane                                                                       | Painkiller Jane (Fernsehserie, 2007) |
| Pancho Talero (von Arturo Lanteri)                                                    | Las aventuras de Pancho Talero (1929) |
| Pancho Talero (von Arturo Lanteri)                                                    | Pancho Talero en la prehistoria (1930) |
| Pancho Talero (von Arturo Lanteri)                                                    | Pancho Talero en Hollywood (1931) |
| Panday (von Carlo J. Caparas und Steve Gan)                                           | Ang Panday (1980) |
| Panday (von Carlo J. Caparas und Steve Gan)                                           | Pagbabalik ng Panday (1981) |
| Panday (von Carlo J. Caparas und Steve Gan)                                           | Ang Panday: Ikatlong Yugto (1982) |
| Panday (von Carlo J. Caparas und Steve Gan)                                           | Ang Panday 4: Ika-Apat na Aklat (1984) |
| Panday (von Carlo J. Caparas und Steve Gan)                                           | Ang Panday (Fernsehserie, 2005–2006) |
| Panday (von Carlo J. Caparas und Steve Gan)                                           | Ang Panday (2009) |
| Panday (von Carlo J. Caparas und Steve Gan)                                           | Panday Kids (Fernsehserie, 2010) |
| Panday (von Carlo J. Caparas und Steve Gan)                                           | Ang Panday 2 (2011) |
| Panday (von Carlo J. Caparas und Steve Gan)                                           | Ang Panday (Fernsehserie, 2016) |
| Panday (von Carlo J. Caparas und Steve Gan)                                           | Ang Panday (2017) |
| Papa Moll                                                                             | Papa Moll und die Entführung des fliegenden Hundes (2017) |
| Paper Girls (von Brian K. Vaughan und Cliff Chiang)                                   | Paper Girls (Fernsehserie, 2022) |
| Paradox (von Christos N. Gage u. a.)                                                  | Paradox – Die Parallelwelt (2010) |
| Le Patient (von Timothé le Boucher)                                                   | Der Patient (2022) |
| Paul (von Michel Rabagliati)                                                          | Paul à Québec (2015) |
| Paulette                                                                              | Paulette, la pauvre petite milliardaire (1986) |
| Pauvre Richard (von Michel Sanz und Nico)                                             | Pauvre Richard (2013) |
| Zanardi (von Andrea Pazienza)                                                         | Paz! (2002) |
| Pekka Puupää (von Ola Fogelberg)                                                      | Pekka Puupää (1953) |
| Pekka Puupää (von Ola Fogelberg)                                                      | Pekka Puupää kesälaitumilla (1953) |
| Pekka Puupää (von Ola Fogelberg)                                                      | Pekka ja Pätkä lumimiehen jäljillä (1954) |
| Pekka Puupää (von Ola Fogelberg)                                                      | Pekka ja Pätkä puistotäteinä (1955) |
| Pekka Puupää (von Ola Fogelberg)                                                      | Kiinni on ja pysyy – Pekan ja Pätkän uusia seikkailuja (1955) |
| Pekka Puupää (von Ola Fogelberg)                                                      | Pekka ja Pätkä pahassa pulassa (1955) |
| Pekka Puupää (von Ola Fogelberg)                                                      | Pekka ja Pätkä ketjukolarissa (1957) |
| Pekka Puupää (von Ola Fogelberg)                                                      | Pekka ja Pätkä salapoliiseina (1957) |
| Pekka Puupää (von Ola Fogelberg)                                                      | Pekka ja Pätkä sammakkomiehinä (1957) |
| Pekka Puupää (von Ola Fogelberg)                                                      | Pekka ja Pätkä Suezilla (1958) |
| Pekka Puupää (von Ola Fogelberg)                                                      | Pekka ja Pätkä miljonääreinä (1958) |
| Pekka Puupää (von Ola Fogelberg)                                                      | Pekka ja Pätkä mestarimaalareina (1959) |
| Pekka Puupää (von Ola Fogelberg)                                                      | Pekka ja Pätkä neekereinä (1960) |
| Pekka Puupää (von Ola Fogelberg)                                                      | Pekka & Pätkä ja tuplajättipotti (1985) |
| Pekka Puupää (von Ola Fogelberg)                                                      | Pekka Puupää poliisina (1986) |
| Pepina Rejholcová (von František Voborský)                                            | Pepina Rejholcová (1932) |
| Peter Pan (von Régis Loisel)                                                          | Peter (Kurzfilm, 2012) |
| Phantom                                                                               | The Phantom (Serial, 1943) |
| Phantom                                                                               | The Phantom (Kurzfilm, 1961) |
| Phantom                                                                               | Das Phantom (1996) |
| Phantom                                                                               | Das Phantom (2009) |
| Get the Freebies (von Jamie Hewlett)                                                  | Phoo Action (2008) |
| Piantadino (von Adolfo Mazzone)                                                       | Piantadino (1950) |
| Les Pieds nickelés (von Louis Forton)                                                 | Les Aventures des Pieds-Nickelés (1948) |
| Les Pieds nickelés (von Louis Forton)                                                 | Le Trésor des Pieds-Nickelés (1950) |
| Les Pieds nickelés (von Louis Forton)                                                 | Les Pieds nickelés (1964) |
| Pinín (von Alfonso)                                                                   | Las Aventuras de Pinín y sus amigos (1979) |
| Poeten og Lillemor (von Jørgen Mogensen)                                              | Einesteils der Liebe wegen (1959) |
| Poeten og Lillemor (von Jørgen Mogensen)                                              | Poeten og Lillemor og Lotte (1960) |
| Poeten og Lillemor (von Jørgen Mogensen)                                              | Poeten og Lillemor i forårshumør (1961) |
| Polar                                                                                 | Polar (2019) |
| Polina (von Bastien Vivès)                                                            | Polina (2016) |
| Popeye                                                                                | Popeye – Der Seemann mit dem harten Schlag (1980) |
| Power Pack (Marvel)                                                                   | Power Pack (Kurzfilm, 1991) |
| Powers                                                                                | Powers (Fernsehserie, 2015–2016) |
| Preacher                                                                              | Preacher (Fernsehserie, 2016–2019) |
| Prehistoric Peeps (von E.T. Reed, Zeitungscartoons)                                   | Prehistoric Peeps (Kurzfilm, 1905) |
| Priest                                                                                | Priest (2011) |
| Prinz Eisenherz                                                                       | Prinz Eisenherz (1954) |
| Prinz Eisenherz                                                                       | Prinz Eisenherz (1997) |
| La profezia dell’armadillo (von Zerocalcare)                                          | La profezia dell’armadillo (2018) |
| Punisher                                                                              | The Punisher (1989) |
| Punisher                                                                              | The Punisher (2004) |
| Punisher                                                                              | Punisher: War Zone (2008) |
| Punisher                                                                              | The Punisher: Dirty Laundry (Kurzfilm, 2012) |
| Punisher                                                                              | Marvel’s The Punisher (Fernsehserie, 2017–2019) |
| Q                                                                                     | |
| Quai d’Orsay – Hinter den Kulissen der Macht                                          | Wildes Treiben am Quai d’Orsay (2013) |
| R                                                                                     | |
| R.I.P.D.                                                                              | R.I.P.D. (2013) |
| R.I.P.D.                                                                              | R.I.P.D. 2: Rise of the Damned (2022) |
| Model by Day (von Kevin J. Taylor)                                                    | Racheengel in Leder (1994) |
| Radio Patrol                                                                          | Radio Patrol (Serial, 1937) |
| Raising Dion (von Dennis Liu und Jason Piperberg)                                     | Raising Dion (Fernsehserie, 2019–2022) |
| Random Acts of Violence (von Jimmy Palmiotti, Justin Gray und Giancarlo Caracuzzo)    | Slasherman – Random Acts of Violence (2019) |
| Rani                                                                                  | Rani – Herrscherin der Herzen (Fernsehserie, 2011) |
| Harald Handfaste (von Bo Vilson)                                                      | Der Rebellenhauptmann (1946) |
| RED                                                                                   | R.E.D. – Älter, Härter, Besser (2010) |
| RED                                                                                   | R.E.D. 2 (2013) |
| Red Barry (von Will Gould)                                                            | Red Barry (Serial, 1938) |
| Red Ryder                                                                             | The Adventures of Red Ryder (Serial, 1940) |
| Red Ryder                                                                             | Tucson Raiders (1944) |
| Red Ryder                                                                             | Marshal of Reno (1944) |
| Red Ryder                                                                             | The San Antonio Kid (1944) |
| Red Ryder                                                                             | Cheyenne Wildcat (1944) |
| Red Ryder                                                                             | Vigilantes of Dodge City (1944) |
| Red Ryder                                                                             | Sheriff of Las Vegas (1944) |
| Red Ryder                                                                             | Great Stagecoach Robbery (1945) |
| Red Ryder                                                                             | Lone Texas Ranger (1945) |
| Red Ryder                                                                             | Phantom of the Plains (1945) |
| Red Ryder                                                                             | Marshal of Laredo (1945) |
| Red Ryder                                                                             | Colorado Pioneers (1945) |
| Red Ryder                                                                             | Wagon Wheels Westward (1945) |
| Red Ryder                                                                             | California Gold Rush (1946) |
| Red Ryder                                                                             | Sheriff of Redwood Valley (1946) |
| Red Ryder                                                                             | Sun Valley Cyclone (1946) |
| Red Ryder                                                                             | Conquest of Cheyenne (1946) |
| Red Ryder                                                                             | Santa Fe Uprising (1946) |
| Red Ryder                                                                             | Stagecoach to Denver (1946) |
| Red Ryder                                                                             | Vigilantes of Boomtown (1947) |
| Red Ryder                                                                             | Homesteaders of Paradise Valley (1947) |
| Red Ryder                                                                             | Oregon Trail Scouts (1947) |
| Red Ryder                                                                             | Rustlers of Devil’s Canyon (1947) |
| Red Ryder                                                                             | Marshal of Cripple Creek (1947) |
| Red Ryder                                                                             | Ride, Ryder, Ride (1949) |
| Red Ryder                                                                             | Roll, Thunder, Roll (1949) |
| Red Ryder                                                                             | The Fighting Redhead (1950) |
| Red Ryder                                                                             | The Cowboy and the Prizefighter (1950) |
| Red Sonja                                                                             | Red Sonja (1985) |
| Reg'lar Fellers (von Gene Byrnes)                                                     | Reg'lar Fellers (1941) |
| Remains                                                                               | Remains of the Walking Dead (2011) |
| Resident Alien                                                                        | Resident Alien (Fernsehserie, seit 2021) |
| Revival (von Tim Seeley und Mike Norton)                                              | Revival (Fernsehserie, 2025) |
| Haechijianha                                                                          | Rettet den Zoo (2020) |
| Richie Rich                                                                           | Richie Rich (1994) |
| Richie Rich                                                                           | Richie Rich – Die Wunschmaschine (1998) |
| Richie Rich                                                                           | Richie Rich (Fernsehserie, 2015) |
| Ripley’s Believe It or Not! (Gezeichnete Kuriositäten im Comicstrip-Format)           | Ripley’s unglaubliche Welt (Fernsehserie, 2000–2003) |
| Road to Perdition                                                                     | Road to Perdition (2002) |
| Rocketeer                                                                             | Rocketeer (1991) |
| Rosalie Blum (von Camille Jourdy)                                                     | Rosalie Blum (2015) |
| Livet enligt Rosa (von Måns Gahrton und Johan Unenge)                                 | Rosas Leben (Fernsehserie, 2005) |
| Livet enligt Rosa (von Måns Gahrton und Johan Unenge)                                 | Rosas Traum (2007) |
| Die Rosen von Versailles                                                              | Lady Oscar (1979) |
| Rottentail (von David Hayes, Kevin Moyers und Kurt Belcher)                           | Rottentail (2019) |
| Rubí (von Yolanda Vargas Dulché, für „Lágrimas, risas y amor“)                        | Rubí (Fernsehserie, 1968) |
| Rubí (von Yolanda Vargas Dulché, für „Lágrimas, risas y amor“)                        | Rubí (1970) |
| Rubí (von Yolanda Vargas Dulché, für „Lágrimas, risas y amor“)                        | Rubí – Bezauberndes Biest (Fernsehserie, 2004) |
| Runaways                                                                              | Marvel’s Runaways (Fernsehserie, 2017–2019) |
| Rurouni Kenshin                                                                       | Rurouni Kenshin (2012) |
| Rychlé šípy (von Jaroslav Foglar u. a.)                                               | Záhada hlavolamu (Fernsehserie, 1969) |
| Rychlé šípy (von Jaroslav Foglar u. a.)                                               | Das Rätsel eines Puzzles (1993) |
| S                                                                                     | |
| Saarland Album (von Bernd Kissel)                                                     | Saarland Album: Eiszeit (Kurzfilm, 2015) |
| Sable (von Mike Grell)                                                                | Sable (Fernsehserie, 1987–1988) |
| Sabrina The Teenage Witch                                                             | Sabrina und die Zauberhexen (1996) |
| Sabrina The Teenage Witch                                                             | Sabrina – Total Verhext! (Fernsehserie, 1996–2003) |
| Sabrina The Teenage Witch                                                             | Sabrina verhext in Rom (1999) |
| Sabrina The Teenage Witch                                                             | Sabrina verhext Australien (1999) |
| Sabrina The Teenage Witch                                                             | Chilling Adventures of Sabrina (Fernsehserie, 2018–2020) |
| Samaritan                                                                             | Samaritan (2022) |
| Sandman                                                                               | Sandman (Fernsehserie, 2022–2025) |
| Sandman                                                                               | Dead Boy Detectives (Fernsehserie, 2024) |
| Le Sapeur Camember (von Christophe)                                                   | Les Facéties du sapeur Camember (Fernsehserie, 1965) |
| Out of the World                                                                      | Save Me (Fernsehserie, 2017) |
| Le Roi des cons (von Wolinski)                                                        | Schatz, das ist ein starkes Stück (1981) |
| Der Schatz der Black Swan (von Paco Roca)                                             | La Fortuna (Fernsehserie, 2021) |
| Docteur Gaudéamus (von Coq und Goscinny)                                              | Ein Schluck mit Folgen (1993) |
| Die Schlümpfe                                                                         | Die Schlümpfe (2011) |
| Die Schlümpfe                                                                         | Die Schlümpfe 2 (2013) |
| Die Pauker                                                                            | School Camp – Fies gegen mies (2013) |
| Die Pauker                                                                            | Les Profs 2 (2015) |
| Der Schrei des Falken (von Patrice Pellerin)                                          | L’Épervier (Fernsehserie, 2011) |
| Der Schweinepriester (von Reiser)                                                     | Gros Dégueulasse (1985) |
| Eine Schwester (von Bastien Vivès)                                                    | Falcon Lake (2022) |
| Scott Pilgrim                                                                         | Scott Pilgrim gegen den Rest der Welt (2010) |
| The Scribbler – Unzip Your Head (von Daniel Schaffer)                                 | The Scribbler – Unzip Your Head (2014) |
| Secret Agent X-9                                                                      | Secret Agent X-9 (Serial, 1937) |
| Secret Agent X-9                                                                      | Secret Agent X-9 (Serial, 1945) |
| Die tödlichen Hände des Kung Fu                                                       | Shang-Chi and the Legend of the Ten Rings (2021) |
| She, The Ultimate Weapon                                                              | Saikano (2006) |
| Sheena – Königin des Dschungels                                                       | Sheena: Queen of the Jungle (Fernsehserie, 1955–1956) |
| Sheena – Königin des Dschungels                                                       | Sheena – Königin des Dschungels (1984) |
| Sheena – Königin des Dschungels                                                       | Sheena – Königin des Dschungels (Fernsehserie, 2000–2002) |
| Blei im Schädel                                                                       | Shootout – Keine Gnade (2012) |
| Halbe Wahrheiten                                                                      | Shortcomings (2023) |
| Signor Bonaventura                                                                    | Prinzessin Aschenbrödel (1941) |
| Sordo (von David Muñoz und Rayco Pulido)                                              | The (Silent) War – Der Gejagte (2019) |
| Silver Surfer                                                                         | Fantastic Four: Rise of the Silver Surfer (2007) |
| Sin City                                                                              | Sin City (2005) |
| Sin City                                                                              | Sin City 2: A Dame to Kill For (2014) |
| S1ngle (von Hanco Kolk und Peter de Wit)                                              | S1ngle (Fernsehserie, 2008–2010) |
| The Sixth Gun                                                                         | The Sixth Gun (2013) |
| Sjors en Sjimmie (Niederländischer Ableger des US-Comics Winnie Winkle)               | Sjors van de Rebellenclub (1955) |
| Sjors en Sjimmie (Niederländischer Ableger des US-Comics Winnie Winkle)               | Sjors en Sjimmie op het pirateneiland (1962) |
| Sjors en Sjimmie (Niederländischer Ableger des US-Comics Winnie Winkle)               | Sjors en Sjimmie en de gorilla (1966) |
| Sjors en Sjimmie (Niederländischer Ableger des US-Comics Winnie Winkle)               | Sjors en Sjimmie in het land der reuzen (1968) |
| Sjors en Sjimmie (Niederländischer Ableger des US-Comics Winnie Winkle)               | Sjors en Sjimmie en de toverring (1971) |
| Sjors en Sjimmie (Niederländischer Ableger des US-Comics Winnie Winkle)               | Sjors en Sjimmie en de rebellen (1972) |
| Sjors en Sjimmie (Niederländischer Ableger des US-Comics Winnie Winkle)               | Sjors en Sjimmie en het zwaard van Krijn (1977) |
| Skippy                                                                                | Skippy (1931) |
| Skippy                                                                                | Sooky (1931) |
| Sleepwalk (von Filipe Melo und Juan Cavia)                                            | Sleepwalk (Kurzfilm, 2018) |
| Smilin’ Jack (von Zack Mosley)                                                        | The Adventures of Smilin’ Jack (Serial, 1943) |
| Smitty (von Walter Berndt)                                                            | Smitty (Kurzfilm-Serie, 1928–1929) |
| Schneekreuzer                                                                         | Snowpiercer (2013) |
| Schneekreuzer                                                                         | Snowpiercer (Fernsehserie, seit 2020) |
| Solanin                                                                               | Solanin (2010) |
| Ein Sommer am See                                                                     | Dieser eine Sommer (2022) |
| Sparks                                                                                | Sparks – The Origin of Ian Sparks (2013) |
| Spawn                                                                                 | Spawn (1997) |
| Speed Racer                                                                           | Speed Racer (2008) |
| Spider-Man                                                                            | The Amazing Spider-Man (Fernsehserie, 1977–1979) - Spider-Man – Der Spinnenmensch (Pilotfilm der Fernsehserie. Deutsche Erstaufführung: 1978) - Spider-Man schlägt zurück (Mehrere Episoden der Fernsehserie zu einem Film zusammengeschnitten. Deutsche Erstaufführung: 1979) - Spider-Man gegen den gelben Drachen (Mehrere Episoden der Fernsehserie zu einem Film zusammengeschnitten. Deutsche Erstaufführung: 1981) |
| Spider-Man                                                                            | Spider-Man (2002) |
| Spider-Man                                                                            | Spider-Man 2 (2004) |
| Spider-Man                                                                            | Spider-Man 3 (2007) |
| Spider-Man                                                                            | The Amazing Spider-Man (2012) |
| Spider-Man                                                                            | The Amazing Spider-Man 2: Rise of Electro (2014) |
| Spider-Man                                                                            | Spider-Man: Homecoming (2017) |
| Spider-Man                                                                            | Venom (2018) |
| Spider-Man                                                                            | Spider-Man: Far From Home (2019) |
| Spider-Man                                                                            | The Daily Bugle (Webserie, 2019–2021) |
| Spider-Man                                                                            | Venom: Let There Be Carnage (2021) |
| Spider-Man                                                                            | Spider-Man: No Way Home (2021) |
| Spider-Man                                                                            | Morbius (2022) |
| Spider-Man                                                                            | Madame Web (2024) |
| Spider-Man                                                                            | Venom: The Last Dance (2024) |
| Spider-Man                                                                            | Kraven the Hunter (2024) |
| The Spirit                                                                            | The Spirit (1987) |
| The Spirit                                                                            | The Spirit (2008) |
| Spirou und Fantasio                                                                   | Die Abenteuer von Spirou & Fantasio (2018) |
| Spy Smasher (Fawcett Comics)                                                          | Spy Smasher (Serial, 1942) |
| Squirrel Girl                                                                         | Marvel’s New Warriors (ungesendeter Pilotfilm, 2017) |
| St. Trinian’s (von Ronald Searle, Zeitungscartoons)                                   | Die Schönen von St. Trinians (1954) |
| St. Trinian’s (von Ronald Searle, Zeitungscartoons)                                   | Blue Murder at St Trinian’s (1957) |
| St. Trinian’s (von Ronald Searle, Zeitungscartoons)                                   | The Pure Hell of St Trinian’s (1960) |
| St. Trinian’s (von Ronald Searle, Zeitungscartoons)                                   | The Great St Trinian’s Train Robbery (1966) |
| St. Trinian’s (von Ronald Searle, Zeitungscartoons)                                   | The Wildcats of St Trinian’s (1980) |
| St. Trinian’s (von Ronald Searle, Zeitungscartoons)                                   | Die Girls von St. Trinian (2007) |
| St. Trinian’s (von Ronald Searle, Zeitungscartoons)                                   | Die Girls von St. Trinian 2 – Auf Schatzsuche (2009) |
| Stargirl (DC)                                                                         | Stargirl (Fernsehserie, 2020–2022) |
| Steel                                                                                 | Steel Man (1997) |
| Gangcheolbi                                                                           | Steel Rain (2017) |
| Steve Canyon                                                                          | Steve Canyon (Fernsehserie, 1958–1959) |
| Stigmata (von Lorenzo Mattotti und Claudio Piersanti)                                 | Estigmas (2009) |
| Stumptown (von Greg Rucka und Matthew Southworth)                                     | Stumptown (Fernsehserie, 2019–2020) |
| Die Sturmtruppen                                                                      | Sturmtruppen (1976) |
| Die Sturmtruppen                                                                      | Sturmtruppen 2 (1982) |
| Suicide Squad                                                                         | Suicide Squad (2016) |
| Suicide Squad                                                                         | The Suicide Squad (2021) |
| Suicide Squad                                                                         | Peacemaker (Fernsehserie, 2022) |
| Sunjeong Manhwa                                                                       | Sunjeong Manhwa (2008) |
| Supergirl                                                                             | Supergirl (1984) |
| Supergirl                                                                             | Supergirl (Fernsehserie, 2015–2021) |
| Superjhemp                                                                            | De Superjhemp Retörns (2018) |
| Superman                                                                              | Superman (Serial, 1948) |
| Superman                                                                              | Atom Man vs. Superman (Serial, 1950) |
| Superman                                                                              | Superman and the Mole-Men (1951) |
| Superman                                                                              | Adventures of Superman (Fernsehserie, 1952–1958) |
| Superman                                                                              | It’s a Bird…It’s a Plane…It’s Superman (Fernsehaufzeichnung des Musicals, 1975) |
| Superman                                                                              | Superman (1978) |
| Superman                                                                              | Superman II – Allein gegen alle (1980) |
| Superman                                                                              | Superman III – Der stählerne Blitz (1983) |
| Superman                                                                              | Superman IV – Die Welt am Abgrund (1987) |
| Superman                                                                              | Superboy (Fernsehserie, 1988–1992) |
| Superman                                                                              | Superman – Die Abenteuer von Lois & Clark (Fernsehserie, 1993–1997) |
| Superman                                                                              | Smallville (Fernsehserie, 2001–2010) |
| Superman                                                                              | Superman Returns (2006) |
| Superman                                                                              | Man of Steel (2013) |
| Superman                                                                              | Batman v Superman: Dawn of Justice (2016) |
| Superman                                                                              | Krypton (Fernsehserie über Supermans Großvater, 2018–2019) |
| Superman                                                                              | Superman & Lois (Fernsehserie, 2021–2024) |
| Superman                                                                              | Superman (2025) |
| Super-Meier                                                                           | Superlópez (2018) |
| Surrogates                                                                            | Surrogates – Mein zweites Ich (2009) |
| Suske und Wiske                                                                       | Suske en Wiske: De duistere diamant (2004) |
| Swamp Thing                                                                           | Das Ding aus dem Sumpf (1982) |
| Swamp Thing                                                                           | Das grüne Ding aus dem Sumpf (1989) |
| Swamp Thing                                                                           | Das Ding aus dem Sumpf (Fernsehserie, 1990–1993) |
| Swamp Thing                                                                           | Swamp Thing (Fernsehserie, 2019) |
| Sweet Home                                                                            | Sweet Home (Fernsehserie, 2020) |
| Sweet Tooth                                                                           | Sweet Tooth (Fernsehserie, 2021–2024) |
| T                                                                                     | |
| Tailspin Tommy (von Hal Forrest)                                                      | Tailspin Tommy (Serial, 1934) |
| Tailspin Tommy (von Hal Forrest)                                                      | Tailspin Tommy: The Great Air Mystery (Serial, 1935) |
| Tailspin Tommy (von Hal Forrest)                                                      | Tailspin Tommy: Mystery Plane (1939) |
| Tailspin Tommy (von Hal Forrest)                                                      | Tailspin Tommy: Stunt Pilot (1939) |
| Tailspin Tommy (von Hal Forrest)                                                      | Tailspin Tommy: Sky Patrol (1939) |
| Tailspin Tommy (von Hal Forrest)                                                      | Tailspin Tommy: Danger Flight (1939) |
| Tamara (von Zidrou und Darasse)                                                       | Tamara (2016) |
| Tamara (von Zidrou und Darasse)                                                       | Tamara Vol. 2 (2018) |
| Tamara Drewe                                                                          | Immer Drama um Tamara (2010) |
| Die Abenteuer von Tanguy und Laverdure (Mick Tanguy)                                  | Les Chevaliers du ciel (Fernsehserie, 1967–1969) |
| Die Abenteuer von Tanguy und Laverdure (Mick Tanguy)                                  | Les Chevaliers du ciel (Fernsehserie, 1988–1991) |
| Die Abenteuer von Tanguy und Laverdure (Mick Tanguy)                                  | Sky Fighters (2005) |
| Tank Girl                                                                             | Tank Girl (1995) |
| Tarkan                                                                                | Bozkırlar Şahini Tark-Han (1968) |
| Tarkan                                                                                | Tarkan Camoka'ya Karşı (1969) |
| Tarkan                                                                                | Tarkan: Canavarlı Kule (1969) |
| Tarkan                                                                                | Tarkan (1969) |
| Tarkan                                                                                | Tarkan: Gümüş Eyer (1970) |
| Tarkan                                                                                | Tarkan: Viking Kanı (1971) |
| Tarkan                                                                                | Tarkan: Altın Madalyon (1972) |
| Tarkan                                                                                | Tarkan: Güçlü Kahraman (1973) |
| Teen Titans                                                                           | Titans (Fernsehserie, 2018–2023) |
| Teenage Mutant Ninja Turtles                                                          | Turtles (1990) |
| Teenage Mutant Ninja Turtles                                                          | Turtles II – Das Geheimnis des Ooze (1991) |
| Teenage Mutant Ninja Turtles                                                          | Turtles III (1993) |
| Teenage Mutant Ninja Turtles                                                          | Die Ninja-Turtles (Fernsehserie, 1997–1998) |
| Teenage Mutant Ninja Turtles                                                          | Teenage Mutant Ninja Turtles (2014) |
| Teenage Mutant Ninja Turtles                                                          | Teenage Mutant Ninja Turtles: Out of the Shadows (2016) |
| Term Life                                                                             | Term Life – Mörderischer Wettlauf (2016) |
| Terry Teo                                                                             | The Adventures of Terry Teo (Fernsehserie, 1985) |
| Terry Teo                                                                             | Terry Teo (Fernsehserie, 2016) |
| Terry und die Piraten                                                                 | Terry and the Pirates (Serial, 1940) |
| Terry und die Piraten                                                                 | Terry and the Pirates (Fernsehserie, 1953) |
| De terugkeer van de wespendief (von Aimée de Jongh)                                   | De terugkeer van de wespendief (2017) |
| Tex Granger (Parents’ Magazine Press)                                                 | Tex Granger (Serial, 1948) |
| Tex Willer                                                                            | Tex und das Geheimnis der Todesgrotten (1985) |
| Thor                                                                                  | Thor (2011) |
| Thor                                                                                  | Thor – The Dark Kingdom (2013) |
| Thor                                                                                  | Thor: Tag der Entscheidung (2017) |
| Thor                                                                                  | Loki (Fernsehserie, 2021–2023) |
| Thor                                                                                  | Thor: Love and Thunder (2022) |
| Thun'da (von Frank Frazetta)                                                          | King of the Congo (Serial, 1952) |
| Thunderbolts                                                                          | Thunderbolts* (2025) |
| The Tick                                                                              | The Tick (Fernsehserie, 2016–2019) |
| Tiffany Jones (von Pat Tourret und Jenny Butterworth)                                 | Tiffany Jones (1973) |
| Tillie the Toiler (von Russ Westover)                                                 | Tillie the Toiler (1927) |
| Tillie the Toiler (von Russ Westover)                                                 | Tillie the Toiler (1941) |
| Tim Tyler’s Luck                                                                      | Tim Tyler’s Luck (Serial, 1937) |
| Tim und Struppi                                                                       | Tim und Struppi und das Geheimnis um das goldene Vlies (1961) |
| Tim und Struppi                                                                       | Tim und Struppi und die blauen Orangen (1964) |
| Timecop                                                                               | Timecop (1994) |
| Timecop                                                                               | Timecop (Fernsehserie, 1997–1998) |
| Timecop                                                                               | Timecop 2 – Entscheidung in Berlin (2001) |
| Cecil and Jordan in New York (von Gabrielle Bell)                                     | Tokyo! (2008, Episode Interior Design) |
| Tom Dollar (Italienischer Fotoroman)                                                  | Tom Dollar (1967) |
| Tom Tiger & Co                                                                        | El botones Sacarino (Fernsehserie, 2000–2001) |
| Tomboy (von Walter Hill, Matz und Jef)                                                | The Assignment (2017) |
| Toonerville Folks (von Fontaine Fox)                                                  | The Toonerville Trolley (Kurzfilm-Serie, 1920–1922) |
| Toonerville Folks (von Fontaine Fox)                                                  | Mickey McGuire (Kurzfilm-Serie, 1927–1934) |
| Toots and Casper (von Jimmy Murphy)                                                   | Toots and Casper (Kurzfilm-Serie, 1928–1929) |
| Trailer Park of Terror (Imperium Comics)                                              | Trailer Park of Terror (2008) |
| Yeosin-gangnim                                                                        | True Beauty (Fernsehserie, 2020–2021) |
| Tungstênio (von Marcello Quintanilha)                                                 | Tungstênio (2018) |
| Turma da Mônica (dt.: Fratz & Freunde)                                                | Turma da Mônica: Laços (2019) |
| Turma da Mônica (dt.: Fratz & Freunde)                                                | Turma da Mônica: Lições (2021) |
| Ciudad (von Fernando León Gonzalez, Ande Parks, Anthony und Joe Russo)                | Tyler Rake: Extraction (2020) |
| Ciudad (von Fernando León Gonzalez, Ande Parks, Anthony und Joe Russo)                | Tyler Rake: Extraction 2 (2023) |
| U                                                                                     | |
| Nessuno mi farà del male (von Giacomo Monti)                                          | L’ultimo terrestre (2011) |
| The Umbrella Academy                                                                  | The Umbrella Academy (Fernsehserie, 2019–2024) |
| Gyeongiroun Somun                                                                     | Unheimliche Gegner (Fernsehserie, 2020–2021) |
| Uzumaki – Spiral Into Horror                                                          | Uzumaki (2000) |
| V                                                                                     | |
| Vagrant Queen (von Magdalene Visaggio und Jason Smith)                                | Vagrant Queen (Fernsehserie, 2020) |
| V wie Vendetta                                                                        | V wie Vendetta (2005) |
| Valentina                                                                             | Foltergarten der Sinnlichkeit 2 (1973) |
| Valentina                                                                             | Valentina (Fernsehserie, 1989) |
| Valerian und Veronique                                                                | Valerian – Die Stadt der tausend Planeten (2017) |
| Valiant Comics                                                                        | Ninjak vs. the Valiant Universe (Fernsehserie, 2018) |
| Vampirella                                                                            | Vampirella (1996) |
| Far til fire (von Kaj Engholm und Olav Hast)                                          | Vater und seine Vier (1953) |
| Far til fire (von Kaj Engholm und Olav Hast)                                          | Far til fire i sneen (1954) |
| Far til fire (von Kaj Engholm und Olav Hast)                                          | Far til fire på landet (1955) |
| Far til fire (von Kaj Engholm und Olav Hast)                                          | Far til fire i byen (1956) |
| Far til fire (von Kaj Engholm und Olav Hast)                                          | Far til fire og onkel Sofus (1957) |
| Far til fire (von Kaj Engholm und Olav Hast)                                          | Far til fire og ulveungerne (1958) |
| Far til fire (von Kaj Engholm und Olav Hast)                                          | Far til fire på Bornholm (1959) |
| Far til fire (von Kaj Engholm und Olav Hast)                                          | Far til fire med fuld musik (1961) |
| Far til fire (von Kaj Engholm und Olav Hast)                                          | Far til fire i højt humør (1971) |
| Far til fire (von Kaj Engholm und Olav Hast)                                          | Vater hoch vier (2005) |
| Far til fire (von Kaj Engholm und Olav Hast)                                          | Far til fire – i stor stil (2006) |
| Far til fire (von Kaj Engholm und Olav Hast)                                          | Vater hoch vier – Jetzt erst recht! (2008) |
| Far til fire (von Kaj Engholm und Olav Hast)                                          | Vater hoch vier – Japanisch für Anfänger (2010) |
| Far til fire (von Kaj Engholm und Olav Hast)                                          | Vater hoch vier – Zurück zur Natur (2011) |
| Far til fire (von Kaj Engholm und Olav Hast)                                          | Vater hoch Vier – Auf hoher See (2012) |
| Far til fire (von Kaj Engholm und Olav Hast)                                          | Far til fire – Onkel Sofus vender tilbage (2014) |
| Far til fire (von Kaj Engholm und Olav Hast)                                          | Far til fires vilde ferie (2015) |
| Far til fire (von Kaj Engholm und Olav Hast)                                          | Far til fire på toppen (2017) |
| Far til fire (von Kaj Engholm und Olav Hast)                                          | Far til fire i solen (2018) |
| Far til fire (von Kaj Engholm und Olav Hast)                                          | Far til fire og vikingerne (2020) |
| Vater und Sohn                                                                        | Vater und Sohn (Fernsehserie, 1983) |
| The Vault of Horror                                                                   | In der Schlinge des Teufels (1973) |
| Le Crime ne paie pas (im „France Soir“)                                               | Verbrechen aus Liebe (1962) |
| Verliebte Welt (von Raymond Peynet)                                                   | Si tous les amoureux du monde... (1963) |
| Verotik (Comicverlag von Glenn Danzig)                                                | Grub Girl (2006) |
| Verotik (Comicverlag von Glenn Danzig)                                                | Verotika (2019) |
| Au nom du fils – Ciudad perdida (von Perrotin und Belin)                              | Verschollen in Kolumbien (2016) |
| Ein Vertrag mit Gott (von Will Eisner)                                                | The Super (Kurzfilm, 1985) |
| Vertraute Fremde                                                                      | Vertraute Fremde (2010) |
| Video Clips (von Tanino Liberatore und Bruce Jones)                                   | Trancado por Dentro (Kurzfilm, 1989) |
| The Vigilante (DC)                                                                    | The Vigilante: Fighting Hero of the West (Serial, 1947) |
| Harsh Realm (von James D. Hudnall und Andrew Paquette)                                | Virtual Reality – Kampf ums Überleben (Fernsehserie, 1999–2000) |
| Virus                                                                                 | Virus – Schiff ohne Wiederkehr (1999) |
| Vive les femmes! (von Reiser)                                                         | Unter Frauen (1984) |
| W                                                                                     | |
| Walhalla (von Peter Madsen)                                                           | Walhalla – Die Legende von Thor (2019) |
| The Walking Dead                                                                      | The Walking Dead (Fernsehserie, 2010–2022) |
| Wanted                                                                                | Wanted (2008) |
| Warrior Nun Areala                                                                    | Warrior Nun (Fernsehserie, 2020–2022) |
| Watchmen                                                                              | Watchmen – Die Wächter (2009) |
| Watchmen                                                                              | Watchmen (Fernsehserie, 2019) |
| Aldrig godnatt (von Coco Moodysson)                                                   | We Are the Best! (2013) |
| Om mekaar in Dokkum (von Guido van Driel)                                             | De wederopstanding van een klootzak (2013) |
| Weißer Alptraum (von Moebius)                                                         | Cauchemar blanc (Kurzfilm, 1991) |
| Die Welt der Söhne (von Gipi)                                                         | La terra dei figli (2021) |
| Wendy                                                                                 | Wendy (Fernsehserie, 1995–1996) |
| Wendy                                                                                 | Wendy – Der Film (2017) |
| Wendy                                                                                 | Wendy 2 – Freundschaft für immer (2018) |
| Werewolf by Night                                                                     | Werewolf by Night (2022) |
| Whiteout                                                                              | Whiteout (2009) |
| Wie die Karnickel                                                                     | Wie die Karnickel (2002, Comic und Film entstanden parallel) |
| Wie ein leeres Blatt (von Pénélope Bagieu und Boulet)                                 | La Page blanche (2022) |
| Wild Palms                                                                            | Wild Palms (Fernsehserie, 1993) |
| Willie and Joe (von Bill Mauldin)                                                     | Up Front (1951) |
| Willie and Joe (von Bill Mauldin)                                                     | Back at the Front (1952) |
| Willi Wacker                                                                          | Andy Capp (Fernsehserie, 1988) |
| Wilson                                                                                | Wilson – Der Weltverbesserer (2017) |
| Windy Riley (von Ken Kling)                                                           | Windy Riley Goes Hollywood (Kurzfilm, 1931) |
| Winnie Winkle                                                                         | Winnie Winkle (Kurzfilm-Serie, 1926–1928) |
| Witchblade                                                                            | Witchblade – Die Waffe der Götter (2000) |
| Witchblade                                                                            | Witchblade – Die Waffe der Götter (Fernsehserie, 2001–2002) |
| Eindringlinge                                                                         | Wo in Paris die Sonne aufgeht (2021) |
| The K Chronicles (von Keith Knight)                                                   | Woke (Fernsehserie, 2020–2022) |
| Wolverine                                                                             | X-Men Origins: Wolverine (2009) |
| Wolverine                                                                             | Wolverine: Weg des Kriegers (2013) |
| Wolverine                                                                             | Logan – The Wolverine (2017) |
| Wonder Woman                                                                          | Wonder Woman (1974) |
| Wonder Woman                                                                          | Wonder Woman (1975) |
| Wonder Woman                                                                          | Wonder Woman (Fernsehserie, 1975–1979) |
| Wonder Woman                                                                          | Wonder Woman (2017) |
| Wonder Woman                                                                          | Wonder Woman 1984 (2020) |
| Wynonna Earp                                                                          | Wynonna Earp (Fernsehserie, 2016–2021) |
| X                                                                                     | |
| X-Men                                                                                 | X-Men (2000) |
| X-Men                                                                                 | X-Men 2 (2003) |
| X-Men                                                                                 | X-Men: Der letzte Widerstand (2006) |
| X-Men                                                                                 | X-Men: Erste Entscheidung (2011) |
| X-Men                                                                                 | X-Men: Zukunft ist Vergangenheit (2014) |
| X-Men                                                                                 | X-Men: Apocalypse (2016) |
| X-Men                                                                                 | Legion (Fernsehserie, 2017–2019) |
| X-Men                                                                                 | The Gifted (Fernsehserie, 2017–2019) |
| X-Men                                                                                 | X-Men: Dark Phoenix (2019) |
| X-Men                                                                                 | The New Mutants (2020) |
| Y                                                                                     | |
| Y: The Last Man                                                                       | Y: The Last Man (Fernsehserie, 2021) |
| Samurai Shirô                                                                         | Yakuza Princess (2021) |
| Yor (Henga, el cazador von Juan Zanotto u. a.)                                        | Einer gegen das Imperium (1983) |
| Teddy Boy (von Cowman)                                                                | Young and Dangerous (1996) |
| Z                                                                                     | |
| Zaï zaï zaï zaï (von Fabcaro)                                                         | Zaï zaï zaï zaï (2020) |
| Zig et Puce (von Alain Saint-Ogan)                                                    | Zig et Puce sauvent Nénette (Kurzfilm, 1955) |
| Zipi y Zape (von José Escobar)                                                        | Las aventuras de Zipi y Zape (1981) |
| Zipi y Zape (von José Escobar)                                                        | Das Geheimnis der Murmel-Gang (2013) |
| Zipi y Zape (von José Escobar)                                                        | Zipi y Zape y la isla del capitán (2016) |
| Zsazsa Zaturnnah (von Carlo Vergara)                                                  | Zsazsa Zaturnnah: Ze Moveeh (2006) |

## Trickfilm-Adaptionen
| Comic                                                                                              | Film |
| -------------------------------------------------------------------------------------------------- | --- |
| 0–9                                                                                                | |
| De 3 små Mænd og Nummermanden (von Storm P.)                                                       | De 3 små Mænd (Kurzfilm-Serie, 1920–1922) |
| 50 Shades of Greek (von Jul und Pépin)                                                             | 50 Shades of Greek (Fernsehserie, 2018) |
| 2001 Nights                                                                                        | To – A Space Fantasy (2009) |
| A                                                                                                  | |
| Over the Hedge                                                                                     | Ab durch die Hecke (2006) |
| Abie the Agent (von Harry Hershfield)                                                              | Iska Worreh (Kurzfilm, 1917) |
| Abie the Agent (von Harry Hershfield)                                                              | Abie Kabibble Outwitted His Rival (Kurzfilm, 1917) |
| Abrafaxe („Mosaik“)                                                                                | Die Abrafaxe – Unter schwarzer Flagge (2001) |
| Ach, so ist das (von Martina Schradi)                                                              | Pascal (Kurzfilm, 2021) |
| Adam Strange                                                                                       | DC Showcase: Adam Strange (Kurzfilm, 2020) |
| The Addams Family (Zeitungscartoons)                                                               | Die Addams Family (Fernsehserie, 1973) |
| The Addams Family (Zeitungscartoons)                                                               | Die Addams Family (Fernsehserie, 1992–1993) |
| The Addams Family (Zeitungscartoons)                                                               | Die Addams Family (2019) |
| The Addams Family (Zeitungscartoons)                                                               | Die Addams Family 2 (2021) |
| Adolf, die Nazi-Sau                                                                                | Adolf – Ich hock in meinem Bonker (Kurzfilm, 2006) |
| Afro Samurai                                                                                       | Afro Samurai (Fernsehserie, 2007) |
| Afro Samurai                                                                                       | Afro Samurai: Resurrection (2009) |
| Agent 327                                                                                          | Agent 327: Operation Barbershop (Kurzfilm, 2017) |
| Agrippina                                                                                          | Agrippine – Jung & schön (Fernsehserie, 2001) |
| Akame ga Kill!                                                                                     | Akame ga Kill! (Fernsehserie, 2014) |
| Akira                                                                                              | Akira (1988) |
| Akissi (von Marguerite Abouet und Mathieu Sapin)                                                   | Akissi: A Funny Little Brother (Kurzfilm, 2022) |
| Alan Ford                                                                                          | Alan Ford e il gruppo TNT contro Superciuk (Kurzfilm, 1988) |
| Albert Enzian                                                                                      | Walter Mellon (Fernsehserie, 1997) |
| Die seltsamen Abenteuer der Ente Alfred Jodocus Kwak                                               | Alfred J. Kwak (Fernsehserie, 1989–1990) |
| Alix                                                                                               | Alix (Fernsehserie, 1999) |
| Alldine & die Weltraumpiraten                                                                      | Sardine de l’espace (Fernsehserie, 2020) |
| Alley Oop (von V. T. Hamlin)                                                                       | Fabulous Funnies (Fernsehserie, 1978–1979) |
| Alois Nebel                                                                                        | Alois Nebel (2011) |
| The Amazing Screw-On Head (von Mike Mignola)                                                       | The Amazing Screw-On Head (Kurzfilm, 2006) |
| Anatole (von Dubout)                                                                               | Anatole fait du camping (Kurzfilm, 1947) |
| Anatole (von Dubout)                                                                               | Anatole à la tour de Nesle (Kurzfilm, 1947) |
| And Her Name Was Maud (von Frederick Burr Opper)                                                   | And Her Name Was Maud (Kurzfilm-Serie, 1916) |
| Angel Sanctuary                                                                                    | Angel Sanctuary (2000) |
| Ant-Man                                                                                            | Ant-Man (Fernsehserie, 2017) |
| Appleseed                                                                                          | Appleseed: Kampf um die Freiheit (1988) |
| Appleseed                                                                                          | Appleseed (2004) |
| Appleseed                                                                                          | Appleseed: Ex Machina (2007) |
| Appleseed                                                                                          | Appleseed XIII (Fernsehserie, 2011–2012) |
| Appleseed                                                                                          | Appleseed Alpha (2014) |
| Aquaman                                                                                            | Aquaman – Herrscher über die sieben Weltmeere (Fernsehserie, 1967–1968) |
| Aquaman                                                                                            | Lego DC Comics Super Heroes: Aquaman – Die Rache von Atlantis (2018) |
| Aquaman                                                                                            | Aquaman: König von Atlantis! (Fernsehserie, 2021) |
| Archie                                                                                             | The Archie Show (Fernsehserie, 1968–1969) |
| Archie                                                                                             | Schabernack in Riverdale (Fernsehserie, 1977) |
| Archie                                                                                             | Die Archies (Fernsehserie, 1987) |
| Archie                                                                                             | Archie’s Weird Mysteries (Fernsehserie, 1999–2000) |
| Archie                                                                                             | Aufgetaut und nicht zu bremsen (2003) |
| Ariol                                                                                              | Ariol (Fernsehserie, 2009) |
| Ariol                                                                                              | Ariol (Fernsehserie, 2017) |
| Arzach                                                                                             | Arzak Rhapsody (Fernsehserie, 2003) |
| Assassination Classroom                                                                            | Assassination Classroom (Fernsehserie, 2015–2016) |
| Asterix                                                                                            | Asterix der Gallier (1967) |
| Asterix                                                                                            | Asterix und Kleopatra (1968) |
| Asterix                                                                                            | Asterix erobert Rom (1975) |
| Asterix                                                                                            | Asterix – Sieg über Cäsar (1985) |
| Asterix                                                                                            | Asterix bei den Briten (1986) |
| Asterix                                                                                            | Asterix – Operation Hinkelstein (1989) |
| Asterix                                                                                            | Asterix in Amerika (1994) |
| Asterix                                                                                            | Asterix und die Wikinger (2006) |
| Asterix                                                                                            | Asterix im Land der Götter (2014) |
| Asterix                                                                                            | Asterix und das Geheimnis des Zaubertranks (2018) |
| Asterix                                                                                            | Idefix und die Unbeugsamen (Fernsehserie, 2021) |
| Asterix                                                                                            | Asterix & Obelix: Der Kampf der Häuptlinge (Fernsehserie, 2025) |
| Astro Boy                                                                                          | Astro Boy (Fernsehserie, 1963–1966) |
| Astro Boy                                                                                          | Astro Boy (Fernsehserie, 1980–1981) |
| Astro Boy                                                                                          | Astro Boy (Fernsehserie, 2003–2004) |
| Astro Boy                                                                                          | Astro Boy – Der Film (2009) |
| Attack on Titan                                                                                    | Attack on Titan (Fernsehserie, seit 2013) |
| The Avengers (Die ruhmreichen Rächer)                                                              | The Avengers – United They Stand (Fernsehserie, 1999–2000) |
| The Avengers (Die ruhmreichen Rächer)                                                              | Ultimate Avengers – The Movie (2006) |
| The Avengers (Die ruhmreichen Rächer)                                                              | Ultimate Avengers 2: Rise of the Panther (2006) |
| The Avengers (Die ruhmreichen Rächer)                                                              | Next Avengers: Heroes of Tomorrow (2008) |
| The Avengers (Die ruhmreichen Rächer)                                                              | The Super Hero Squad Show (Fernsehserie, 2009–2011) |
| The Avengers (Die ruhmreichen Rächer)                                                              | Die Avengers – Die mächtigsten Helden der Welt (Fernsehserie, 2010–2012) |
| The Avengers (Die ruhmreichen Rächer)                                                              | Avengers – Gemeinsam unbesiegbar! (Fernsehserie, 2013–2019) |
| The Avengers (Die ruhmreichen Rächer)                                                              | Iron Man and Hulk: Heroes United (2013) |
| The Avengers (Die ruhmreichen Rächer)                                                              | Avengers Confidential: Black Widow & Punisher (2014) |
| The Avengers (Die ruhmreichen Rächer)                                                              | Iron Man and Captain America: Heroes United (2014) |
| The Avengers (Die ruhmreichen Rächer)                                                              | Marvel Super Hero Adventures: Frost Fight! (2015) |
| Axe Cop (von den Nicolle-Brüdern)                                                                  | Axe Cop (Fernsehserie, 2013–2015) |
| Aya (von Marguerite Abouet und Clément Oubrerie)                                                   | Aya de Yopougon (2013) |
| B                                                                                                  | |
| Baby Blues                                                                                         | Baby Blues (Fernsehserie, 2000–2002) |
| Kötü Kedi Şerafettin                                                                               | Bad Cat (2016) |
| Bamse (dt.: Tino Tatz)                                                                             | Bamse – der stärkste Bär der Welt (Fernsehserie, 1971–1972) |
| Bamse (dt.: Tino Tatz)                                                                             | Bamse – Der liebste und stärkste Bär der Welt (2014) |
| Bamse (dt.: Tino Tatz)                                                                             | Bamse och häxans dotter (2016) |
| Bamse (dt.: Tino Tatz)                                                                             | Bamse och dunderklockan (2018) |
| Bamse (dt.: Tino Tatz)                                                                             | Bamse och vulkanön (2021) |
| Banana Fish                                                                                        | Banana Fish (Fernsehserie, 2018) |
| Barfuß durch Hiroshima                                                                             | Barfuß durch Hiroshima (1983) |
| Barney Google and Snuffy Smith                                                                     | Barney Google: Tetched in the Head (Kurzfilm, 1935) |
| Barney Google and Snuffy Smith                                                                     | Barney Google: Patch Mah Britches (Kurzfilm, 1935) |
| Barney Google and Snuffy Smith                                                                     | Barney Google: Spark Plug (Kurzfilm, 1936) |
| Barney Google and Snuffy Smith                                                                     | Barney Google: Major Google (Kurzfilm, 1936) |
| Barney Google and Snuffy Smith                                                                     | Snuffy Smith: Spree for All (Kurzfilm, 1946) |
| Barney Google and Snuffy Smith                                                                     | Snuffy Smith (Fernsehserie, 1962–1964) |
| Batman                                                                                             | Batman with Robin the Boy Wonder (Fernsehserie, 1968) |
| Batman                                                                                             | Ein Fall für Batman (Fernsehserie, 1977) |
| Batman                                                                                             | Batman (Fernsehserie, 1992–1999) |
| Batman                                                                                             | Batman und das Phantom (1993) |
| Batman                                                                                             | Batman & Mr. Freeze – Eiszeit (1998) |
| Batman                                                                                             | Batman of the Future (Fernsehserie, 1999–2001) |
| Batman                                                                                             | Batman of the Future – Der Joker kommt zurück (2000) |
| Batman                                                                                             | Batman – Rätsel um Batwoman (2003) |
| Batman                                                                                             | The Batman (Fernsehserie, 2004–2008) |
| Batman                                                                                             | The Batman vs. Dracula (2005) |
| Batman                                                                                             | Batman: The Brave and the Bold (Fernsehserie, 2008–2011) |
| Batman                                                                                             | Batman – Gotham Knight (2008) |
| Batman                                                                                             | Superman/Batman: Public Enemies (2009) |
| Batman                                                                                             | Batman – Under the Red Hood (2010) |
| Batman                                                                                             | Superman/Batman: Apocalypse (2010) |
| Batman                                                                                             | Batman – Year One (2011) |
| Batman                                                                                             | DC Showcase: Catwoman (Kurzfilm, 2011) |
| Batman                                                                                             | Batman – The Dark Knight Returns, Teil 1 (2012) |
| Batman                                                                                             | Batman – The Dark Knight Returns, Teil 2 (2013) |
| Batman                                                                                             | Lego Batman – Der Film: Vereinigung der DC Superhelden (2013) |
| Batman                                                                                             | Beware the Batman (Fernsehserie, 2013–2014) |
| Batman                                                                                             | Son of Batman (2014) |
| Batman                                                                                             | Batman: Assault on Arkham (2014) |
| Batman                                                                                             | Batman vs. Robin (2015) |
| Batman                                                                                             | Batman Unlimited: Animal Instincts (2015) |
| Batman                                                                                             | Batman Unlimited: Monsterchaos (2015) |
| Batman                                                                                             | Batman: Bad Blood (2016) |
| Batman                                                                                             | Batman: The Killing Joke (2016) |
| Batman                                                                                             | Batman Unlimited: Mechs vs. Mutants (2016) |
| Batman                                                                                             | Batman: Return of the Caped Crusaders (2016) |
| Batman                                                                                             | The Lego Batman Movie (2017) |
| Batman                                                                                             | Batman und Harley Quinn (2017) |
| Batman                                                                                             | Batman vs. Two-Face (2017) |
| Batman                                                                                             | Scooby-Doo & Batman: The Brave and the Bold (2018) |
| Batman                                                                                             | Batman: Gotham by Gaslight (2018) |
| Batman                                                                                             | Batman Ninja (2018) |
| Batman                                                                                             | Batman vs. Teenage Mutant Ninja Turtles (2019) |
| Batman                                                                                             | Batman: Hush (2019) |
| Batman                                                                                             | Lego DC: Batman – Familienangelegenheiten (2019) |
| Batman                                                                                             | Harley Quinn (Fernsehserie, seit 2019) |
| Batman                                                                                             | Batman: Death in the Family (2020) |
| Batman                                                                                             | Batman: Soul of the Dragon (2021) |
| Batman                                                                                             | Batman: The Long Halloween, Part One (2021) |
| Batman                                                                                             | Batman: The Long Halloween, Part Two (2021) |
| Batman                                                                                             | Catwoman: Gejagt (2022) |
| Batman                                                                                             | Batwheels (Fernsehserie, seit 2022) |
| Batman                                                                                             | Batman: The Doom That Came to Gotham (2023) |
| Batman                                                                                             | Batman: Caped Crusader (Fernsehserie, 2024) |
| Battle Angel Alita                                                                                 | Battle Angel Alita (1993) |
| Battle Pope (von Robert Kirkman und Tony Moore)                                                    | Battle Pope (Fernsehserie, 2008) |
| Big Hero 6                                                                                         | Baymax – Riesiges Robowabohu (2014) |
| Big Hero 6                                                                                         | Baymax – Robowabohu in Serie (Fernsehserie, 2017–2021) |
| Big Hero 6                                                                                         | Baymax! (Fernsehserie, 2022) |
| Beastars                                                                                           | Beastars (Fernsehserie, seit 2019) |
| Tales of the Unusual                                                                               | Beauty Water (2020) |
| Bécassine                                                                                          | Bécassine und die Jagd nach dem Wikingerschatz (2001) |
| Beetle Bailey                                                                                      | Beetle Bailey (Fernsehserie, 1962–1964) |
| Beetle Bailey                                                                                      | Beetle Bailey (Kurzfilm, 1989) |
| Berserk                                                                                            | Berserk (Fernsehserie, 1997–1998) |
| Berserk                                                                                            | Berserk – Das Goldene Zeitalter I (2012) |
| Berserk                                                                                            | Berserk – Das Goldene Zeitalter II (2012) |
| Berserk                                                                                            | Berserk – Das Goldene Zeitalter III (2013) |
| Berserk                                                                                            | Berserk (Fernsehserie, 2016–2017) |
| Big Guy and Rusty the Boy Robot (von Frank Miller und Geof Darrow)                                 | Big Guy & Rusty (Fernsehserie, 1999–2001) |
| Bill Body (von René Lehner)                                                                        | Bill Body – Verrückte Welt des Sports (Fernsehserie, 1992) |
| Billy the Cat                                                                                      | Billy the Cat (Fernsehserie, 1995–2001) |
| Black Butler                                                                                       | Black Butler (Fernsehserie, 2008–2014) |
| Black is Beltza (von Fermin Muguruza, Harkaitz Cano und Jorge Alderete)                            | Black is Beltza (2018) |
| Black is Beltza (von Fermin Muguruza, Harkaitz Cano und Jorge Alderete)                            | Black is Beltza II: Ainhoa (2022) |
| Black Panther (Marvel)                                                                             | Black Panther (Fernsehserie, 2010) |
| Blade                                                                                              | Marvel Anime: Blade (Fernsehserie, 2012) |
| Blade of the Immortal                                                                              | Blade of the Immortal (Fernsehserie, 2008) |
| Die Abenteuer von Blake und Mortimer                                                               | Blake & Mortimer (Fernsehserie, 1997) |
| Blame!                                                                                             | Blame! (2017) |
| Les Blagues de Toto (von Thierry Coppée)                                                           | Les Blagues de Toto (Fernsehserie, 2010) |
| Blokhedz (von Brandon Schultz, Mark Davis und Mike Davis)                                          | Blokhedz (Webserie, 2009) |
| Blondie                                                                                            | Blondie & Dagwood (Kurzfilm, 1987) |
| Blondie                                                                                            | Blondie & Dagwood: Second Wedding Workout (Kurzfilm, 1989) |
| Blondinen (von Gaby und Dzack)                                                                     | Les Blondes (Fernsehserie, 2007) |
| Blue Beetle                                                                                        | DC Showcase: Blue Beetle (Kurzfilm, 2021) |
| Blue Exorcist                                                                                      | Blue Exorcist (Fernsehserie, 2011–2017) |
| Boogie, el aceitoso (von Roberto Fontanarrosa)                                                     | Boogie – Sexistisch, gewalttätig und sadistisch (2009) |
| The Boondocks                                                                                      | The Boondocks (Fernsehserie, 2005–2014) |
| Boule & Bill                                                                                       | Boule & Bill (Fernsehserie, 1975) |
| Boule & Bill                                                                                       | Boule & Bill (Fernsehserie, 2004) |
| Boule & Bill                                                                                       | Bobby & Bill (Fernsehserie, 2015) |
| The Boys                                                                                           | The Boys Presents: Diabolical (Fernsehserie, 2022) |
| Die Braut des Magiers                                                                              | The Ancient Magus’ Bride (Fernsehserie, 2017–2018) |
| Bringing Up Father                                                                                 | Bringing Up Father (Kurzfilm-Serie, 1916–1918) |
| Broom-Hilda (Die wilde Hilde, von Russell Myers)                                                   | Archie’s TV Funnies (Fernsehserie, 1971–1973) |
| Broom-Hilda (Die wilde Hilde, von Russell Myers)                                                   | Fabulous Funnies (Fernsehserie, 1978–1979) |
| Bucky O’Hare                                                                                       | Bucky O’Hare (Fernsehserie, 1991) |
| Buddha                                                                                             | Tezuka Osamu no Buddha – Akai Sabaku yo! Utsukushiku (2011) |
| Buddha                                                                                             | Buddha 2: Tezuka Osamu no Budda – Owarinaki tabi (2014) |
| Buñuel en el laberinto de las tortugas (von Fermín Solís)                                          | Buñuel im Labyrinth der Schildkröten (2018) |
| C                                                                                                  | |
| Jack Cadillac – Geschichten aus dem Xenozoikum                                                     | Cadillacs und Dinosaurier (Fernsehserie, 1993) |
| Cannon Busters (von LeSean Thomas)                                                                 | Cannon Busters (Fernsehserie, 2019) |
| Captain America                                                                                    | The Marvel Super Heroes: Captain America (Fernsehserie, 1966) |
| Captain Biceps (von Tébo und Zep)                                                                  | Captain Biceps (Fernsehserie, 2010–2011) |
| Captain Harlock                                                                                    | Die Abenteuer des fantastischen Weltraumpiraten Captain Harlock (Fernsehserie, 1978–1979) |
| Captain Harlock                                                                                    | Waga Seishun no Arcadia (1982) |
| Captain Harlock                                                                                    | Waga Seishun no Arcadia: Mugen Kidō SSX (1982) |
| Captain Harlock                                                                                    | Harlock Saga: Nibelung no Yubiwa (Fernsehserie, 1999) |
| Captain Harlock                                                                                    | Cosmowarrior Zero (Fernsehserie, 2001) |
| Captain Harlock                                                                                    | Space Pirate Captain Herlock: The Endless Odyssey (Fernsehserie, 2002–2003) |
| Captain Harlock                                                                                    | Space Pirate Captain Harlock (2013) |
| Captain Marvel (Shazam)                                                                            | The Kid Super Power Hour with Shazam! (Fernsehserie, 1981–1982) |
| Captain Marvel (Shazam)                                                                            | DC Showcase: Superman/Shazam! – The Return of Black Adam (Kurzfilm, 2010) |
| Captain Marvel (Shazam)                                                                            | Lego DC: Shazam!: Magic and Monsters (2020) |
| Die Memoiren von Captain J. Star (von Steven Appleby)                                              | Captain Star (Fernsehserie, 1997–1998) |
| Captain Tsubasa – Die tollen Fußballstars                                                          | Die tollen Fußballstars (Fernsehserie, 1983–1986) |
| Captain Tsubasa – Die tollen Fußballstars                                                          | Super Kickers 2006 – Captain Tsubasa (Fernsehserie, 2001–2002) |
| Carland Cross (von Olivier Grenson und Michel Oleffe)                                              | Carland Cross (Fernsehserie, 1996–1997) |
| Cathy (von Cathy Guisewite)                                                                        | Cathy (Kurzfilm, 1987) |
| Cathy (von Cathy Guisewite)                                                                        | Cathy’s Last Resort (Kurzfilm, 1988) |
| Cathy (von Cathy Guisewite)                                                                        | Cathy’s Valentine (Kurzfilm, 1989) |
| Cattivik (von Bonvi)                                                                               | Cattivik (Fernsehserie, 2008–2009) |
| Cédric (von Laudec und Cauvin)                                                                     | Cédric (Fernsehserie, 2001–2002) |
| Cerebus (von Dave Sim)                                                                             | The Absurd, Surreal, Metaphysical and Fractured Destiny of Cerebus the Aardvark (2021) |
| Le Chat (dt.: Sokrates)                                                                            | La Minute du Chat (Fernsehserie, 2011) |
| Chick Bill                                                                                         | Le cri qui met K.O. (Kurzfilm, 1979) |
| Chlorophylle (Anatol, von Macherot)                                                                | Chlorophylle (Fernsehserie, ca. 1955–ca. 1961) |
| Chlorophylle (Anatol, von Macherot)                                                                | Les Enquêtes de Chlorophylle (Fernsehserie, 1992) |
| Chobits                                                                                            | Chobits (Fernsehserie, 2002) |
| Chronokids (von Stan & Vince und Zep)                                                              | Chronokids (Fernsehserie, 2014) |
| City Hunter                                                                                        | City Hunter – Die Abenteuer des Ryo Saeba (Fernsehserie, 1987–1991) |
| Cleopatra in Space (von Mike Maihack)                                                              | Cleopatra in Space (Fernsehserie, seit 2020) |
| Clever & Smart                                                                                     | Clever & Smart (Fernsehserie, 1966–1971) - Die verrückten Abenteuer von Clever und Smart (Mehrere Episoden der Fernsehserie zu einem Film zusammengeschnitten. Deutsche Erstaufführung: 1985) |
| Clever & Smart                                                                                     | Clever & Smart (Fernsehserie, 1995) |
| Clever & Smart                                                                                     | Clever & Smart – In geheimer Mission (2014) |
| Cocco Bill                                                                                         | Cocco Bill (Fernsehserie, 2001–2004) |
| Condorito                                                                                          | Condorito: la película (2017) |
| Constantine (Hellblazer)                                                                           | Constantine: City of Demons (Fernsehserie, 2018) |
| Constantine (Hellblazer)                                                                           | DC Showcase: Constantine – The House of Mystery (Kurzfilm, 2022) |
| Corentin                                                                                           | Corentins phantastische Abenteuer (Fernsehserie, 1993–1994) |
| Corto Maltese                                                                                      | Corto Maltese – La cour secrète des Arcanes (2002) |
| Corto Maltese                                                                                      | Corto Maltese (Fernsehserie, 2002) |
| Count Screwloose from Tooloose (von Milt Gross)                                                    | Jitterbug Follies (Kurzfilm, 1939) |
| Count Screwloose from Tooloose (von Milt Gross)                                                    | Wanted: No Master (Kurzfilm, 1939) |
| Crying Freeman                                                                                     | Crying Freeman: Portrait of a Killer (1988) |
| Crying Freeman                                                                                     | Crying Freeman: Shades of Death Part I – Fusei Kakurei (1989) |
| Crying Freeman                                                                                     | Crying Freeman: Shades of Death Part II – Eternal Love (1990) |
| Crying Freeman                                                                                     | Crying Freeman: A Taste of Revenge – Oshu Tohgoku (1991) |
| Crying Freeman                                                                                     | Crying Freeman: Abduction in Chinatown – Battlefield of Kishibojin (1992) |
| Crying Freeman                                                                                     | Crying Freeman: The Russian Connection – The Light in the Darkness (1994) |
| Ctrl+Alt+Del                                                                                       | Ctrl+Alt+Del (Kurzfilm-Serie, 2006–2009) |
| Čtyřlístek (von Jaroslav Němeček, Ljuba Štíplová u. a.)                                            | Čtyřlístek ve službách krále (2013) |
| Cubitus                                                                                            | Cubitus – Le Gâteau d’anniversaire (Kurzfilm, 1977) |
| Cubitus                                                                                            | Cubitus, der Wuschelhund (Fernsehserie, 1988) |
| Cyanide & Happiness                                                                                | Zyanid und Heiterkeit (Fernsehserie, 2014–2017) |
| Cybersix (von Carlos Trillo und Carlos Meglia)                                                     | Cybersix (Fernsehserie, 1999) |
| D                                                                                                  | |
| Dagobert Duck                                                                                      | DuckTales – Neues aus Entenhausen (Fernsehserie, 1987–1990) |
| Dagobert Duck                                                                                      | Comic-Stars gegen Drogen (Kurzfilm, 1990) |
| Dagobert Duck                                                                                      | DuckTales: Der Film – Jäger der verlorenen Lampe (1990) |
| Dagobert Duck                                                                                      | DuckTales (Fernsehserie, 2017–2021) |
| Dan Dare, Pilot of the Future                                                                      | Dan Dare: Pilot of the Future (Fernsehserie, 2001–2002) |
| De Gaulle à la plage (von Jean-Yves Ferri)                                                         | De Gaulle am Strand (Fernsehserie, 2020) |
| Dead End (von Thomas Ott)                                                                          | Os Milionários (Kurzfilm, 2011) |
| DeadEndia (von Hamish Steele)                                                                      | Dead End: Paranormal Park (Fernsehserie, 2022) |
| Death Note                                                                                         | Death Note (Fernsehserie, 2006–2007) |
| Deathstroke                                                                                        | Deathstroke: Knights & Dragons (2020) |
| Deix (Zeitungscartoons)                                                                            | Rotzbub (2021) |
| Dennis (von Hank Ketcham)                                                                          | Curiosity Shop (Fernsehserie, 1971) |
| Dennis (von Hank Ketcham)                                                                          | Dennis the Menace: Mayday for Mother (Kurzfilm, 1981) |
| Dennis (von Hank Ketcham)                                                                          | Dennis (Fernsehserie, 1986–1988) |
| Dennis (von Hank Ketcham)                                                                          | All-New Dennis the Menace (Fernsehserie, 1993) |
| Dennis (von Hank Ketcham)                                                                          | Dennis the Menace: Cruise Control (2002) |
| Dennis (aus „The Beano“ und aus „Yps“)                                                             | The Beano Video (1993) |
| Dennis (aus „The Beano“ und aus „Yps“)                                                             | The Beano Videostars (1994) |
| Dennis (aus „The Beano“ und aus „Yps“)                                                             | Dennis and Gnasher (Fernsehserie, 1996–1998) |
| Dennis (aus „The Beano“ und aus „Yps“)                                                             | Dennis the Menace and Gnasher (Fernsehserie, 2009–2013) |
| Dennis (aus „The Beano“ und aus „Yps“)                                                             | Dennis & Fletscher – Blämtastisch! (Fernsehserie, 2017–2021) |
| Desmodus, der Vampir                                                                               | Desmodus, der kleine Vampir (Fernsehserie, 2003–2005) |
| Desmodus, der Vampir                                                                               | Das große Abenteuer des kleinen Vampir (2020) |
| Detektiv Conan                                                                                     | Detektiv Conan (Fernsehserie, seit 1996) |
| Diabolik                                                                                           | Diabolik (Fernsehserie, 2000–2001) |
| Dick Tracy                                                                                         | The Dick Tracy Show (Fernsehserie, 1961–1962) |
| Dick Tracy                                                                                         | Archie’s TV Funnies (Fernsehserie, 1971–1973) |
| Dickie (von Pieter de Poortere)                                                                    | Boerke (Fernsehserie, 2021) |
| Digedags („Mosaik“)                                                                                | Dig, Dag und Ritter Runkel (Kurzfilm, 1995) |
| Digedags („Mosaik“)                                                                                | Die Digedags in grauer Vorzeit (Kurzfilm, 1999) |
| Dilbert                                                                                            | Dilbert (Fernsehserie, 1999–2000) |
| Doctor Strange                                                                                     | Doctor Strange (2007) |
| Dog von der Stinkfußfarm                                                                           | Dog von der Stinkfußfarm (1986) |
| Doonesbury                                                                                         | A Doonesbury Special (Kurzfilm, 1977) |
| Dragon Ball                                                                                        | Dragon Ball (Fernsehserie, 1986–1989) |
| Dragon Ball                                                                                        | Dragon Ball Z (Fernsehserie, 1989–1996) |
| Dragon Ball                                                                                        | Dragonball Super: Broly (2018) |
| Dragonero Adventures (von Luca Enoch und Stefano Vietti)                                           | Dragonero - I Paladini (Fernsehserie, 2022–2023) |
| \| Dream of the Rarebit Fiend                                                                      | Bug Vaudeville (Kurzfilm, 1921) |
| \| Dream of the Rarebit Fiend                                                                      | The Pet (Kurzfilm, 1921) |
| \| Dream of the Rarebit Fiend                                                                      | The Flying House (Kurzfilm, 1921) |
| Maakies (von Tony Millionaire)                                                                     | The Drinky Crow Show (Fernsehserie, 2008–2009) |
| The Dropouts (von Howard Post)                                                                     | Archie’s TV Funnies (Fernsehserie, 1971–1973) |
| Kampung Boy – Ein Frechdachs aus Malaysia                                                          | Die Dschungelbande (Fernsehserie, 1997–1998) |
| Duckman                                                                                            | Duckman (Fernsehserie, 1993–1997) |
| Der Duft des Unsichtbaren (von Manara)                                                             | Le Parfum de l’invisible (1997) |
| E                                                                                                  | |
| Rob Zombie’s Spookshow International                                                               | El Superbeasto (2009) |
| Elfen Lied                                                                                         | Elfen Lied (Fernsehserie, 2004) |
| The Eltingville Club (von Evan Dorkin)                                                             | Welcome to Eltingville (Kurzfilm, 2002) |
| Emmy Lou (von Marty Links)                                                                         | Archie’s TV Funnies (Fernsehserie, 1971–1973) |
| Emmy Lou (von Marty Links)                                                                         | Fabulous Funnies (Fernsehserie, 1978–1979) |
| Ernest & Rebecca (von Antonello Dalena und Guillaume Bianco)                                       | Ernest & Rebecca (Fernsehserie, 2019) |
| Die Erschaffung der Welt – Heitere Schöpfungsgeschichte für fröhliche Erdenbürger (von Jean Effel) | Die Erschaffung der Welt (1958) |
| Esthers Tagebücher (von Riad Sattouf)                                                              | Les Cahiers d’Esther (Fernsehserie, 2018) |
| Ethel & Ernest – Eine wahre Geschichte (von Raymond Briggs)                                        | Ethel & Ernest (2016) |
| F                                                                                                  | |
| Fairy Tail                                                                                         | Fairy Tail (Fernsehserie, 2009–2018) |
| The Family Circus (von Bil Keane)                                                                  | A Special Valentine with the Family Circus (Kurzfilm, 1978) |
| The Family Circus (von Bil Keane)                                                                  | A Family Circus Christmas (Kurzfilm, 1979) |
| The Family Circus (von Bil Keane)                                                                  | A Family Circus Easter (Kurzfilm, 1982) |
| Die Fantastischen Vier                                                                             | Die Fantastischen Vier (Fernsehserie, 1967–1968) |
| Die Fantastischen Vier                                                                             | Die Fantastischen Vier (Fernsehserie, 1978) |
| Die Fantastischen Vier                                                                             | Die Fantastischen Vier mit neuen Abenteuern (Fernsehserie, 1994–1996) |
| Die Fantastischen Vier                                                                             | Fantastic Four: World’s Greatest Heroes (Fernsehserie, 2006–2007) |
| The Far Side (Zeitungscartoons)                                                                    | Gary Larson’s Tales from the Far Side (Kurzfilm, 1994) |
| Ferd’nand (Ferdinand, von Henning Dahl Mikkelsen)                                                  | Ferd’nand paa Fisketur (Kurzfilm, 1944) |
| Ferd’nand (Ferdinand, von Henning Dahl Mikkelsen)                                                  | Ferd’nand paa Bjørnejagt (Kurzfilm, 1945) |
| Feuchte Träume (von Walter Moers)                                                                  | Echte Vögel kotzen nicht (Kurzfilm, 2004) |
| Firebreather (von Phil Hester und Andy Kuhn)                                                       | Firebreather (2010) |
| Fish Police (Die Fisch Polizei, von Steve Moncuse)                                                 | Fish Police (Fernsehserie, 1992) |
| Fist of the North Star                                                                             | Fist of the North Star (Fernsehserie, 1984–1988) |
| Fist of the North Star                                                                             | Fist of the North Star (1986) |
| Fist of the North Star                                                                             | New Fist of the North Star (Filmserie, 2003–2004) |
| Fist of the North Star                                                                             | Fist of the North Star: The Legends of the True Savior (Filmserie, 2006–2008) |
| Fix und Fax                                                                                        | Abenteuer mit Fix und Fax – Das fliegende Geschenk (Kurzfilm, 1999) |
| Fix und Foxi                                                                                       | Fix und Foxi – Symphonie in Müll (Kurzfilm, 1973) |
| Fix und Foxi                                                                                       | Fix und Foxi (Fernsehserie, 2000) |
| Flaschko – Der Mann in der Heizdecke (von Mahler)                                                  | Flaschko – Der Mann in der Heizdecke (Kurzfilm, 2002) |
| The Flash                                                                                          | Lego DC Comics Super Heroes: The Flash (2018) |
| Flash Gordon                                                                                       | The New Adventures of Flash Gordon (Fernsehserie, 1979) |
| Flash Gordon                                                                                       | Flash Gordon: The Greatest Adventure of All (1982) |
| Flash Gordon                                                                                       | Flash Gordon (Fernsehserie, 1996) |
| Die Fliege (von Lewis Trondheim)                                                                   | Eine kleine Fliege (Fernsehserie, 1999) |
| Yves Sainclair (von Patrice Serres und Claude Moliterni)                                           | Flieger im Reich des Drachen (Fernsehserie, 1999) |
| Food Wars! Shokugeki no Soma                                                                       | Food Wars! Shokugeki no Soma (Fernsehserie, 2015–2018) |
| For Better or For Worse (von Lynn Johnston)                                                        | The Bestest Present (Kurzfilm, 1985) |
| For Better or For Worse (von Lynn Johnston)                                                        | For Better or For Worse (Fernsehserie, 1992–1996) |
| For Better or For Worse (von Lynn Johnston)                                                        | For Better or For Worse (Fernsehserie, 2000) |
| Fou-Fou & Haha in Paris (von Klaus Cornfield)                                                      | Fou-Fou & Haha in Paris (Kurzfilm, 2002) |
| Frank (von Jim Woodring)                                                                           | Visions of Frank (Kurzfilm, 2007) |
| Franky Snow (von Buche)                                                                            | Franky Snow (Fernsehserie, 2007) |
| The Freak Brothers                                                                                 | The Freak Brothers (Fernsehserie, 2020–2021) |
| Fröken Märkvärdig & Karriären (von Joanna Rubin Dranger)                                           | Fräulein Bemerkenswert & ihre Karriere (Kurzfilm, 2010) |
| Free for All                                                                                       | Free for All (Fernsehserie, 2003) |
| To trøtte typer (von Christopher Nielsen)                                                          | To trøtte typer (Fernsehserie, 2000) |
| To trøtte typer (von Christopher Nielsen)                                                          | Free Jimmy (2006) |
| Fritz the Cat                                                                                      | Fritz the Cat (1972) |
| Fritz the Cat                                                                                      | Die neun Leben von Fritz the Cat (1974) |
| Fruits Basket                                                                                      | Fruits Basket (Fernsehserie, 2001) |
| Fruits Basket                                                                                      | Fruits Basket (Fernsehserie, 2019) |
| Fullmoon wo Sagashite                                                                              | Fullmoon wo Sagashite (Fernsehserie, 2002–2003) |
| Fungus der Bogeymann                                                                               | Fungus, der Nachtschreck (2004) |
| Fungus der Bogeymann                                                                               | Fungus, der Bogeymann (2015) |
| Fußballgötter (von Guido Schröter)                                                                 | Fußballgötter (Fernsehserie, 2007) |
| G                                                                                                  | |
| Gantz                                                                                              | Gantz (Fernsehserie, 2004) |
| Gantz                                                                                              | Gantz: O (2016) |
| Garfield                                                                                           | Garfield (Garfield Specials, Fernsehserie, 1982–1991) - Garfield im Tierasyl (1982) - Garfield schleicht durch die Stadt (1983) - Garfield in der Wildnis (1984) |
| Garfield                                                                                           | Garfield und seine Freunde (Fernsehserie, 1988–1994) |
| Garfield                                                                                           | Comic-Stars gegen Drogen (Kurzfilm, 1990) |
| Garfield                                                                                           | Garfield – Fett im Leben (2007) |
| Garfield                                                                                           | Garfield’s Fun Fest (2008) |
| Garfield                                                                                           | The Garfield Show (Fernsehserie, 2008–2013) |
| Garfield                                                                                           | Garfield – Tierische Helden (2009) |
| Garfield                                                                                           | Garfield Originals (Fernsehserie, 2019) |
| Garfield                                                                                           | Garfield – Eine extra Portion Abenteuer (2024) |
| Gartxot, Itzaltzuko bardoa (von Asisko Urmeneta)                                                   | Gartxot, konkista aitzineko konkista (2011) |
| Gaston                                                                                             | Gaston (Fernsehserie, 2009) |
| Gaturro                                                                                            | Gaturro: Der Film (2010) |
| Gaturro                                                                                            | Gaturro (Fernsehserie, 2014) |
| Gédéon (von Benjamin Rabier)                                                                       | Les Aventures de Clémentine (1917) |
| Gédéon (von Benjamin Rabier)                                                                       | Les Aventures de Gédéon (Fernsehserie, 1976) |
| Gegen den Strom (von Yoshihiro Tatsumi)                                                            | Tatsumi (2011) |
| Gen¹³ (Wildstorm)                                                                                  | Gen¹³ (1998) |
| M. Rex (Image Comics)                                                                              | Generator Rex (Fernsehserie, 2010–2013) |
| Tales from the Crypt                                                                               | Geschichten aus der Gruft (Fernsehserie, 1993–1999) |
| Ghost in the Shell                                                                                 | Ghost in the Shell (1995) |
| Ghost in the Shell                                                                                 | Ghost in the Shell: Stand Alone Complex (Fernsehserie, 2002–2003) |
| Ghost in the Shell                                                                                 | Ghost in the Shell: S.A.C. 2nd GIG (Fernsehserie, 2004–2005) |
| Ghost in the Shell                                                                                 | Ghost in the Shell 2 – Innocence (2004) |
| Ghost in the Shell                                                                                 | Ghost in the Shell: S.A.C. Solid State Society (2006) |
| Gipfel der Götter                                                                                  | Gipfel der Götter (2021) |
| Globi                                                                                              | Globi und der Schattenräuber (2003) |
| Goliat (von Kenneth Hamberg)                                                                       | Hajk (Fernsehserie, 1985–1991) |
| Goomer (von Nacho Moreno und Ricardo Martínez)                                                     | Goomer (1999) |
| Gowap (von Ridel und Mythic)                                                                       | Gowap (Fernsehserie, 2003) |
| Grabouillon (von Alexis Nesme)                                                                     | Grabouillon (Fernsehserie, 2006–2016) |
| Green Arrow                                                                                        | DC Showcase: Green Arrow (Kurzfilm, 2010) |
| Green Lantern                                                                                      | Green Lantern – First Flight (2009) |
| Green Lantern                                                                                      | Green Lantern – Emerald Knights (2011) |
| Green Lantern                                                                                      | Green Lantern: The Animated Series (Fernsehserie, 2011–2013) |
| Green Lantern                                                                                      | Green Lantern: Beware My Power (2022) |
| Grenadine et Mentalo (von Colonel Moutarde)                                                        | Grenadine and Peppermint (Fernsehserie, 2010) |
| Grimmy (Mother Goose and Grimm, von Mike Peters)                                                   | Grimmy (Fernsehserie, 1991–1992) |
| Der große böse Fuchs (von Benjamin Renner)                                                         | Le Grand Méchant Renard et autres contes... (2017) |
| Guardians of the Galaxy                                                                            | Guardians of the Galaxy (Fernsehserie, 2015–2019) |
| Guardians of the Galaxy                                                                            | Rocket & Groot (Fernsehserie, 2017) |
| Guardians of the Galaxy                                                                            | Ich bin Groot (Fernsehserie, 2022) |
| The Gumps                                                                                          | The Gumps (Kurzfilm-Serie, 1920–1921) |
| Gunsmith Cats                                                                                      | Gunsmith Cats (1995) |
| Guyver (von Yoshiki Takaya)                                                                        | Guyver: Out of Control (1986) |
| Guyver (von Yoshiki Takaya)                                                                        | The Guyver (Fernsehserie, 1989–1992) |
| Guyver (von Yoshiki Takaya)                                                                        | Guyver – The Bioboosted Armor (Fernsehserie, 2005–2006) |
| H                                                                                                  | |
| Hägar der Schreckliche                                                                             | Hägar der Schreckliche (Kurzfilm, 1989) |
| Haiopeis (von Thomas Siemensen)                                                                    | Haiopeis (Fernsehserie, 1996) |
| Happy Hooligan                                                                                     | Happy Hooligan (Kurzfilm-Serie, 1916–1922) |
| Hate (dt.: Krass / Leck mich!, von Peter Bagge)                                                    | Hate (Kurzfilm, 1995) |
| Hauck & Bauer                                                                                      | Wir haben das vorher aufgezeichnet (Kurzfilme in Anke hat Zeit, Fernsehserie, 2013–2015) |
| Couleur de peau: miel (von Jung)                                                                   | Hautfarbe: Honig (2012) |
| Heathcliff (von George Gately)                                                                     | Heathcliff (Fernsehserie, 1984) - Heathcliff macht Geschichten (Mehrere Episoden der Fernsehserie zu einem Film zusammengeschnitten. Erstaufführung: 1986) |
| Hellboy                                                                                            | Hellboy – Schwert der Stürme (2006) |
| Hellboy                                                                                            | Hellboy – Blut und Eisen (2007) |
| Henry (von Carl Anderson)                                                                          | Betty Boop with Henry, the Funniest Living American (Kurzfilm, 1935) |
| Hey, Schwester                                                                                     | Power Sisters (Fernsehserie, 2017) |
| Hijitus (von Manuel García Ferré)                                                                  | Las aventuras de Hijitus (Fernsehserie, 1967–1974) |
| Hijitus (von Manuel García Ferré)                                                                  | Las aventuras de Hijitus (1973) |
| Hilda                                                                                              | Hilda (Fernsehserie, 2018–2023) |
| Hilda                                                                                              | Hilda und der Bergkönig (2021) |
| Historias de la puta mili (von Ivà, für „El Jueves“)                                               | Historias de la puta mili: La muerte de Arensivia (2005) |
| Hit-Monkey                                                                                         | Marvel’s Hit-Monkey (Fernsehserie, 2021) |
| Hiyokoi                                                                                            | Hiyokoi (Kurzfilm, 2010) |
| Das Symphonie-Orchester (von Gerard Hoffnung)                                                      | The Hoffnung Symphony Orchestra (Kurzfilm, 1965) |
| Hotze (von Bringmann & Kopetzki)                                                                   | Hotze – Es geht hier um Musik! (Kurzfilm, 2002) |
| Howard Lovecraft (von Bruce Brown und Renzo Podesta)                                               | Howard Lovecraft and the Frozen Kingdom (2016) |
| Howard Lovecraft (von Bruce Brown und Renzo Podesta)                                               | Howard Lovecraft and the Undersea Kingdom (2017) |
| Howard Lovecraft (von Bruce Brown und Renzo Podesta)                                               | Howard Lovecraft and the Kingdom of Madness (2018) |
| Chickenhare (von Chris Grine)                                                                      | Hühnerhase und der Hamster der Finsternis (2022) |
| Hulk                                                                                               | The Marvel Super Heroes: The Incredible Hulk (Fernsehserie, 1966) |
| Hulk                                                                                               | The Incredible Hulk (Fernsehserie, 1982–1983) |
| Hulk                                                                                               | The Incredible Hulk (Fernsehserie, 1996–1997) |
| Hulk                                                                                               | Hulk vs.Thor (2009) |
| Hulk                                                                                               | Planet Hulk (2010) |
| Hulk                                                                                               | Hulk und das Team S.M.A.S.H. (Fernsehserie, 2013–2015) |
| Hulk                                                                                               | Hulk: Where Monsters Dwell (2016) |
| I                                                                                                  | |
| Die Idee (von Frans Masereel)                                                                      | Die Idee (Kurzfilm, 1932) |
| In this Corner of the World                                                                        | In this Corner of the World (2016) |
| Initial D                                                                                          | Initial D (Fernsehserie, 1998–2014) |
| Inu Yasha                                                                                          | Inu Yasha (Fernsehserie, 2000–2004) |
| Inu Yasha                                                                                          | InuYasha: The Final Act (Fernsehserie, 2009–2010) |
| Three Very Small Comics, Volume II (von Tom Gauld)                                                 | Invasion (Kurzfilm, 2005) |
| Invincible                                                                                         | Invincible (Fernsehserie, seit 2021) |
| Iron Man                                                                                           | The Marvel Super Heroes: The Invincible Iron Man (Fernsehserie, 1966) |
| Iron Man                                                                                           | Der unbesiegbare Iron Man (Fernsehserie, 1994–1996) |
| Iron Man                                                                                           | The Invincible Iron Man (2007) |
| Iron Man                                                                                           | Iron Man: Armored Adventures (Fernsehserie, 2009–2012) |
| Iron Man                                                                                           | Marvel Anime: Iron Man (Fernsehserie, 2011) |
| Iron Man                                                                                           | Iron Man: Rise of Technovore (2013) |
| Isidoro Cañones (von Dante Quinterno)                                                              | Isidoro: la película (2007) |
| Isnogud                                                                                            | Isnogud (Fernsehserie, 1995) |
| J                                                                                                  | |
| Jack Palmer                                                                                        | Jack Palmer (Fernsehserie, 2001) |
| Jan, Jans en de kinderen (Ulli, Ulla und die Kinder / Familie Tromp, von Jan Kruis)                | Jan, Jans en de kinderen: Koningskinderen (Kurzfilm, 2002) |
| Jan, Jans en de kinderen (Ulli, Ulla und die Kinder / Familie Tromp, von Jan Kruis)                | Jan, Jans en de kinderen: Kung-Pfoe! (Kurzfilm, 2002) |
| Jerry on the Job (von Walter Hoban)                                                                | Jerry on the Job (Kurzfilm-Serie, 1916–1920) |
| JetCat (von Jay Stephens)                                                                          | KaBlam! (Fernsehserie, 1998–2000) |
| Jeż Jerzy                                                                                          | George the Hedgehog (2011) |
| Jojo                                                                                               | Jojo: Le Mystère Violaine (2000) |
| Jommeke (Peter & Alexander)                                                                        | Gil und Joe (Fernsehserie, 1982) |
| Jonah Hex                                                                                          | DC Showcase: Jonah Hex (Kurzfilm, 2010) |
| Josie and the Pussycats                                                                            | Josie und die Pussycats (Fernsehserie, 1970–1972) |
| Justice League (Gerechtigkeitsliga / JLA)                                                          | Super Friends (Fernsehserie, 1973–1986) |
| Justice League (Gerechtigkeitsliga / JLA)                                                          | Die Liga der Gerechten (Fernsehserie, 2004–2006) |
| Justice League (Gerechtigkeitsliga / JLA)                                                          | Justice League: The New Frontier (2008) |
| Justice League (Gerechtigkeitsliga / JLA)                                                          | Justice League: Crisis on Two Earths (2010) |
| Justice League (Gerechtigkeitsliga / JLA)                                                          | Justice League: Doom (2012) |
| Justice League (Gerechtigkeitsliga / JLA)                                                          | Justice League: The Flashpoint Paradox (2013) |
| Justice League (Gerechtigkeitsliga / JLA)                                                          | JLA Adventures: Trapped in Time (2014) |
| Justice League (Gerechtigkeitsliga / JLA)                                                          | Justice League: War (2014) |
| Justice League (Gerechtigkeitsliga / JLA)                                                          | Justice League: Throne of Atlantis (2015) |
| Justice League (Gerechtigkeitsliga / JLA)                                                          | Justice League: Götter und Monster (2015) |
| Justice League (Gerechtigkeitsliga / JLA)                                                          | Lego DC Comics Super Heroes: Gerechtigkeitsliga – Angriff der Legion der Verdammnis (2015) |
| Justice League (Gerechtigkeitsliga / JLA)                                                          | Lego DC Comics Super Heroes: Justice League – Cosmic Clash (2016) |
| Justice League (Gerechtigkeitsliga / JLA)                                                          | Lego DC Comics Super Heroes: Justice League – Gefängnisausbruch in Gotham City (2016) |
| Justice League (Gerechtigkeitsliga / JLA)                                                          | Justice League Action (Fernsehserie, 2016–2018) |
| Justice League (Gerechtigkeitsliga / JLA)                                                          | Justice League Dark (2017) |
| Justice League (Gerechtigkeitsliga / JLA)                                                          | Justice League vs. the Fatal Five (2019) |
| Justice League (Gerechtigkeitsliga / JLA)                                                          | Justice League Dark: Apokolips War (2020) |
| Justice League (Gerechtigkeitsliga / JLA)                                                          | Injustice (2021) |
| Justice League (Gerechtigkeitsliga / JLA)                                                          | DC League of Super-Pets (2022) |
| Justice League (Gerechtigkeitsliga / JLA)                                                          | Batman and Superman: Battle of the Super Sons (2022) |
| Justice League (Gerechtigkeitsliga / JLA)                                                          | Justice League x RWBY: Superhelden und Jäger: Teil 1 (2023) |
| Justice Society of America                                                                         | Justice Society: World War II (2021) |
| K                                                                                                  | |
| Kajko i Kokosz (von Janusz Christa)                                                                | Kajko i Kokosz (Kurzfilm, 2006) |
| Kajko i Kokosz (von Janusz Christa)                                                                | Kajko i Kokosz (Fernsehserie, 2021) |
| Kakegurui – Das Leben ist ein Spiel                                                                | Kakegurui – Das Leben ist ein Spiel (Fernsehserie, 2017) |
| Kamandi                                                                                            | DC Showcase: Kamandi: The Last Boy on Earth! (Kurzfilm, 2021) |
| Kamikaze Kaito Jeanne                                                                              | Jeanne, die Kamikaze-Diebin (Fernsehserie, 1999–2000) |
| Kamui (von Sampei Shirato)                                                                         | The Chronicles of Kamui the Ninja (Fernsehserie, 1969) |
| Kaput & Zösky                                                                                      | Kaput & Zösky – Chaoten im Weltall (Fernsehserie, 2002–2005) |
| Die Katze des Rabbiners                                                                            | Le Chat du Rabbin (2011) |
| Gear                                                                                               | Katzekratz (Fernsehserie, 2005–2007) |
| The Katzenjammer Kids                                                                              | The Katzenjammer Kids (Kurzfilm-Serie, 1916–1920) |
| The Katzenjammer Kids                                                                              | The Captain and the Kids (Kurzfilm-Serie, 1938–1939) |
| The Katzenjammer Kids                                                                              | Archie’s TV Funnies (Fernsehserie, 1971–1973) |
| The Katzenjammer Kids                                                                              | Fabulous Funnies (Fernsehserie, 1978–1979) |
| Keeping Up with the Joneses (von Arthur R. Momand)                                                 | Keeping Up with the Joneses (Kurzfilm-Serie, 1915–1916) |
| Nuts (von Gahan Wilson)                                                                            | The Kid (2001) |
| The Kid From Planet Earth (von Craig McCracken)                                                    | Kid Cosmic (Fernsehserie, 2021–2022) |
| Kid Paddle (von Midam)                                                                             | Kid Paddle (Fernsehserie, 2003) |
| Kimba, der weiße Löwe                                                                              | Kimba, der weiße Löwe (Fernsehserie, 1965–1966) |
| Kinky & Cosy (von Nix)                                                                             | Kinky & Cosy (Kurzfilm-Serie, 2015) |
| Kipo (von Radford Sechrist)                                                                        | Kipo und die Welt der Wundermonster (Fernsehserie, 2020) |
| Der kleine Nick                                                                                    | Der kleine Nick (Fernsehserie, 2008–2012) |
| Der kleine Nick                                                                                    | Der kleine Nick erzählt vom Glück (2022) |
| Der kleine Nick                                                                                    | Der kleine Nick und die Ferien (Fernsehserie, 2023) |
| Der kleene Punker (illustriertes Buch)                                                             | Der kleene Punker (1992) |
| Der kleine Spirou                                                                                  | Le Petit Spirou (Fernsehserie, 2012) |
| Kleiner Strubbel (von Céline Fraipont und Pierre Bailly)                                           | Kleiner Strubbel (Kurzfilm-Serie, 2016–2017) |
| Kleines Arschloch                                                                                  | Kleines Arschloch (1997) |
| Kleines Arschloch                                                                                  | Das kleine Arschloch und der alte Sack – Sterben ist Scheiße (2006) |
| Knax                                                                                               | Knax Comic Disc (mehrere Kurzfilme, 1997) |
| Kopf in den Wolken (von Paco Roca)                                                                 | Arrugas (2012) |
| Koziołek Matołek                                                                                   | Dziwne przygody Koziołka Matołka (Fernsehserie, 1969–1971) |
| Krazy Kat                                                                                          | Krazy Kat (Kurzfilm-Serien, 1916–1940) |
| Krazy Kat                                                                                          | Krazy Kat (Fernsehserie, 1963–1964) |
| Krypto                                                                                             | Krypto, der Superhund (Fernsehserie, 2005–2006) |
| L                                                                                                  | |
| Lackadaisy (von Tracy J. Butler)                                                                   | Lackadaisy (Kurzfilm, 2023) |
| Lady Death                                                                                         | Lady Death (2004) |
| Lanfeust von Troy                                                                                  | Lanfeust (Fernsehserie, 2014) |
| LastMan (von Bastien Vivès u. a.)                                                                  | LastMan (Fernsehserie, 2016) |
| Kamasutra (von Manara)                                                                             | La Légende de Parva (2003) |
| Les Légendaires (von Patrick Sobral)                                                               | Les Légendaires (Fernsehserie, 2017) |
| Legion of Super-Heroes                                                                             | Legion of Super-Heroes (Fernsehserie, 2006–2008) |
| Legion of Super-Heroes                                                                             | Legion of Super-Heroes (2023) |
| Lenore, the Cute Little Dead Girl                                                                  | Lenore, the Cute Little Dead Girl (Webserie, 2002) |
| Leonardo                                                                                           | Léonard (Fernsehserie, 2009) |
| Dernière porte au sud (von Foerster, für „Fluide Glacial“)                                         | Letzte Tür im Süden (Kurzfilm, 2015) |
| Li’l Abner                                                                                         | Li’l Abner (Kurzfilm-Serie, 1944) |
| Li’l Abner                                                                                         | Fearless Fosdick (Fernsehserie, 1952) |
| Li’l Abner                                                                                         | The New Shmoo (Fernsehserie, 1979–1980) |
| Little Dot (Harvey Comics)                                                                         | Harvey Street Kids (Fernsehserie, 2018–2020) |
| Little Jimmy (von Jimmy Swinnerton)                                                                | Betty Boop and Little Jimmy (Kurzfilm, 1936) |
| The Little King                                                                                    | The Little King (Kurzfilm-Serie, 1933–1934) |
| The Little King                                                                                    | Betty Boop and the Little King (Kurzfilm, 1936) |
| Little Lotta (Harvey Comics)                                                                       | Harvey Street Kids (Fernsehserie, 2018–2020) |
| Little Lulu (von Marge, Zeitungscartoons)                                                          | Klein Lulu (Kurzfilm-Serie, 1943–1948) |
| Little Lulu (von Marge, Zeitungscartoons)                                                          | Ritoru Ruru to Chitchai Nakama (Fernsehserie, 1976–1977) |
| Little Lulu (von Marge, Zeitungscartoons)                                                          | Klein Lulu und ihre Freunde (Fernsehserie, 1994–1997) |
| Little Nemo                                                                                        | Little Nemo (1992) |
| The Living Corpse: Exhumed (von Ken Haeser und Buz Hasson)                                         | The Amazing Adventures of the Living Corpse (2012) |
| Lone Racer (von Mahler)                                                                            | Lone Racer (Kurzfilm, 2015) |
| The Losers (DC)                                                                                    | DC Showcase: The Losers (Kurzfilm, 2021) |
| Die Fundsache                                                                                      | The Lost Thing (oscarprämierter Kurzfilm, 2011) |
| Lou!                                                                                               | Lou! (Fernsehserie, 2009–2010) |
| Love Hina                                                                                          | Love Hina (Fernsehserie, 2000) |
| Lucky Luke                                                                                         | Lucky Luke (1971) |
| Lucky Luke                                                                                         | Lucky Luke – Sein größter Trick (1978) |
| Lucky Luke                                                                                         | Lucky Luke – Das große Abenteuer (1982) |
| Lucky Luke                                                                                         | Lucky Luke (Fernsehserie, 1983–1992) |
| Lucky Luke                                                                                         | Lucky Luke – Die neuen Abenteuer (Fernsehserie, 2001–2003) |
| Lucky Luke                                                                                         | Rantanplan (Fernsehserie, 2006) |
| Lucky Luke                                                                                         | Lucky Luke – Auf in den Wilden Westen (2007) |
| Lucky Luke                                                                                         | Die Daltons (Fernsehserie, 2010–2015) |
| Lucky Luke                                                                                         | Kid Lucky (Fernsehserie, 2020) |
| Lupo Alberto                                                                                       | Lupo Alberto (Fernsehserie, 1997–2002) |
| M                                                                                                  | |
| Mad                                                                                                | The Mad Magazine TV Special (1974) |
| Mad                                                                                                | Mad (Fernsehserie, 2010–2013) |
| Mafalda                                                                                            | Mafalda (Fernsehserie, 1972) - Mafalda (Mehrere Episoden der Fernsehserie zu einem Film zusammengeschnitten. Erstaufführung: 1982) |
| Mafalda                                                                                            | Mafalda (Fernsehserie, 1993) |
| Magi: The Labyrinth of Magic                                                                       | Magi: The Labyrinth of Magic (Fernsehserie, 2012–2014) |
| Magnus der Magier (The Wizard of Id)                                                               | Curiosity Shop (Fernsehserie, 1971) |
| Mampato (von Eduardo Armstrong, Themo Lobos und Oskar)                                             | Ogú y Mampato en Rapa Nui (2002) |
| Mandarine & Cow (von Jacques Azam)                                                                 | Mandarine & Cow (Fernsehserie, 2007) |
| Der Mann im Pyjama (von Paco Roca)                                                                 | Memorias de un hombre en pijama (2018) |
| Marco Antonio (von Mique Beltrán)                                                                  | Marco Antonio, rescate en Hong Kong (2000) |
| Marco Antonio (von Mique Beltrán)                                                                  | Marco Antonio (Fernsehserie, 2008–2010) |
| Les Souvenirs de Mamette (von Nob)                                                                 | Marinette (Fernsehserie, 2017) |
| Marmaduke (dt.: Archibald)                                                                         | Marmaduke (2022) |
| Marsupilami                                                                                        | Marsupilami (Fernsehserie, 1993) |
| Marsupilami                                                                                        | Marsupilami: Die neuen Abenteuer (Fernsehserie, 1999) |
| Marsupilami                                                                                        | Mein Freund Marsupilami (Fernsehserie, 2002) |
| Marsupilami                                                                                        | Marsupilami (Fernsehserie, 2009) |
| Martin Mystère (dt.: Alan Dark)                                                                    | Martin Mystery (Fernsehserie, 2003–2006) |
| Marvin (von Tom Armstrong)                                                                         | Marvin: Baby of the Year (Kurzfilm, 1989) |
| Die Maske                                                                                          | Die Maske (Fernsehserie, 1995–1997) |
| Max und Moritz                                                                                     | Spuk mit Max und Moritz (1951) |
| Max und Moritz                                                                                     | Wilhelm Busch – Die Trickfilm-Parade: Max und Moritz und andere Streiche (1978) |
| Max und Moritz                                                                                     | Max und Moritz (Fernsehserie, 1999) |
| The Maxx (von Sam Kieth)                                                                           | The Maxx (Fernsehserie auf MTV, 1995) |
| McDull                                                                                             | My Life as McDull (2001) |
| McDull                                                                                             | McDull, Prince de la Bun (2004) |
| McDull                                                                                             | McDull, the Alumni (2006, teilweise Realfilm) |
| McDull                                                                                             | McDull, Kung Fu Kindergarten (2009) |
| McDull                                                                                             | McDull: The Pork of Music (2012) |
| McDull                                                                                             | McDull: Me & My Mum (2014) |
| McDull                                                                                             | McDull: Rise of the Rice Cooker (2016) |
| Meine Mutter ist in Amerika und hat Buffalo Bill getroffen (von Émile Bravo)                       | Ma maman est en Amérique, elle a rencontré Buffalo Bill (2013) |
| Men in Black                                                                                       | Men in Black: Die Serie (Fernsehserie, 1997–2001) |
| Merlin                                                                                             | Merlin contre le Père Noël (Kurzfilm, 2003) |
| Merlin                                                                                             | Merlin contre les esprits d’Halloween (Kurzfilm, 2006) |
| Métal hurlant                                                                                      | Heavy Metal (1981) |
| Métal hurlant                                                                                      | Heavy Metal: F.A.K.K.² (2000) |
| Michel Vaillant                                                                                    | Michel Vaillant (Fernsehserie, 1990) |
| Miss Peach (von Mell Lazarus)                                                                      | Curiosity Shop (Fernsehserie, 1971) |
| M.O.D.O.K.                                                                                         | Marvel’s M.O.D.O.K. (Fernsehserie, 2021) |
| Monster                                                                                            | Monster (Fernsehserie, 2004–2005) |
| Monster Allergy                                                                                    | Monster Allergy (Fernsehserie, 2005) |
| Devil Dinosaur                                                                                     | Moon Girl and Devil Dinosaur (Fernsehserie, 2023) |
| Moon Mullins                                                                                       | Archie’s TV Funnies (Fernsehserie, 1971–1973) |
| Mordillo                                                                                           | Mordillo (Kurzfilm-Serie, 1976–1982) |
| Mot (von Alfonso Azpiri und Nacho Moreno)                                                          | Mot (Fernsehserie, 1996) |
| Motomania (von Holger Aue)                                                                         | Motomania (Kurzfilm-Serie, 2013–2014) |
| Mouse Guard                                                                                        | Mouse Guard (Kurzfilm, 2019) |
| Ms. Marvel                                                                                         | Marvel Rising: Secret Warriors (2018) |
| Mumins                                                                                             | Mumins an der Riviera (2014) |
| Mutafukaz (von Run)                                                                                | Mutafukaz (2018) |
| Mutt and Jeff                                                                                      | Mutt and Jeff (Kurzfilm-Serie, 1916–1926) |
| Mon ami Grompf                                                                                     | My Friend Grompf (Fernsehserie, 2011) |
| My Hero Academia                                                                                   | My Hero Academia (Fernsehserie, 2016–2018) |
| N                                                                                                  | |
| Namor (Sub-Mariner)                                                                                | The Marvel Super Heroes: Prince Namor the Sub-Mariner (Fernsehserie, 1966) |
| Nana                                                                                               | Nana (Fernsehserie, 2006–2007) |
| Nancy (von Ernie Bushmiller)                                                                       | School Daze (Kurzfilm, 1942) |
| Nancy (von Ernie Bushmiller)                                                                       | Doing Their Bit (Kurzfilm, 1942) |
| Nancy (von Ernie Bushmiller)                                                                       | Archie’s TV Funnies (Fernsehserie, 1971–1973) |
| Nancy (von Ernie Bushmiller)                                                                       | Fabulous Funnies (Fernsehserie, 1978–1979) |
| Naru Taru                                                                                          | Naru Taru (Fernsehserie, 2003) |
| Naruto                                                                                             | Naruto (Fernsehserie, 2002–2007) |
| Nausicaä aus dem Tal der Winde                                                                     | Nausicaä aus dem Tal der Winde (1984) |
| Neander aus dem Tal                                                                                | B.C.: The First Thanksgiving (Kurzfilm, 1973) |
| Neander aus dem Tal                                                                                | B.C.: A Special Christmas (Kurzfilm, 1981) |
| Die Nektons – Abenteurer der Tiefe                                                                 | Die Nektons – Abenteurer der Tiefe (Fernsehserie, seit 2015) |
| The World of Quest                                                                                 | Nestor und Quest (Fernsehserie, 2008–2009) |
| The Newlyweds / Snookums                                                                           | The Newlyweds (Kurzfilm-Serie, 1913–1914) |
| Nichtlustig (von Joscha Sauer, Cartoons)                                                           | Nichtlustig – Die Serie (Kurzfilm-Serie, 2015–2018) |
| Nick Knatterton                                                                                    | Nick Knatterton (Fernsehserie, 1978–1980) |
| Nimona                                                                                             | Nimona (2023) |
| Nini Patalo (von Lisa Mandel)                                                                      | Nini Patalo (Fernsehserie, 2010) |
| Ninja Bugeichō (von Sampei Shirato)                                                                | Ninja (1967) |
| Nosferatu (von Druillet)                                                                           | Nosferatu (2002) |
| O                                                                                                  | |
| O je, du fröhliche                                                                                 | Der Weihnachtsmann auf Reisen (Kurzfilm, 1991) |
| Old Doc Yak (von Sidney Smith)                                                                     | Old Doc Yak (Kurzfilm-Serie, 1913–1915) |
| One Piece                                                                                          | One Piece (Fernsehserie, seit 1999) |
| Basil & Victoria (von Yann und Édith)                                                              | Orson & Olivia (Fernsehserie, 1993) |
| Ottifanten                                                                                         | Ottos Ottifanten (Fernsehserie, 1993) |
| Ottifanten                                                                                         | Kommando Störtebeker (2001) |
| P                                                                                                  | |
| Pandora Hearts                                                                                     | Pandora Hearts (Fernsehserie, 2009) |
| Papyrus                                                                                            | Papyrus (Fernsehserie, 1998) |
| Patoruzú (von Dante Quinterno)                                                                     | Upa en apuros (Kurzfilm, 1942) |
| Patoruzú (von Dante Quinterno)                                                                     | Patoruzito (2004) |
| Patoruzú (von Dante Quinterno)                                                                     | Patoruzito: La gran aventura (2006) |
| Pauls Abenteuer (Felix, von Jan Lööf)                                                              | Felix (Fernsehserie, 1972) |
| Die Peanuts                                                                                        | Peanuts (Peanuts Specials, Fernsehserie, 1965–2011) - Die Peanuts – Fröhliche Weihnachten (1965) - Der große Kürbis (1966) - Es ist doch der Osterbeagle (1974) - Was haben wir gelernt, Charlie Brown? (1983) - Prost Neujahr, Charlie Brown! (1986) - Der große Kampf der kleinen Janice (1990) |
| Die Peanuts                                                                                        | Charlie Brown und seine Freunde (1969) |
| Die Peanuts                                                                                        | Snoopy (1972) |
| Die Peanuts                                                                                        | Lauf um Dein Leben, Charlie Brown! (1977) |
| Die Peanuts                                                                                        | Gute Reise, Charlie Brown (1980) |
| Die Peanuts                                                                                        | Die Charlie Brown und Snoopy Show (Fernsehserie, 1983–1996) |
| Die Peanuts                                                                                        | Das ist Amerika, Charlie Brown (Fernsehserie, 1988–1989) |
| Die Peanuts                                                                                        | Peanuts – Die neue Serie (Fernsehserie, 2014) |
| Die Peanuts                                                                                        | Die Peanuts – Der Film (2015) |
| Die Peanuts                                                                                        | Snoopy in Space (Fernsehserie, 2019) |
| Die Peanuts                                                                                        | Die Snoopy Show (Fernsehserie, 2021–2023) |
| Massive Swerve                                                                                     | Pear Cider and Cigarettes (Kurzfilm, 2016) |
| Percy Pickwick                                                                                     | Un Pépin pour Clifton (Kurzfilm, 1984) |
| Persepolis                                                                                         | Persepolis (2007) |
| Petzi                                                                                              | Petzi und seine Freunde (Fernsehserie, 1995–1998) |
| Petzi                                                                                              | Petzi (Fernsehserie, 2018) |
| Phantom                                                                                            | Defenders of the Earth – Die Retter der Erde (Fernsehserie, 1986) |
| Phantom                                                                                            | Phantom 2040 (Fernsehserie, 1994–1996) |
| Phantom Stranger                                                                                   | DC Showcase: The Phantom Stranger (Kurzfilm, 2020) |
| Les Pieds nickelés (von Louis Forton)                                                              | Les Aventures des Pieds Nickelés (Kurzfilm, 1918) |
| Pif                                                                                                | Приключения Пифа (Kurzfilm, 1970) |
| Pif                                                                                                | Piff und Herkules (Fernsehserie, 1989–1991) |
| Pimpa                                                                                              | Pimpa (Fernsehserie, 1983) |
| Pimpa                                                                                              | Pimpas Welt (Fernsehserie, 1997) |
| Pimpa                                                                                              | Le nuove avventure della Pimpa (Fernsehserie, 2010) |
| Pimpa                                                                                              | La Pimpa (Fernsehserie, 2015) |
| Der Pinguin (von Walter Moers)                                                                     | Der Pinguin (Kurzfilm, 2012) |
| Pip, Squeak and Wilfred (von A. B. Payne und Bertram Lamb)                                         | The Wonderful Adventures of Pip, Squeak & Wilfred (Kurzfilm-Serie, 1921) |
| Pixies (von Sean O’Reilly und Leisl Adams)                                                         | Pixies – Kleine Elfen, großes Abenteuer (2015) |
| Plastic Man                                                                                        | The Plastic Man Comedy/Adventure Show (Fernsehserie, 1979–1981) |
| Pogo                                                                                               | The Pogo Special Birthday Special (Kurzfilm, 1969) |
| Pogo                                                                                               | I Go Pogo (1980) |
| Popeye                                                                                             | Popeye (Kurzfilm-Serie, 1933–1957) - Popeye the Sailor Meets Sindbad the Sailor (1936) |
| Popeye                                                                                             | Popeye (Fernsehserie, 1960–1962) |
| Popeye                                                                                             | Popeye (Fernsehserie, 1978–1983) |
| Popeye                                                                                             | Popeye, Sohn und Co. (Fernsehserie, 1987) |
| Popeye                                                                                             | Popeye’s Voyage: The Quest for Pappy (Kurzfilm, 2004) |
| Popeye                                                                                             | Brand New Popeye – Popeye’s Island Adventures: Follow the Spinach (Kurzfilm, 2018) |
| Prinz Eisenherz                                                                                    | Die Legende von Prinz Eisenherz (Fernsehserie, 1991–1993) |
| Équinoxe (von Caza)                                                                                | La Prisonnière (Kurzfilm, 1985) |
| Professor Filutek (von Zbigniew Lengren)                                                           | Profesor Filutek w parku (Kurzfilm, 1955) |
| Professor Filutek (von Zbigniew Lengren)                                                           | Dziwny sen profesora Filutka (Kurzfilm, 1956) |
| Professor Filutek (von Zbigniew Lengren)                                                           | Pojedynek profesora Filutka (Kurzfilm, 1956) |
| Professor Filutek (von Zbigniew Lengren)                                                           | "Zryw" na spływ (Kurzfilm, 1956) |
| Professor Filutek (von Zbigniew Lengren)                                                           | Professor Filutek (Fernsehserie, 2007) |
| Professor Filutek (von Zbigniew Lengren)                                                           | Filutek (Fernsehserie, 2017) |
| Prudence Petitpas (dt.: Oma Pfiffig)                                                               | Die Abenteuer der Prudence Petitpas (Fernsehserie, 1999–2000) |
| Psiconautas (von Alberto Vázquez)                                                                  | Psychonauts – The Forgotten Children (2015) |
| Les P’tits Diables (von Olivier Dutto)                                                             | Les P’tits Diables (Fernsehserie, 2011–2022) |
| PvP (von Scott Kurtz)                                                                              | PvP (Kurzfilm-Serie, 2007–2008) |
| Q                                                                                                  | |
| Stups und Steppke                                                                                  | Quick & Flupke (Fernsehserie, 1983) |
| Quimby the Mouse (von Chris Ware)                                                                  | Quimby the Mouse (Kurzfilm, 2009) |
| R                                                                                                  | |
| Rahan                                                                                              | Rahan (Fernsehserie, 1987) |
| Rahan                                                                                              | Rahan (Fernsehserie, 2009) |
| Ranma ½                                                                                            | Ranma ½ (Fernsehserie, 1989–1992) |
| Rat-Man (von Leo Ortolani)                                                                         | Rat-Man (Fernsehserie, 2006–2007) |
| The Ray                                                                                            | Freedom Fighters: The Ray (Fernsehserie, 2017–2018) |
| Red Sonja                                                                                          | Red Sonja: Queen of Plagues (2016) |
| El Reino Azul (von Carlos Trillo und Enrique Breccia)                                              | O Reino Azul (Kurzfilm, 1989) |
| Rejsen til Saturn (von Claus Deleuran)                                                             | Rejsen til Saturn (2008) |
| Richie Rich                                                                                        | Richie Rich (Fernsehserie, 1980–1984) |
| Richie Rich                                                                                        | Richie Rich (Fernsehserie, 1996) |
| Rita et Machin (von Jean-Philippe Arrou-Vignod und Olivier Tallec)                                 | Rita et Machin (Fernsehserie, 2010) |
| Robo und Hund: Wahre Freundschaft rostet nicht                                                     | Robot Dreams (2023) |
| Rocketeer                                                                                          | The Rocketeer (Fernsehserie, 2019) |
| Rocky (von Martin Kellerman)                                                                       | Rocky (Fernsehserie, 2008) |
| Roger et ses humains (von Cyprien Iov und Paka)                                                    | Roger et ses humains (Kurzfilm-Serie, seit 2018) |
| Die Rosen von Versailles                                                                           | Die Rosen von Versailles (Fernsehserie, 1979–1980) |
| Der rote Korsar                                                                                    | Barbe Rouge (Fernsehserie, 1997) |
| Rubrique-à-brac (von Gotlib)                                                                       | La Coccinelle de Gotlib (Fernsehserie, 1995) |
| Monster on the Hill (von Rob Harrell)                                                              | Rumble (2021) |
| Rurouni Kenshin                                                                                    | Rurouni Kenshin (Fernsehserie, 1996–1998) |
| S                                                                                                  | |
| Sabrina The Teenage Witch                                                                          | Simsalabim Sabrina (Fernsehserie, 1999–2004) |
| Sabrina The Teenage Witch                                                                          | Simsalabim Sabrina: Freunde für immer (2002) |
| Sabrina The Teenage Witch                                                                          | Sabrina – Verhext nochmal! (Fernsehserie, 2013) |
| Sailor Moon                                                                                        | Sailor Moon (Fernsehserie, 1995–1998) |
| Les Sales blagues de l’Écho (von Philippe Vuillemin)                                               | Les Sales blagues de l’Écho (Fernsehserie, 1995–1998) |
| Samson & Neon (von Tébo)                                                                           | Samson et Néon (Fernsehserie, 2010) |
| Sandman                                                                                            | DC Showcase: Death (Kurzfilm, 2019) |
| The Savage Dragon (von Erik Larsen)                                                                | The Savage Dragon (Fernsehserie, 1995–1996) |
| Scary Godmother                                                                                    | Scary Godmother: Halloween Spooktakular (Kurzfilm, 2003) |
| Scary Godmother                                                                                    | Scary Godmother: The Revenge of Jimmy (Kurzfilm, 2005) |
| Little Gloomy (von Landry Walker und Eric Jones)                                                   | Scary Larry (Fernsehserie, 2010–2012) |
| Die Schlümpfe / Johann und Pfiffikus                                                               | Aus dem Leben der Schlumpfe (Fernsehserie, 1961) |
| Die Schlümpfe / Johann und Pfiffikus                                                               | Die Schlümpfe und die Zauberflöte (1975) |
| Die Schlümpfe / Johann und Pfiffikus                                                               | Die Schlümpfe (Fernsehserie, 1981–1989) |
| Die Schlümpfe / Johann und Pfiffikus                                                               | Johan & Peewit in Schlumpfhausen (Fernsehserie, 1981–1989) |
| Die Schlümpfe / Johann und Pfiffikus                                                               | Comic-Stars gegen Drogen (Kurzfilm, 1990) |
| Die Schlümpfe / Johann und Pfiffikus                                                               | Die Schlümpfe – Das verlorene Dorf (2017) |
| Die Schlümpfe / Johann und Pfiffikus                                                               | Die Schlümpfe (Fernsehserie, seit 2021) |
| Die Schlümpfe / Johann und Pfiffikus                                                               | Die Schlümpfe: Der große Kinofilm (2025) |
| Schweinevogel                                                                                      | Schweinevogel – Es lebe der Fortschritt! (Kurzfilm, 2009) |
| Scott Pilgrim                                                                                      | Scott Pilgrim hebt ab (Fernsehserie, 2023) |
| Sein bester Freund (von Gray Jolliffe und Peter Mayle)                                             | Willie – Sein bester Freund (1990) |
| Sergeant Rock (DC)                                                                                 | DC Showcase: Sgt. Rock (Kurzfilm, 2019) |
| Shit Happens! (von Ralph Ruthe, Cartoons)                                                          | Shit Happens! (Webserie, seit 2007) |
| Siegfried (von Alex Alice)                                                                         | Siegfried (Kurzfilm, 2007) |
| Silent Möbius                                                                                      | Silent Möbius (1991) |
| Silent Möbius                                                                                      | Silent Möbius 2 (1992) |
| Silent Möbius                                                                                      | Silent Möbius (Fernsehserie, 1998) |
| A Silent Voice                                                                                     | A Silent Voice (2016) |
| Silex and the City                                                                                 | Silex and the City (Fernsehserie, 2012) |
| Silver Surfer                                                                                      | Silver Surfer (Fernsehserie, 1998) |
| Sizinkiler                                                                                         | Çatlak Yumurtalar (Fernsehserie, 2012) |
| Sizinkiler                                                                                         | Limon ile Zeytin (Fernsehserie, 2014) |
| Smokey Stover (von Bill Holman)                                                                    | Archie’s TV Funnies (Fernsehserie, 1971–1973) |
| Snake ’n’ Bacon’s Cartoon Cabaret (von Michael Kupperman)                                          | Snake ’n’ Bacon (Kurzfilm, 2009, teilweise Realfilm) |
| Spaghetti (von Attanasio und Goscinny)                                                             | Spaghetti à la Romaine (Kurzfilm, 1965) |
| Spawn                                                                                              | Todd McFarlane’s Spawn (Fernsehserie, 1997–1999) |
| The Spectre                                                                                        | DC Showcase: The Spectre (Kurzfilm, 2010) |
| Speed Racer                                                                                        | Speed Racer (Fernsehserie, 1967–1968) |
| Spider-Man                                                                                         | Spider-Man (Fernsehserie, 1967–1970) |
| Spider-Man                                                                                         | Spider-Man und seine außergewöhnlichen Freunde (Fernsehserie, 1981–1983) |
| Spider-Man                                                                                         | New Spider-Man (Fernsehserie, 1993–1998) |
| Spider-Man                                                                                         | Daredevil vs. Spider-Man – Duell der Mächte (1996) |
| Spider-Man                                                                                         | Spider-Man Unlimited (Fernsehserie, 1999–2001) |
| Spider-Man                                                                                         | Spider-Man: The New Animated Series (Fernsehserie, 2003) |
| Spider-Man                                                                                         | The Spectacular Spider-Man (Fernsehserie, 2008–2009) |
| Spider-Man                                                                                         | Der ultimative Spider-Man (Fernsehserie, 2012–2017) |
| Spider-Man                                                                                         | Spider-Man (Fernsehserie, 2017–2020) |
| Spider-Man                                                                                         | Spider-Man: A New Universe (2018) |
| Spider-Man                                                                                         | Spidey und seine Super-Freunde (Fernsehserie, seit 2021) |
| Spider-Man                                                                                         | Spider-Man: Across the Spider-Verse (2023) |
| Spider-Man                                                                                         | Der freundliche Spider-Man aus der Nachbarschaft (Fernsehserie, seit 2025) |
| Spider-Woman (Marvel)                                                                              | Spider-Woman (Fernsehserie, 1979–1980) |
| Spirou und Fantasio                                                                                | Spirou und Fantasio (Fernsehserie, 1993) |
| Spirou und Fantasio                                                                                | Spirou und Fantasio (Fernsehserie, 2006) |
| Die Stadt, in der es mich nicht gibt                                                               | Erased – Die Stadt, in der es mich nicht gibt (Fernsehserie, 2016) |
| Static                                                                                             | Static Shock (Fernsehserie, 2000–2004) |
| Stefi (von Grazia Nidasio, für „Corriere dei Piccoli“)                                             | Il mondo di Stefi (Fernsehserie, 2007) |
| Mimi o Sumase ba                                                                                   | Stimme des Herzens – Whisper of the Heart (1995) |
| The Strange World of Mr. Mum (von Irving Phillips)                                                 | Curiosity Shop (Fernsehserie, 1971) |
| Die Sturmtruppen                                                                                   | SuperGulp! (Fernsehserie, 1977–1981) |
| Suicide Squad                                                                                      | Suicide Squad: Hell to Pay (2018) |
| Supa Strikas                                                                                       | Supa Strikas (Fernsehserie, seit 2008) |
| Supercrooks (von Mark Millar und Leinil Yu)                                                        | Super Crooks (Fernsehserie, 2021) |
| Super Dinosaur                                                                                     | Super Dinosaur (Fernsehserie, 2018) |
| SuperFuckers (von James Kochalka)                                                                  | SuperFuckers (Webserie, 2012–2013) |
| Superman                                                                                           | Superman (Kurzfilm-Serie, 1941–1943) - Superman (1941) |
| Superman                                                                                           | Ein Job für Superman (Fernsehserie, 1966–1970) |
| Superman                                                                                           | The Adventures of Superboy (Fernsehserie, 1966–1969) |
| Superman                                                                                           | Superman (Fernsehserie, 1988) |
| Superman                                                                                           | Superman (Fernsehserie, 1996–2000) - The Batman/Superman Movie (Mehrere Episoden der Fernsehserie zu einem Film zusammengeschnitten. Erstaufführung: 1997) |
| Superman                                                                                           | Superman: Brainiac Attacks (2006) |
| Superman                                                                                           | Superman: Doomsday (2007) |
| Superman                                                                                           | All-Star Superman (2011) |
| Superman                                                                                           | Superman vs. The Elite (2012) |
| Superman                                                                                           | Superman: Unbound (2013) |
| Superman                                                                                           | The Death of Superman (2018) |
| Superman                                                                                           | Reign of the Supermen (2019) |
| Superman                                                                                           | Superman: Red Son (2020) |
| Superman                                                                                           | Superman: Man of Tomorrow (2020) |
| Super-Meier                                                                                        | Superlopez contra el robot de bolsillo (Kurzfilm, 2003) |
| Super Nick                                                                                         | Big Nate (Fernsehserie, 2022–2024) |
| Los Supersabios (von Germán Butze)                                                                 | Los Supersabios (1978) |
| Suske und Wiske                                                                                    | Suske en Wiske (Fernsehserie, 1975–1976) |
| Suske und Wiske                                                                                    | Suske en Wiske: De Texas Rakkers (2009) |
| Swamp Thing                                                                                        | Swamp Thing (Fernsehserie, 1991) |
| T                                                                                                  | |
| Tam-Tam (von Reiser)                                                                               | Tam-Tam (Fernsehserie, 1997–1998) |
| Technotise                                                                                         | Technotise (2009) |
| Teen Titans                                                                                        | Teen Titans (Fernsehserie, 2003–2006) |
| Teen Titans                                                                                        | Teen Titans: Trouble in Tokyo (2006) |
| Teen Titans                                                                                        | Teen Titans Go! (Fernsehserie, seit 2013) |
| Teen Titans                                                                                        | Justice League vs. Teen Titans (2016) |
| Teen Titans                                                                                        | Teen Titans: Der Judas-Auftrag (2017) |
| Teen Titans                                                                                        | Teen Titans Go! To the Movies (2018) |
| Teen Titans                                                                                        | Teen Titans Go! vs. Teen Titans (2019) |
| Teenage Mutant Ninja Turtles                                                                       | Teenage Mutant Hero Turtles (Fernsehserie, 1987–1996) |
| Teenage Mutant Ninja Turtles                                                                       | Comic-Stars gegen Drogen (Kurzfilm, 1990) |
| Teenage Mutant Ninja Turtles                                                                       | Mutant Turtles: Chōjin Densetsu-hen (Zwei Kurzfilme, 1996–1997) |
| Teenage Mutant Ninja Turtles                                                                       | Teenage Mutant Ninja Turtles (Fernsehserie, 2003–2009) |
| Teenage Mutant Ninja Turtles                                                                       | TMNT – Teenage Mutant Ninja Turtles (2007) |
| Teenage Mutant Ninja Turtles                                                                       | Teenage Mutant Ninja Turtles: Turtles Forever (2009) |
| Teenage Mutant Ninja Turtles                                                                       | Teenage Mutant Ninja Turtles (Fernsehserie, 2012–2017) |
| Teenage Mutant Ninja Turtles                                                                       | Der Aufstieg der Teenage Mutant Ninja Turtles (Fernsehserie, 2018–2020) |
| Teenage Mutant Ninja Turtles                                                                       | Der Aufstieg der Teenage Mutant Ninja Turtles – Der Film (2022) |
| Teenage Mutant Ninja Turtles                                                                       | Teenage Mutant Ninja Turtles: Mutant Mayhem (2023) |
| Teenage Mutant Ninja Turtles                                                                       | Die Abenteuer der Teenage Mutant Ninja Turtles (Fernsehserie, 2024) |
| This Modern World (von Tom Tomorrow)                                                               | This Modern World (Webserie, 2000–2001) |
| Thor                                                                                               | The Marvel Super Heroes: The Mighty Thor (Fernsehserie, 1966) |
| Thor                                                                                               | Thor: Tales of Asgard (2011) |
| The Tick                                                                                           | Der Tick (Fernsehserie, 1994–1996) |
| Tierisch (Einfach tierisch, von Wilms und Raymakers)                                               | Ollies total verrückte Farm (Fernsehserie, 1987–1988) |
| Im Lande Löwenzahn (Knallfroschs Freunde)                                                          | Tierisch was los (Animal Crackers, Fernsehserie, 1997–1999) |
| Tim und Struppi                                                                                    | Le Crabe aux pinces d’or (1947) |
| Tim und Struppi                                                                                    | Les Aventures de Tintin, d’après Hergé (Fernsehserie, 1959–1964) |
| Tim und Struppi                                                                                    | Tim und Struppi im Sonnentempel (1968) |
| Tim und Struppi                                                                                    | Tim und Struppi und der Haifischsee (1972) |
| Tim und Struppi                                                                                    | Tim und Struppi (Fernsehserie, 1991–1993) |
| Tim und Struppi                                                                                    | Die Abenteuer von Tim und Struppi – Das Geheimnis der Einhorn (2011) |
| Timing                                                                                             | Timing (2014) |
| Tiramolla (von Giorgio Rebuffi und Roberto Renzi)                                                  | Tiramolla Adventures (Fernsehserie, 1992) |
| Titeuf                                                                                             | Titeuf (Fernsehserie, 2001–2016) |
| Titeuf                                                                                             | Titeuf (2011) |
| Tobias Knopp – Abenteuer eines Junggesellen                                                        | Tobias Knopp – Abenteuer eines Junggesellen (1950) |
| Un homme est mort (von Étienne Davodeau und Kris)                                                  | Tod eines Genossen (2018) |
| Tokyo Ghoul                                                                                        | Tokyo Ghoul (Fernsehserie, 2014–2018) |
| Tom Puss                                                                                           | Oglu, das freche Drachenmonster (1983) |
| Tom-Tom et Nana (von Bernadette Després und Jacqueline Cohen)                                      | Tom-Tom et Nana (Fernsehserie, 1997–2005) |
| Tom-Tom et Nana (von Bernadette Després und Jacqueline Cohen)                                      | Tom-Tom et Nana (Fernsehserie, 2019) |
| Tony & Alberto (von Dab’s)                                                                         | Tony & Alberto (Fernsehserie, 2011) |
| Toonerville Folks (von Fontaine Fox)                                                               | Toonerville Trolley (Kurzfilm, 1936) |
| Toonerville Folks (von Fontaine Fox)                                                               | Trolley Ahoy (Kurzfilm, 1936) |
| Toonerville Folks (von Fontaine Fox)                                                               | Toonerville Picnic (Kurzfilm, 1936) |
| Total Fred (von Harald Havas und Reinhard Kiesel)                                                  | Totally Fred (Kurzfilmserie, 2005) |
| Tower of God                                                                                       | Tower of God (Fernsehserie, 2020) |
| Trese (von Kajo Baldisimo und Budjette Tan)                                                        | Trese: Hüterin der Stadt (Fernsehserie, 2021) |
| Troll von Troy                                                                                     | Trolls of Troy (Fernsehserie, 2013) |
| Turma da Mônica (dt.: Fratz & Freunde)                                                             | Mônica e Cebolinha – No Mundo de Romeu e Julieta (Kurzfilm, 1979) |
| Turma da Mônica (dt.: Fratz & Freunde)                                                             | As Aventuras da Turma da Mônica (1982, teilweise Realfilm) |
| Turma da Mônica (dt.: Fratz & Freunde)                                                             | Turma da Mônica: A Princesa e o Robô (1984) |
| Turma da Mônica (dt.: Fratz & Freunde)                                                             | As Novas Aventuras da Turma da Mônica (1986) |
| Turma da Mônica (dt.: Fratz & Freunde)                                                             | Mônica e a Sereia do Rio (1986) |
| Turma da Mônica (dt.: Fratz & Freunde)                                                             | Turma da Mônica: O Bicho-Papão (1987) |
| Turma da Mônica (dt.: Fratz & Freunde)                                                             | Turma da Mônica e a Estrelinha Mágica (1988) |
| Turma da Mônica (dt.: Fratz & Freunde)                                                             | Turma da Mônica: A Rádio do Chico Bento (1989) |
| Turma da Mônica (dt.: Fratz & Freunde)                                                             | Turma da Mônica: Chico Bento, Oia a Onça! (1990) |
| Turma da Mônica (dt.: Fratz & Freunde)                                                             | Turma da Mônica: Cine Gibi (2004) |
| Turma da Mônica (dt.: Fratz & Freunde)                                                             | Turma da Mônica: Cine Gibi 2 (2005) |
| Turma da Mônica (dt.: Fratz & Freunde)                                                             | Turma da Mônica: Uma Aventura no Tempo (2007) |
| Turma da Mônica (dt.: Fratz & Freunde)                                                             | Turma da Mônica: Cine Gibi 3 – Planos Infalíveis (2008) |
| Turma da Mônica (dt.: Fratz & Freunde)                                                             | Turma da Mônica: Cine Gibi 4 – Meninos e Meninas (2009) |
| Turma da Mônica (dt.: Fratz & Freunde)                                                             | Turma da Mônica: Cine Gibi 5 – Luz, Camera, Ação! (2010) |
| Turma da Mônica (dt.: Fratz & Freunde)                                                             | Turma da Mônica: Cine Gibi 6 – Hora do Banho (2013) |
| Turma da Mônica (dt.: Fratz & Freunde)                                                             | Turma da Mônica: Cine Gibi 7 – Bagunça Animal (2014) |
| Turma da Mônica (dt.: Fratz & Freunde)                                                             | Turma da Mônica: Cine Gibi 8 – Tá Brincando? (2015) |
| Turma da Mônica (dt.: Fratz & Freunde)                                                             | Turma da Mônica: Cine Gibi 9 – Vamos Fazer de Conta! (2016) |
| Turok                                                                                              | Turok: Son of Stone (2008) |
| Tutenstein (von Jay Stephens)                                                                      | Tutenstein (Fernsehserie, 2003–2006) |
| Tytus, Romek i A'Tomek (von Papcio Chmiel)                                                         | Tytus, Romek i A'Tomek wśród złodziei marzeń (2002) |
| U                                                                                                  | |
| Ultraforce                                                                                         | Ultraforce (Fernsehserie, 1994–1995) |
| Umpah-Pah                                                                                          | Oumpah-Pah (Kurzfilm, 1965) |
| Unerschrocken (von Pénélope Bagieu)                                                                | Culottées (Fernsehserie, 2019–2020) |
| Usagi Yojimbo                                                                                      | Samurai Rabbit: The Usagi Chronicles (Fernsehserie, 2022) |
| V                                                                                                  | |
| Valerian und Veronique                                                                             | Valérian & Laureline (Fernsehserie, 2007) |
| Vampire Knight                                                                                     | Vampire Knight (Fernsehserie, 2008) |
| Virus Tropical                                                                                     | Virus Tropical (2017) |
| Vixen                                                                                              | Vixen (Webserie, 2015–2016) |
| W                                                                                                  | |
| Walhalla                                                                                           | Walhalla (1986) |
| Walhalla                                                                                           | Quark (Fernsehserie, 1997) |
| Die Walkinder                                                                                      | Die Walkinder (Fernsehserie, 2017) |
| Wedding Peach                                                                                      | Wedding Peach (Fernsehserie, 1995–1996) |
| Wee Pals (von Morrie Turner)                                                                       | Kid Power (Fernsehserie, 1972–1974) |
| Amor auf Weltreise (von Raymond Peynet)                                                            | Die Weltreise der Verliebten (1974) |
| Wendy                                                                                              | Wendy (Fernsehserie, 2013) |
| Strahlende Zeiten                                                                                  | Wenn der Wind weht (1986) |
| Tu mourras moins bête...                                                                           | Wer nicht fragt, stirbt dumm! (Fernsehserie, seit 2016) |
| Werner                                                                                             | Werner – Beinhart! (1990, teilweise Realfilm) |
| Werner                                                                                             | Werner – Das muß kesseln!!! (1996) |
| Werner                                                                                             | Werner – Volles Rooäää!!! (1999) |
| Werner                                                                                             | Werner – Gekotzt wird später! (2003) |
| Werner                                                                                             | Werner – Eiskalt! (2011, teilweise Realfilm) |
| What If…?                                                                                          | What If…? (Fernsehserie, seit 2021) |
| WildC.A.T.s                                                                                        | WildC.A.T.s (Fernsehserie, 1994–1995) |
| Wildwechsel (von Pierre Clement)                                                                   | Silenzio et Tralala (Kurzfilm, 1997) |
| W.I.T.C.H.                                                                                         | W.I.T.C.H. (Fernsehserie, 2004–2006) |
| Wolverine                                                                                          | Marvel Anime: Wolverine (Fernsehserie, 2011) |
| Wonder Woman                                                                                       | Wonder Woman (2009) |
| Wonder Woman                                                                                       | DC Super Hero Girls (Fernsehserie, 2015–2018) |
| Wonder Woman                                                                                       | DC Super Hero Girls: Heldin des Jahres (2016) |
| Wonder Woman                                                                                       | DC Super Hero Girls: Intergalaktische Spiele (2017) |
| Wonder Woman                                                                                       | Lego DC Super Hero Girls: Im Bann des Diamanten (2017) |
| Wonder Woman                                                                                       | Lego DC Super Hero Girls: Super-Villain High (2018) |
| Wonder Woman                                                                                       | DC Super Hero Girls: Legends of Atlantis (2018) |
| Wonder Woman                                                                                       | DC Super Hero Girls (Fernsehserie, 2019–2021) |
| Wonder Woman                                                                                       | Wonder Woman: Bloodlines (2019) |
| Wonder Woman                                                                                       | Teen Titans Go! & DC Super Hero Girls: Mayhem in the Multiverse (2022) |
| Wood & Stock – Psicodelia e Colesterol (von Arnaldo Angeli Filho)                                  | Wood & Stock: Sexo, Orégano e Rock’n’Roll (2006) |
| Wurzel                                                                                             | Fred Basset (Fernsehserie, 1976) |
| X                                                                                                  | |
| X-Men                                                                                              | X-Men: Pryde of the X-Men (Kurzfilm, 1989) |
| X-Men                                                                                              | X-Men (Fernsehserie, 1992–1997) |
| X-Men                                                                                              | X-Men: Es geht weiter (Fernsehserie, 2000–2003) |
| X-Men                                                                                              | Wolverine and the X-Men (Fernsehserie, 2009) |
| X-Men                                                                                              | Marvel Anime: X-Men (Fernsehserie, 2011–2012) |
| X-Men                                                                                              | X-Men ’97 (Fernsehserie, 2024) |
| Y                                                                                                  | |
| Yakari                                                                                             | Yakari (Fernsehserie, 1983–1984) |
| Yakari                                                                                             | Yakari (Fernsehserie, 2005–2013) |
| Yakari                                                                                             | Yakari – Der Kinofilm (2020) |
| Young Justice                                                                                      | Young Justice (Fernsehserie, 2010–2022) |
| Z                                                                                                  | |
| Zap Collège (von Téhem)                                                                            | Zap Collège (Fernsehserie, 2007) |
| Zerocalcare                                                                                        | An der perforierten Linie abreißen (Fernsehserie, 2021) |
| Zerocalcare                                                                                        | Questo mondo non mi renderà cattivo (Fernsehserie, 2023) |
| Ziggy (von Tom Wilson)                                                                             | Ziggy’s Gift (Kurzfilm, 1982) |
| Zipi y Zape (von José Escobar)                                                                     | Las aventuras de Zipi y Zape (Fernsehserie, 2003–2005) |
| Zipi y Zape (von José Escobar)                                                                     | Las monstruosas aventuras de Zipi y Zape (2005) |
| Zombillennium (von Arthur de Pins)                                                                 | Zombillennium (2017) |

## Anmerkung zu Trickfilmen und Comiczeichnern
Es gibt einige Trickfilme von Comiczeichnern, die oft irrtümlich für Comicverfilmungen gehalten werden.
- Herrscher der Zeit (1982, Moebius)
- Gandahar (1988, Caza)
- Manu (Fernsehserie, 1989–1993, Frank Margerin)
- Belphégor (Fernsehserie, 2001, Frédéric Bézian)
- Rock ’n’ Roll Dad (Kurzfilm-Serie, 2001, Peter Bagge)
- Invader Zim (Fernsehserie, 2001–2002, Jhonen Vasquez)
- Gorillaz (Band aus 4 Comicfiguren von Jamie Hewlett, Videoclips seit 2001)
- Les Enfants de la pluie (2003, Caza)
- Dragon Hunters – Die Drachenjäger (Fernsehserie, 2004, Arthur Qwak)
- MirrorMask (2005, Dave McKean)
- De profundis (2007, Miguelanxo Prado)
- Peur(s) du noir (2008, Charles Burns, Lorenzo Mattotti, Blutch, Richard McGuire u. a.)
- Die Abenteuer des Pinocchio (2012, Lorenzo Mattotti)
- Die langen großen Ferien (Fernsehserie, 2015, Émile Bravo)
- April und die außergewöhnliche Welt (2015, Jacques Tardi)
- Königreich der Bären (2019, Lorenzo Mattotti)
- Mugge og vejfesten (2019, Mikael Wulff und Anders Morgenthaler)